# Plouezoc'h
Plouezoc'h (prononcé [pluezɔx] localement ou [pluezɔk]) est une commune du département du Finistère, dans la région Bretagne, en France.
Sur le territoire de la commune se trouvent le cairn de Barnenez, site mégalithique, et le château du Taureau, fort à la mer.
La commune borde notamment Morlaix, ville et sous-préfecture du département, en son sud, ainsi que sa baie.
Ses habitants, au nombre de 1640 en 2022 , sont les Plouezoc'hois et les Plouezoc'hoises.

## Géographie

### Situation
| Baie de Morlaix                  | Plougasnou | Saint-Jean-du-Doigt |
| la rivière de Morlaix (estuaire) | Plouezoc'h | Garlan              |
| Rivière de Morlaix               | Morlaix    | Garlan              |

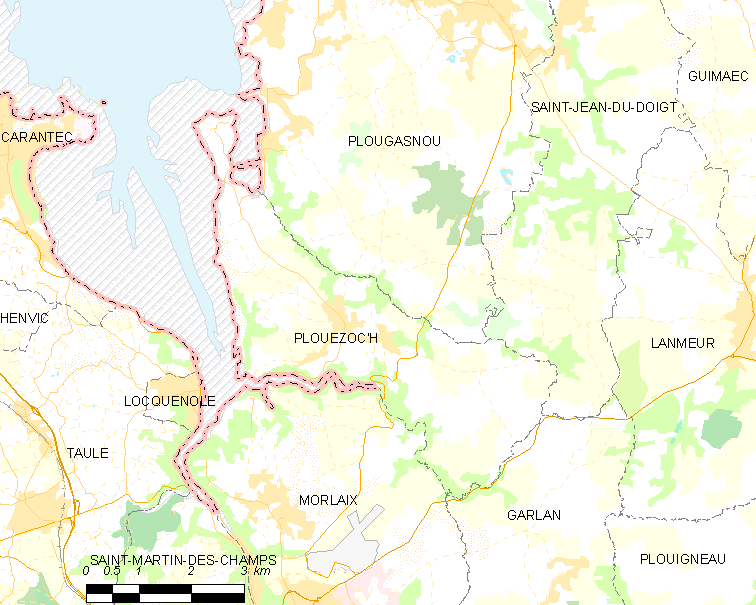
Carte de la commune de Plouezoc'h et des communes avoisinantes.

Plouezoc'h fait partie historiquement du Trégor finistérien. La commune, riveraine de la Baie de Morlaix et de la Rivière de Morlaix est située sur le littoral nord du département du Finistère en bordure de la Manche.

### Description

Vue d'ensemble de la baie de Morlaix.

Riveraine de la rivière de Morlaix, la commune est limitée au sud par le cours d'eau le Dourduff.
Louis Le Guennec a ainsi décrit en 1906 le paysage et le panorama visibles de Plouezoc'h :

« La commune de Plouezoc'h s'étend sur la rive droite de la rade de Morlaix, à huit kilomètres environ de cette ville. C'est un étroit et long plateau, ou plutôt une chaîne de collines au relief fortement accusé, qui s'abaissent de toutes parts, sauf au sud-est, en pentes parfois très abruptes. Pour embrasser d'un seul coup d'œil la topographie de la commune et jouir d'un beau panorama, il n'est que de gravir l'escalier tournant du vieux clocher du bourg, perché à 90 m d'altitude, sur une croupe rase et nue où rien ne borne le regard. (...) À nos pieds, les arbres frémissants du cimetière, l'humble bourg, maisons blanches et chaumières, puis les champs, les landes, les taillis déjà roussis par l'automne. Plus loin la rade, étincelant sous le ciel d'or pâle d'une claire soirée d'octobre, les promontoires étirant leur sombre et noueuse échine, le chenal coupé de longues roches noires, le château du Taureau dressé sur son écueil, la montagne et l'église de Carantec, la chapelle insulaire de Callot, la côte de Léon, dentelées de clochers et de phares, l'infini du large... Vers le sud, c'est l'immense pays tourmenté de Morlaix, ses trente clochers émergeant des verdures, ses hautes terres étagées en plans successifs, et la silhouette bleue des Monts d'Arrée se profilant à l'extrême lointain. Mais de ce grandiose horizon, un seul coin nous occupe aujourd'hui, Plouezoc'h, dont nous découvrons en entier le territoire : devant nous l'Arvor, la zone maritime de la commune, baignée par la mer depuis la sauvage combe du Dourdu jusqu'aux sables de Kernéhélen ; derrière le Gourré, la zone élevée, continentale, que sépare de l'autre le bourg lui-même. »

### Relief
Le finage de Plouezoc'h forme dans sa partie nord une presqu'île (dite parfois "Presqu'île de Kernéléhen") limitée côté ouest par des falaises longeant la Baie de Morlaix et côté est par l'Anse de Térénez, qui se termine côté nord par la Pointe de Barnénez et l'Île Stérec. Cette presqu'île a un relief assez bosselé, son point culminant atteignant 48 mètres à l'ouest du hameau de Barnénez.

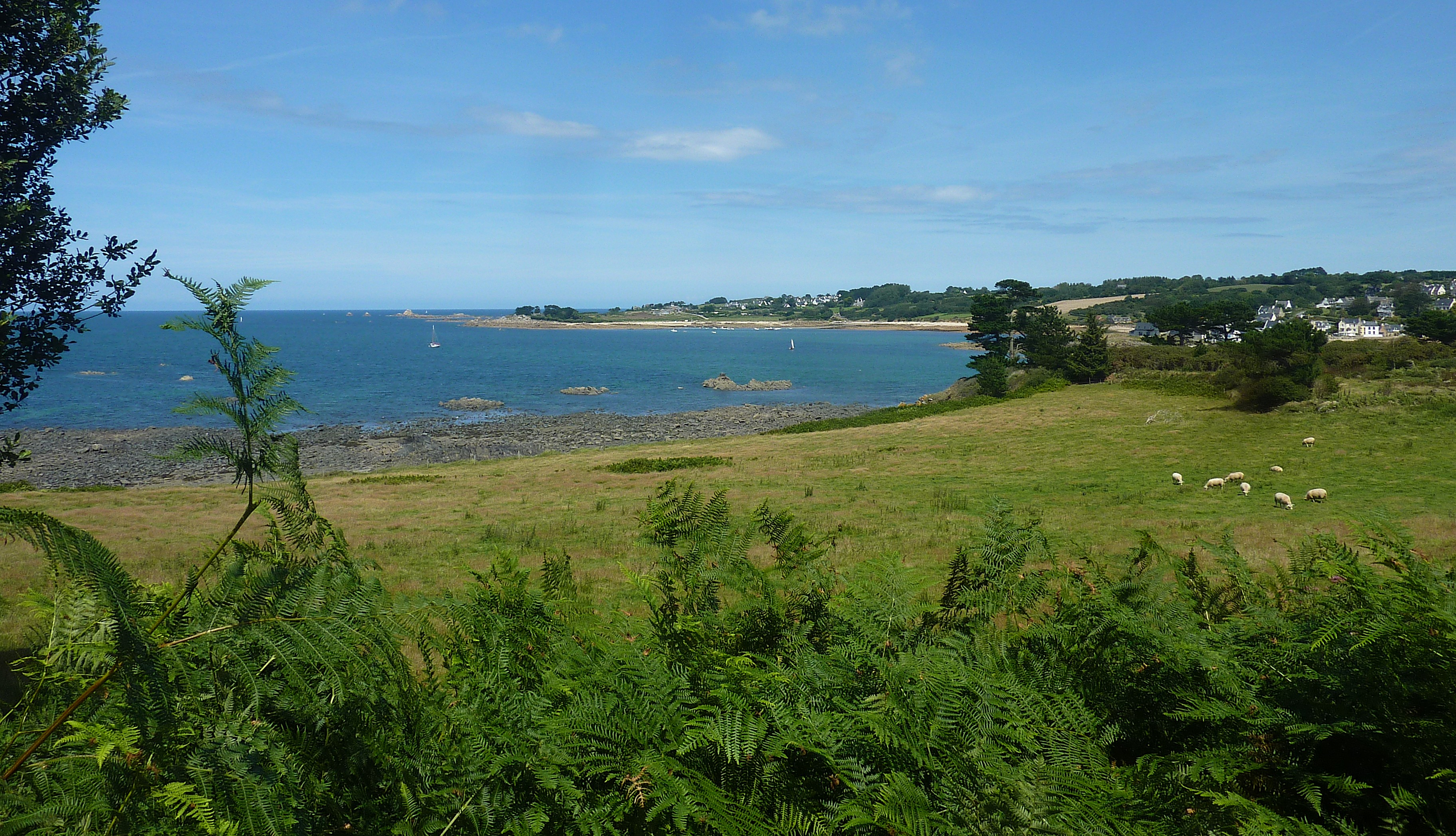
La Pointe de Barnénez côté nord-est, avec, à l'arrière-plan, le port de Térénez (en Plougasnou).
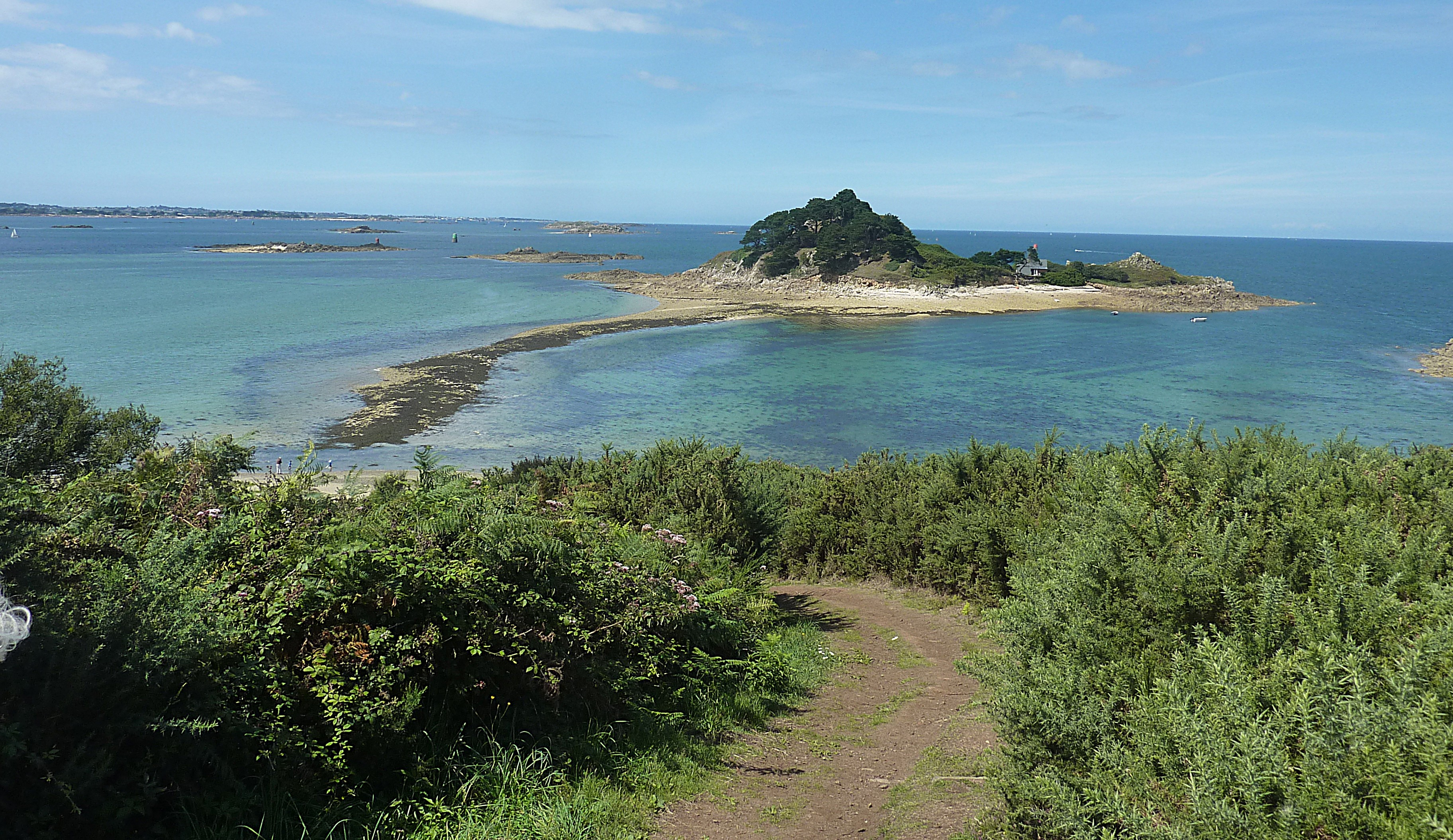
L'Île Stérec vue depuis la Pointe de Barnénez.
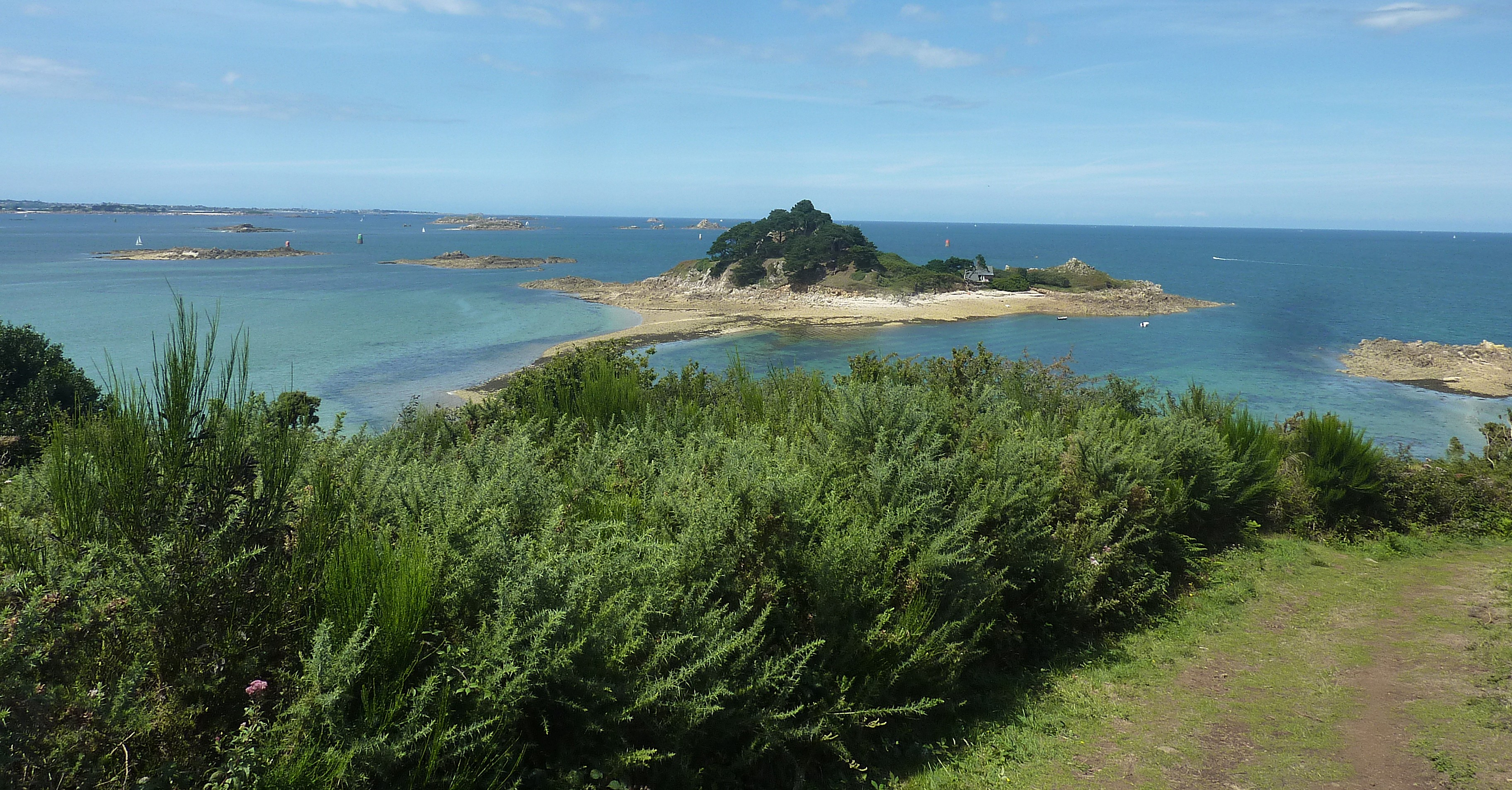
L'Île Stérec vue depuis la Pointe de Barnénez.
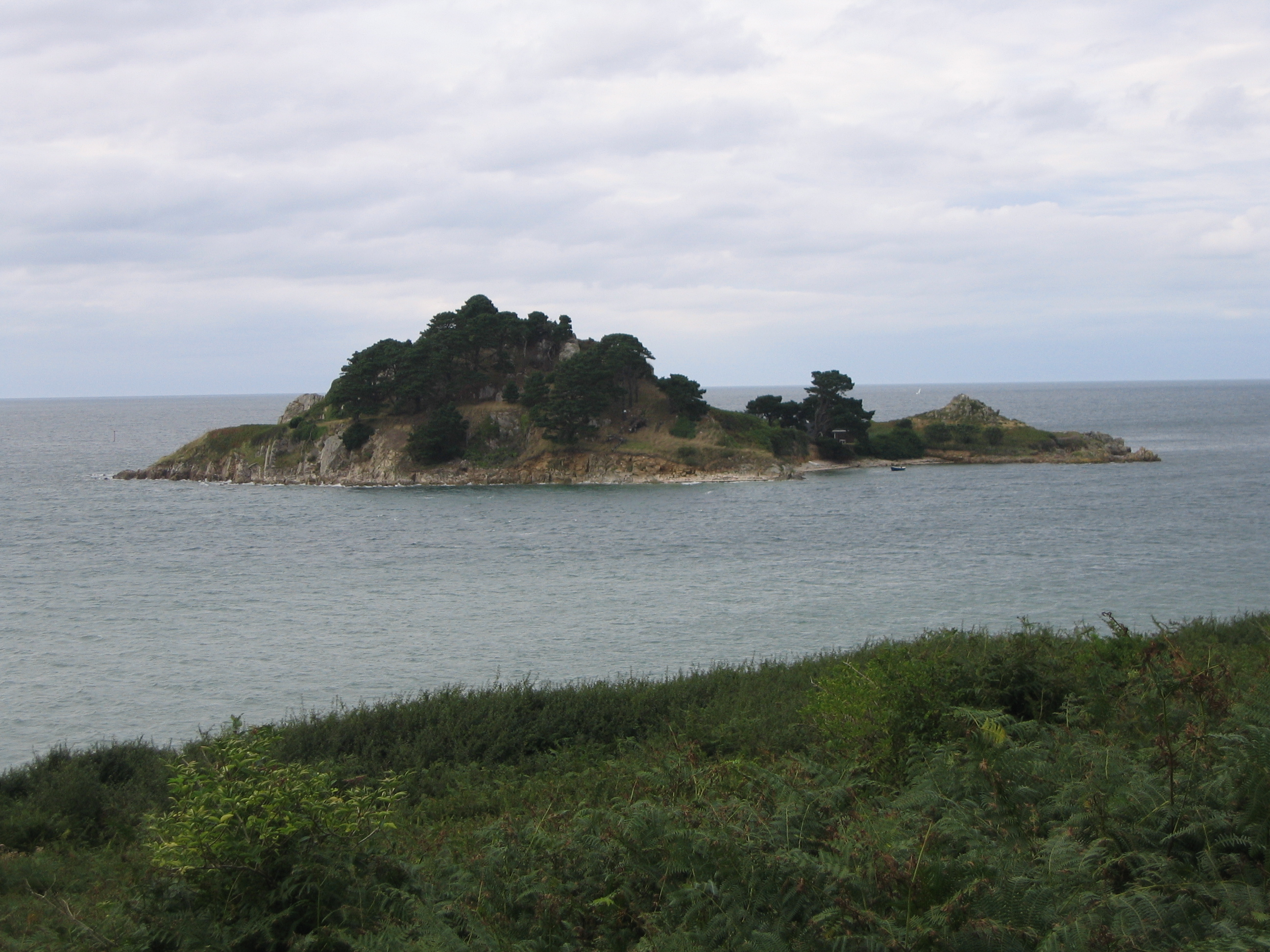
L'île Stérec.

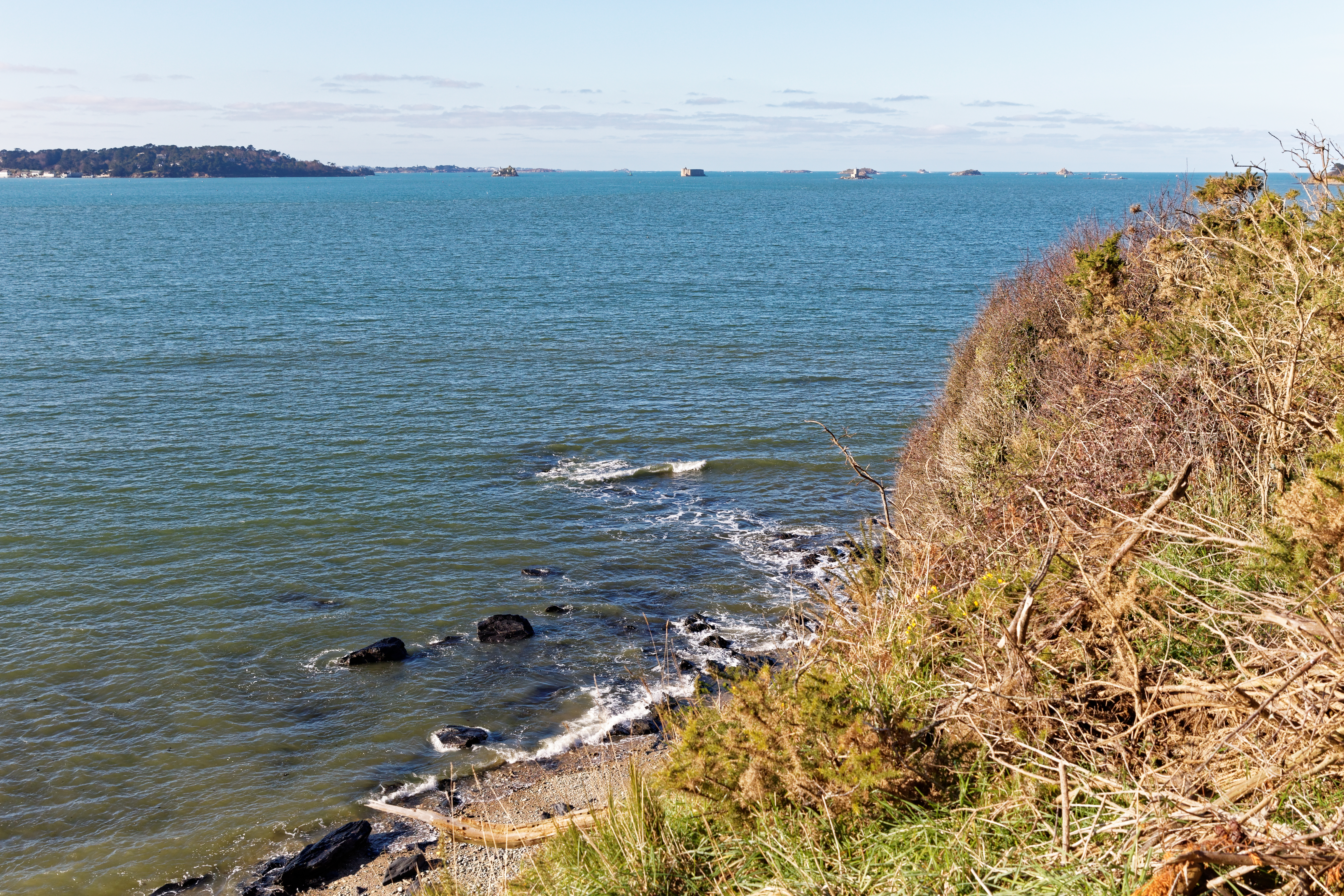
La Baie de Morlaix vue depuis le littoral de Plouezoc'h.
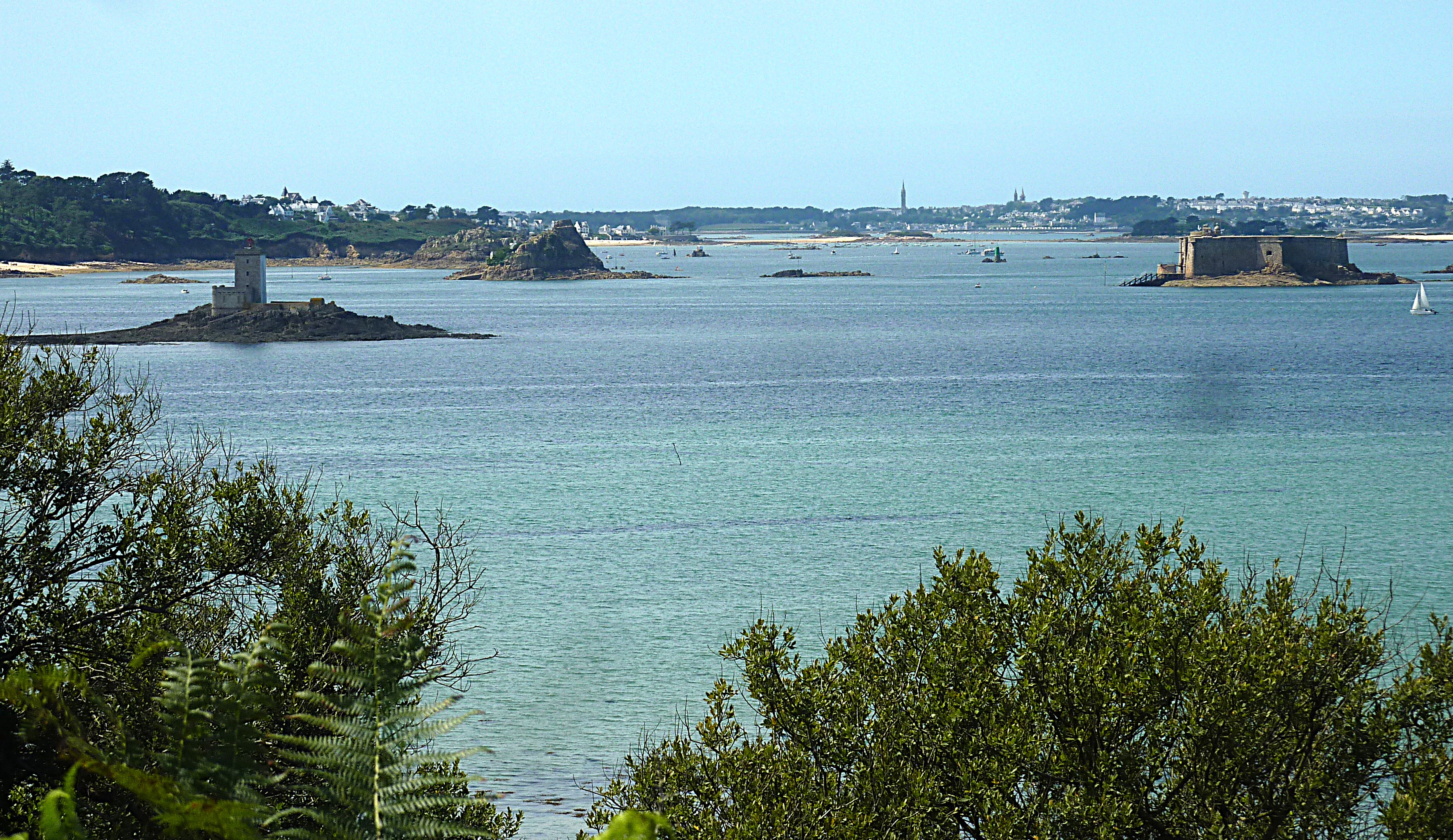
Le château du Taureau et l'Île Noire vus depuis les environs de la Pointe de Barnénez.
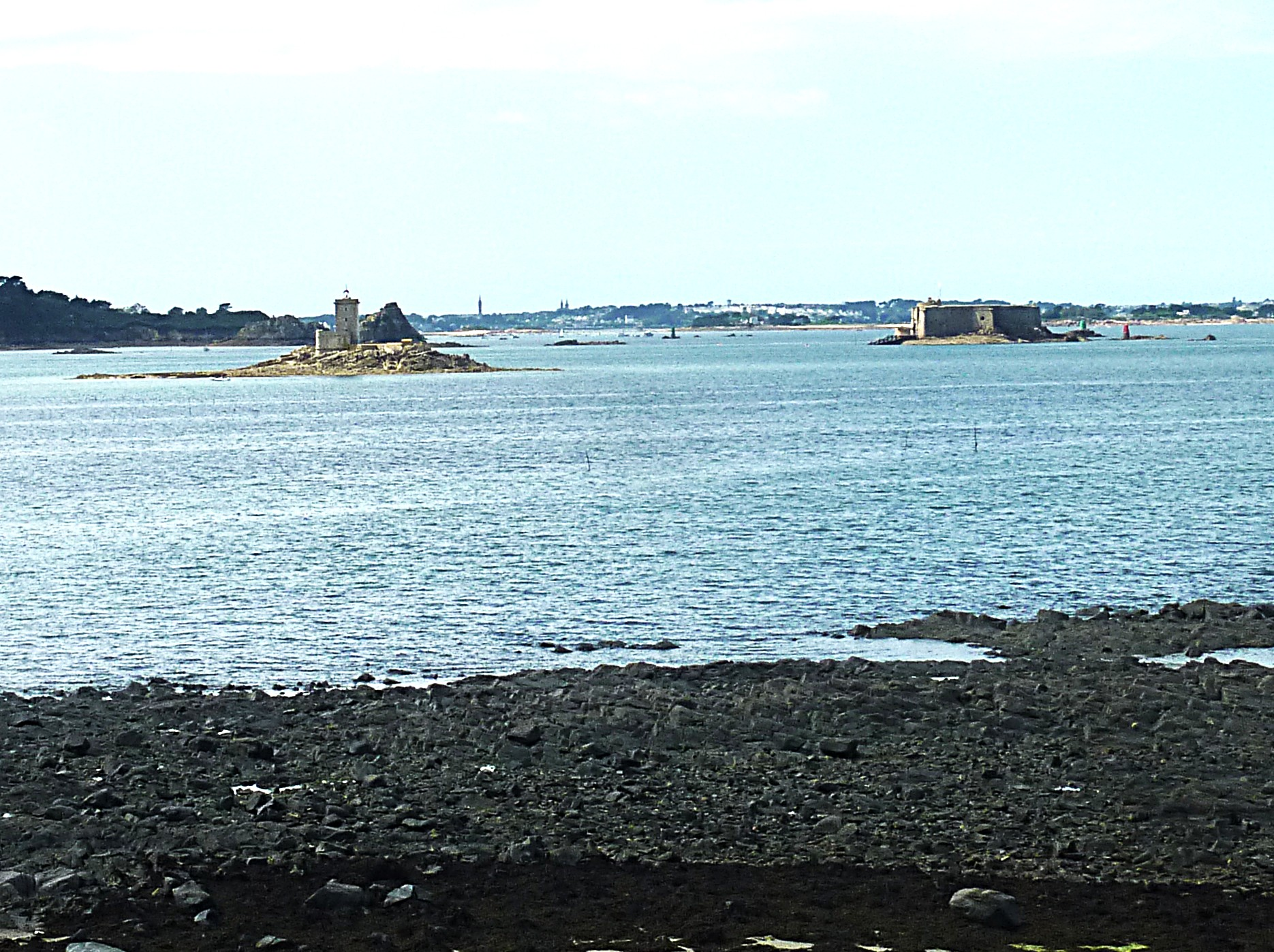
L'Île Noire et le château du Taureau vus depuis les falaises de Plouezoc'h au sud-ouest de la Pointe de Barnénez.

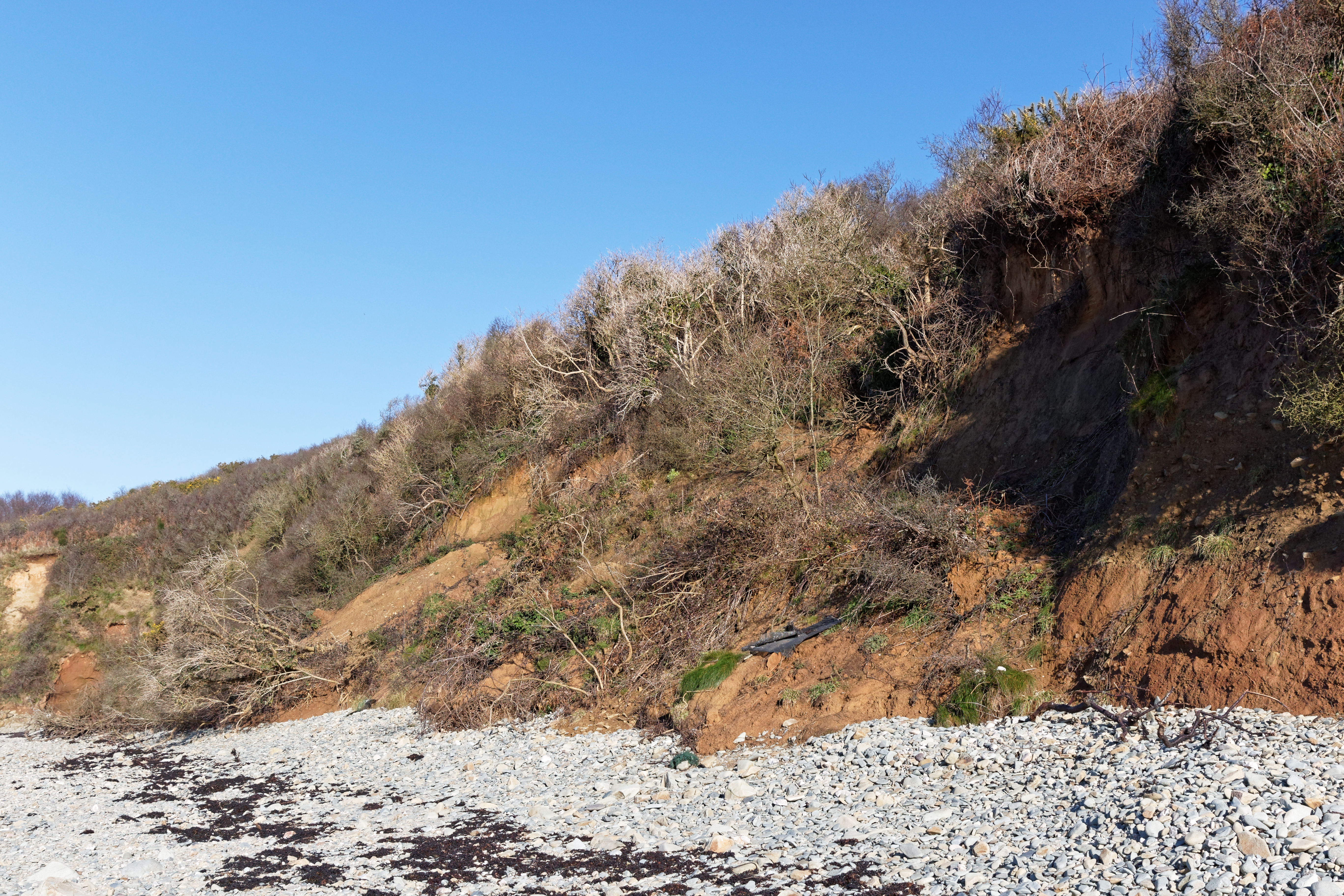
Falaises de Plouezoc'h le long du littoral  de la Baie de Morlaix.
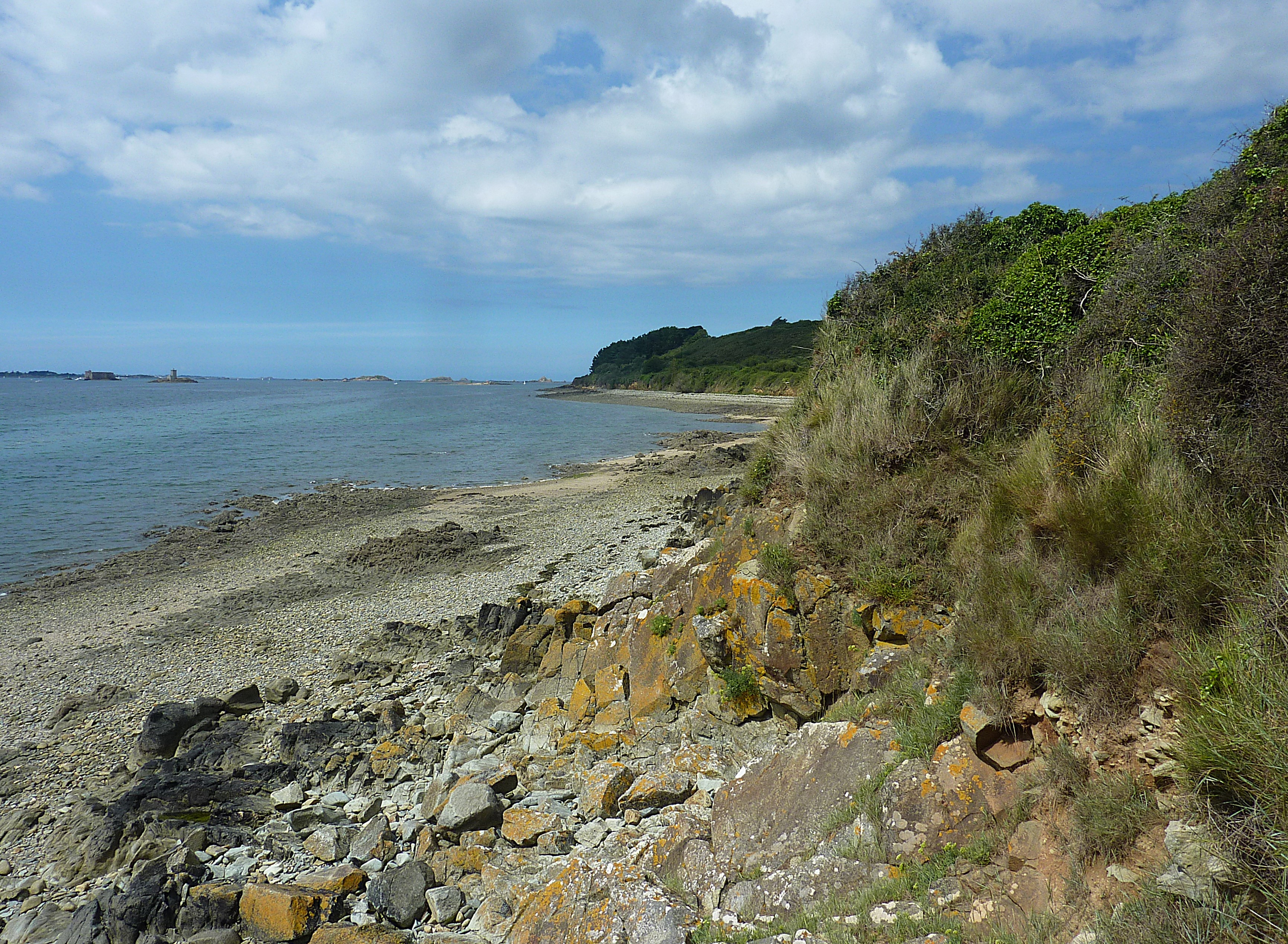
Falaises de Plouezoc'h le long du littoral  de la Baie de Morlaix.
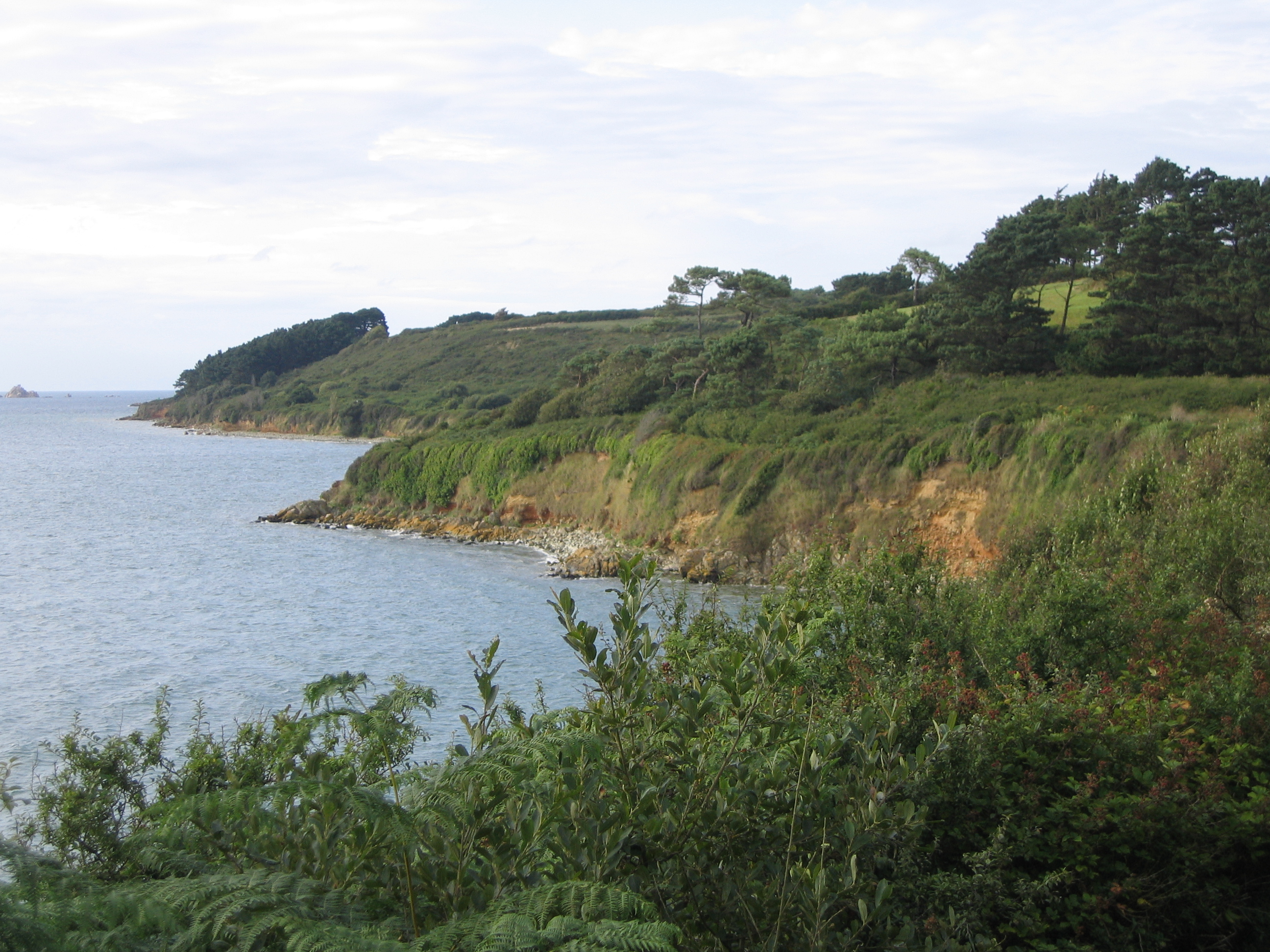
Falaises de Plouezoc'h le long du littoral  de la Baie de Morlaix.
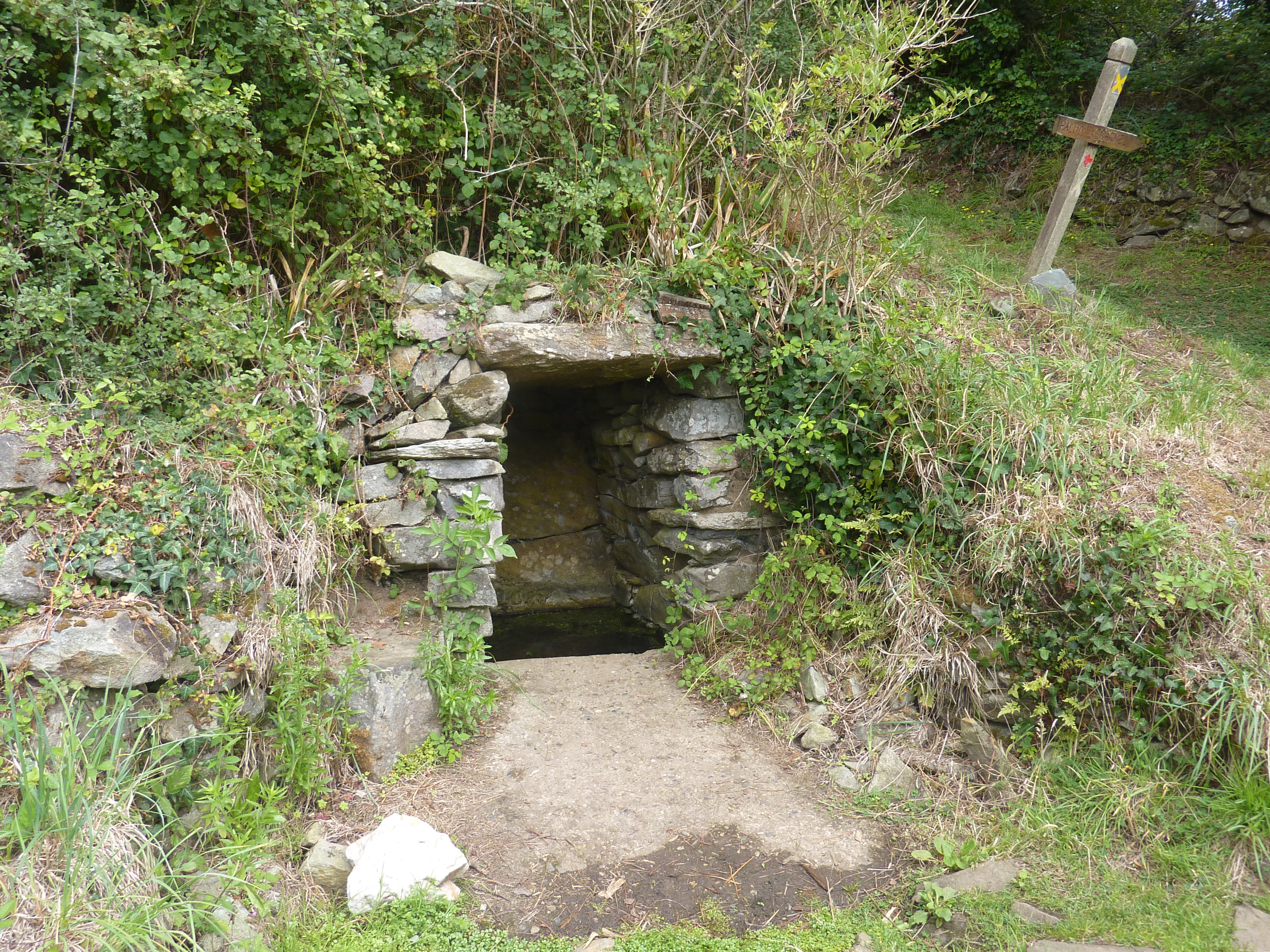
Fontaine le long des falaises au sud de la Pointe de Barnénez.
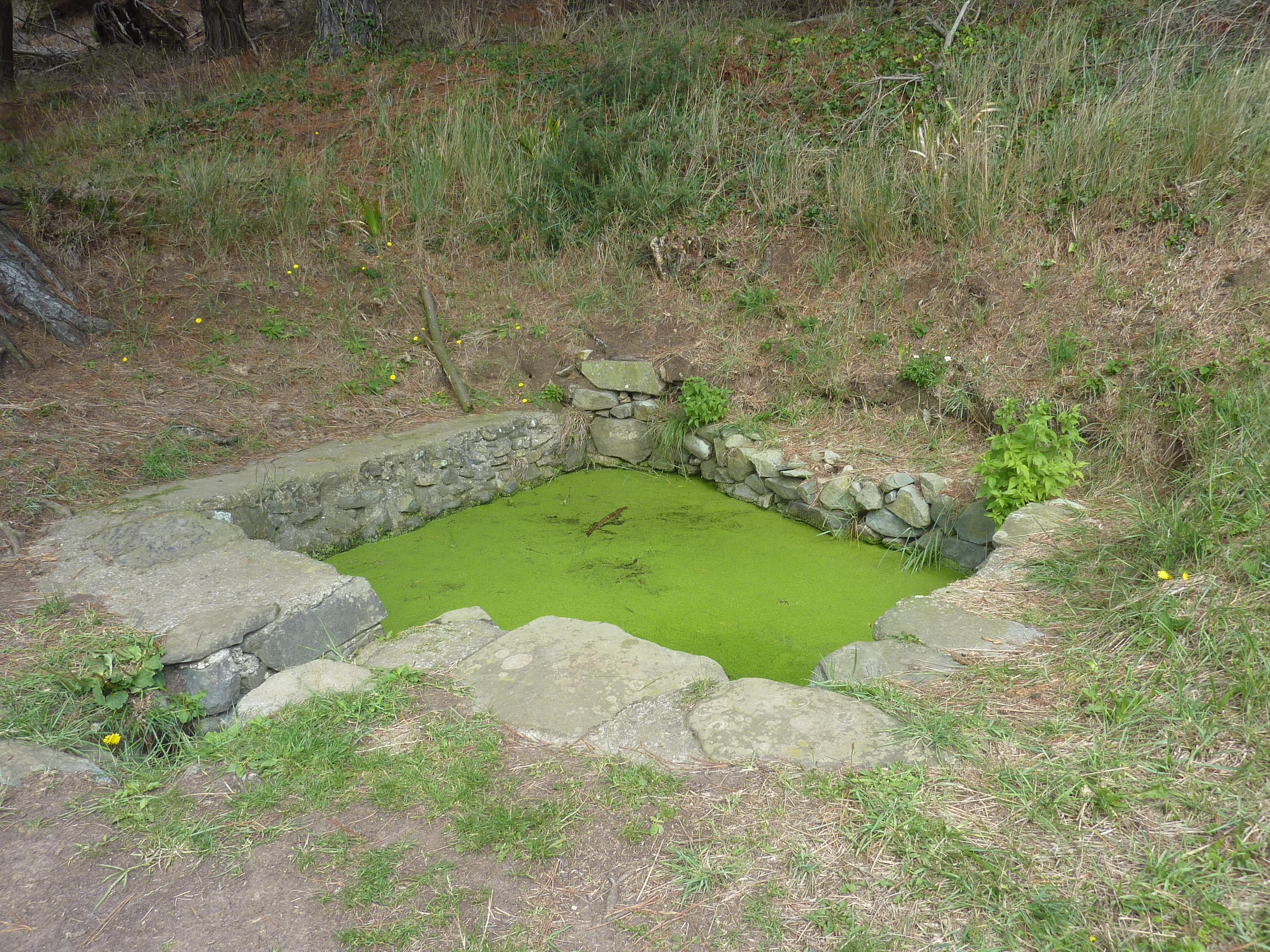
Lavoir le long des falaises au sud de la Pointe de Barnénez.

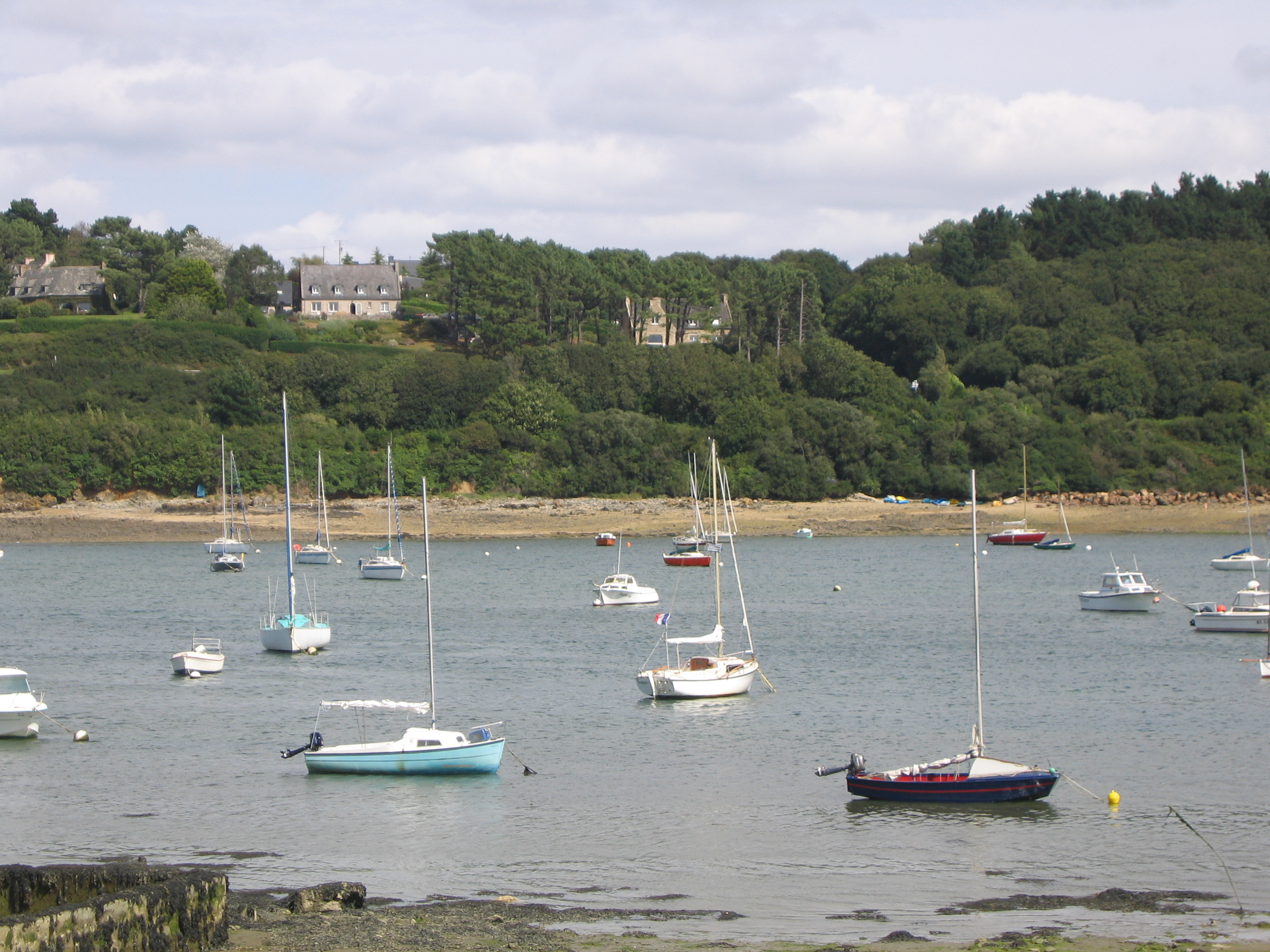
L'anse de Térénez.
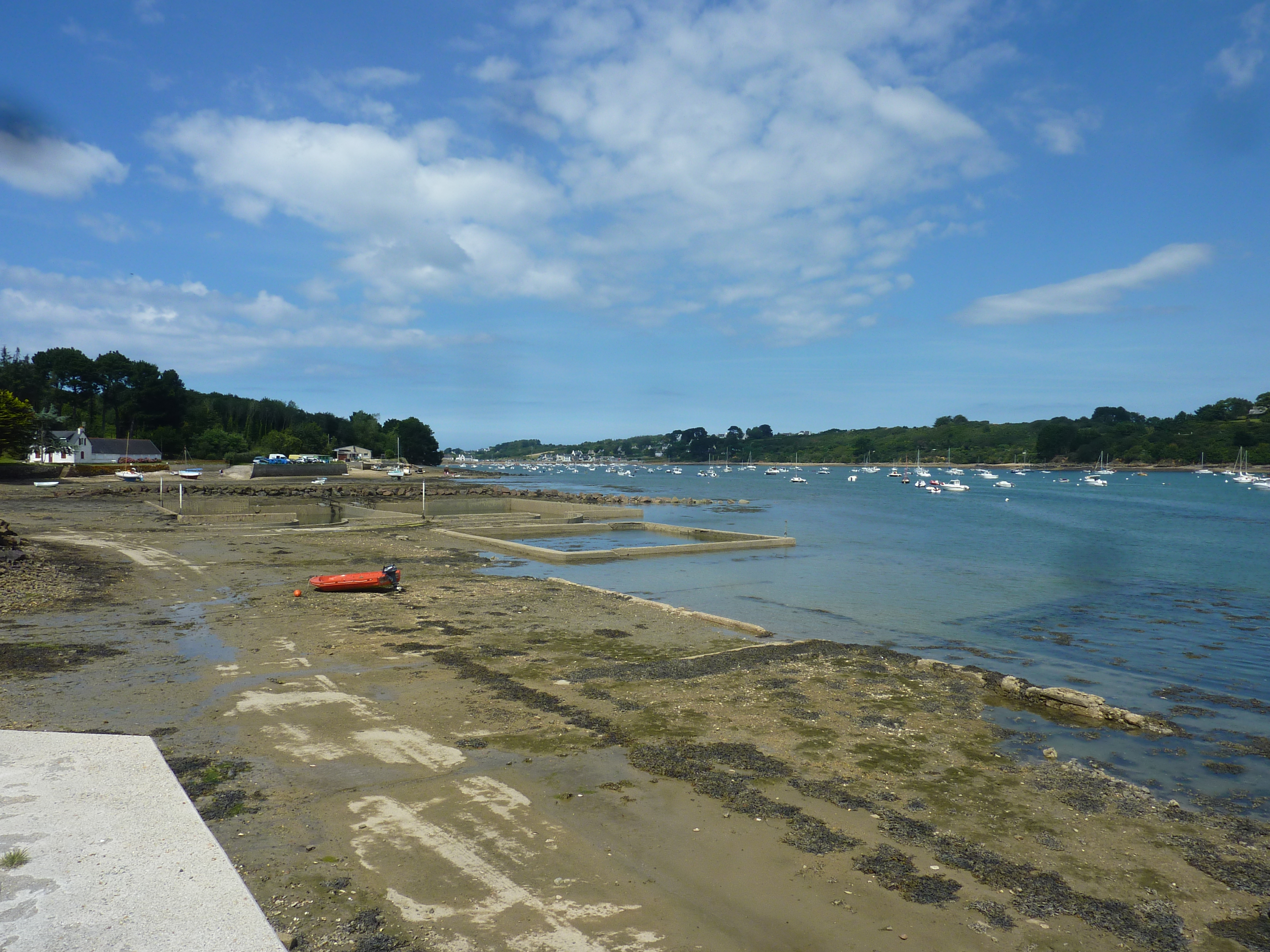
L'Anse de Térénez vue depuis le hameau de Kernéléhen.
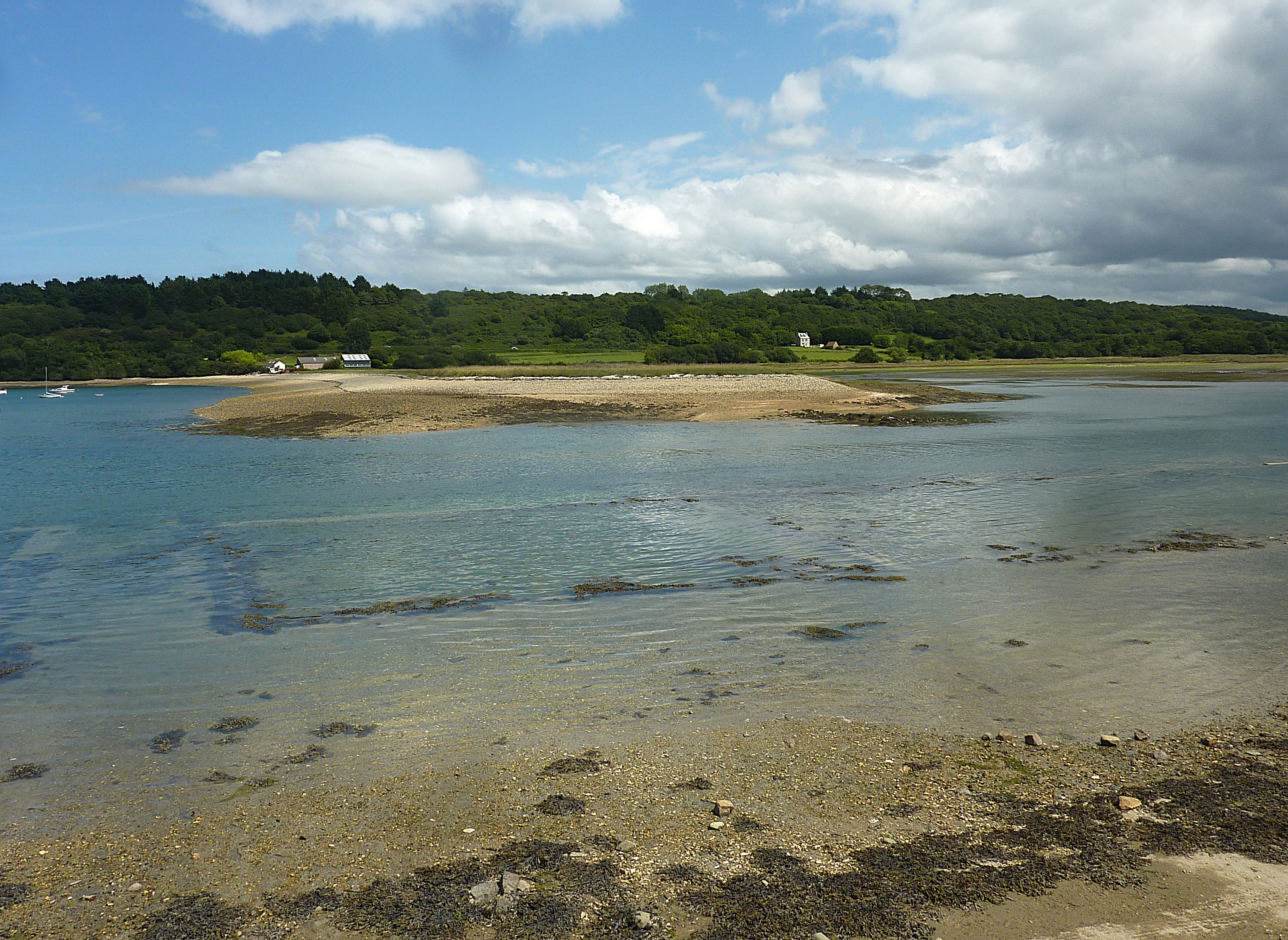
Le fond de l'Anse de Térénez et son poulier vus depuis le hameau de Kernéléhen.

La partie sud-est de la commune, plus continentale, et beaucoup plus vaste, est limitée côté nord-est par le ruisseau du Corniou et côté sud par le ruisseau du Dourduff, deux petits fleuves côtiers ; à l'embouchure de celui-ci, qui se jette dans la Rivière  de Morlaix, se trouve le port du Dourduff-en-Mer. Cette partie de la commune forme un plateau compris entre 80 et 200 mètres (l'altitude maximale atteignant 106 mères près du hameau de Keravel, presque à la limite orientale de la commune) ; il est limité sur les côtés ouest et sud par des falaises à pente assez forte d'un dénivelé le plus souvent proche de 70 mètres dominant respectivement la Rivière de Morlaix et la ria du Dourduff.

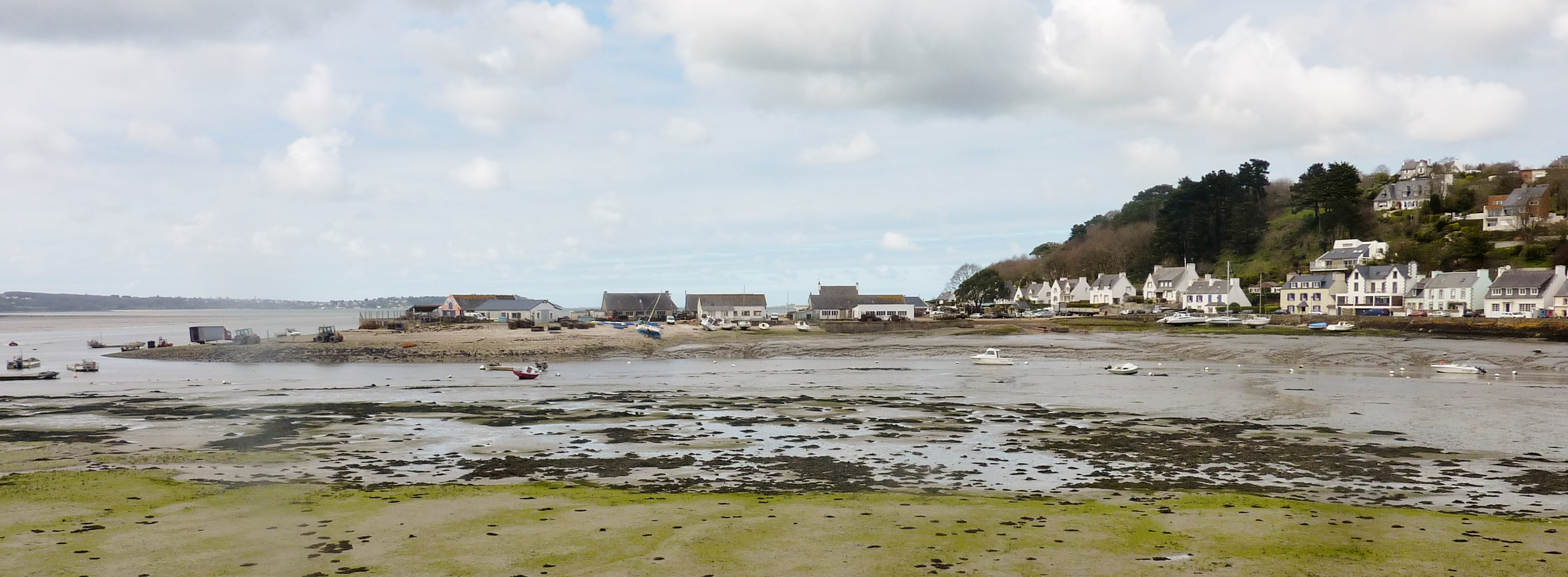
Le Dourduff-en-Mer.

En raison des falaises qui bordent la majeure partie de son littoral et le rendent difficilement accessible, Plouezoc'h est une commune plus rurale que maritime, à l'exception du hameau du Dourduff-en-Mer.

### Hydrographie
Pour un article plus général, voir Réseau hydrographique du Finistère.
La commune est située dans le bassin Loire-Bretagne. Elle est drainée par le Dourduff, le ruisseau le Corniou et divers autres petits cours d'eau,.

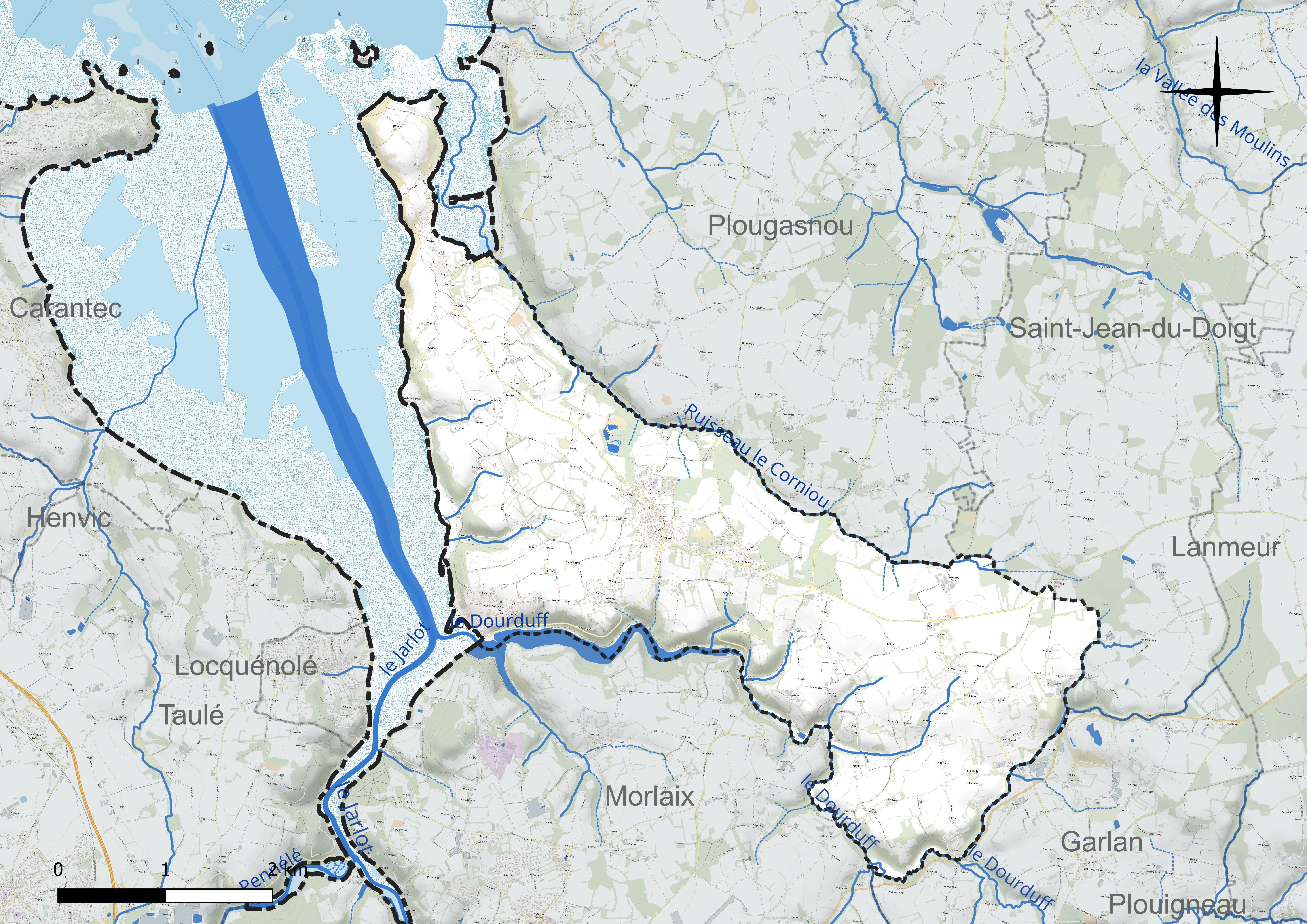
Réseau hydrographique de Plouezoc'h.

Le Dourduff, d'une longueur de 21 km, prend sa source dans la commune de Plouigneau et se jette  dans la baie de Morlaix à la limite de la commune de Plouezoc'h et de celle de Morlaix, après avoir traversé six communes. Sa partie aval forme une ria étroite et encaissée, la marée remontant jusqu'au moulin à marée du Dourduff-en-Terre.

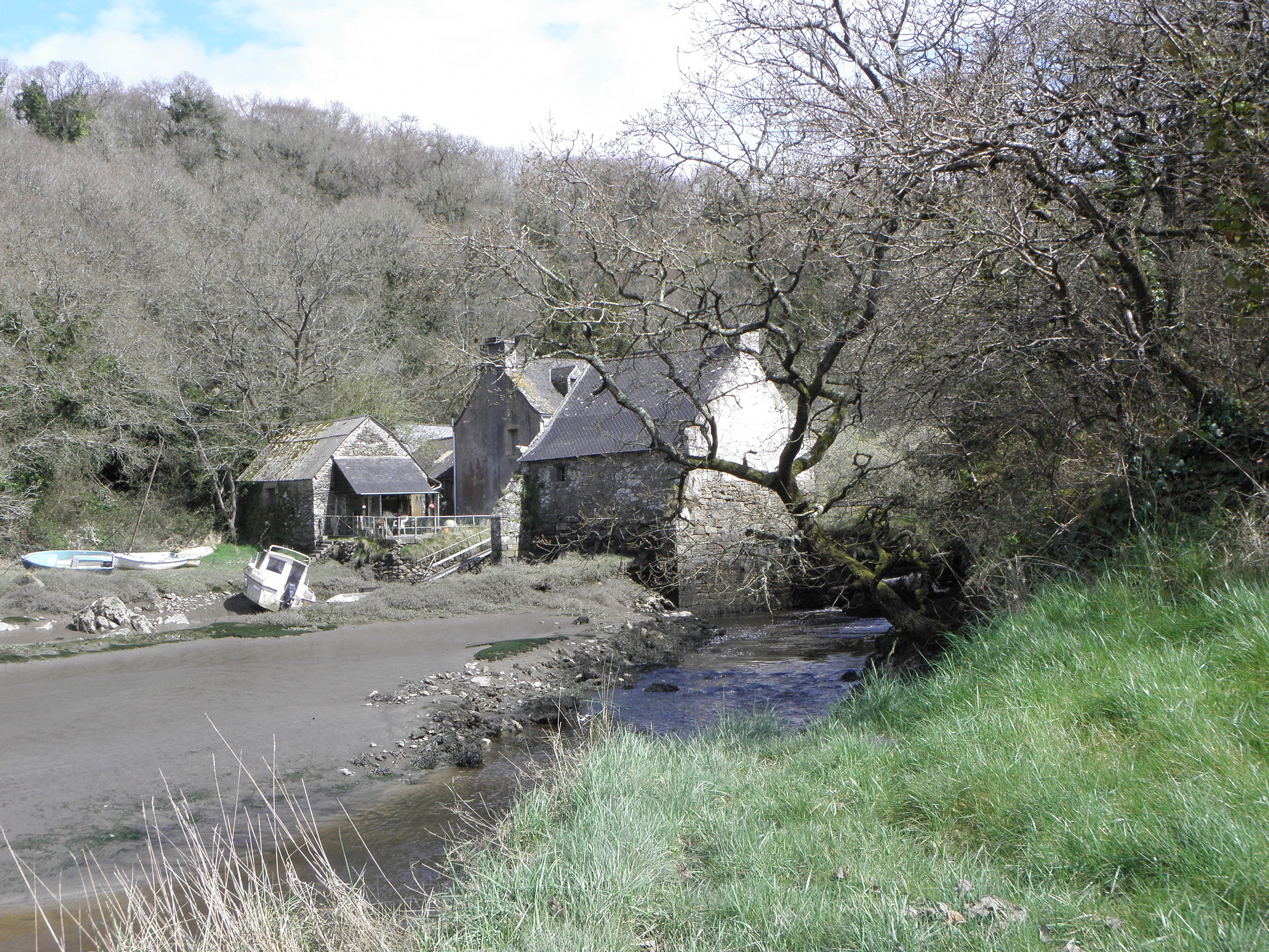
Le Dourduff au niveau de Melin Mor (près Le Dourduff-en-Terre), à la limite de ses parties fluviale et maritime.
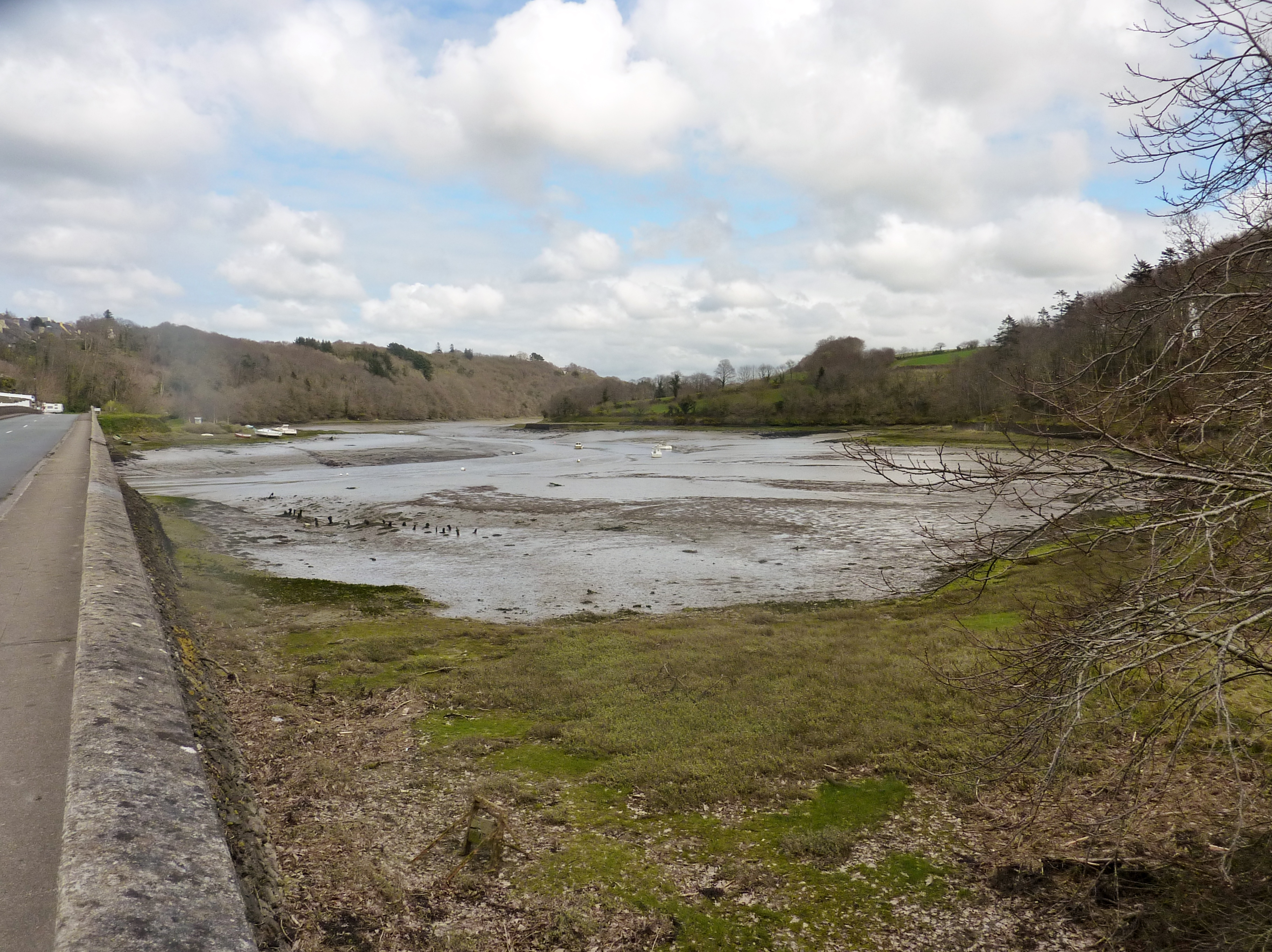
L'estuaire du Dourduff juste en amont du pont franchissant Le Dourduff, à proximité de Le Dourduff-en-Mer.

### Les hameaux de la commune

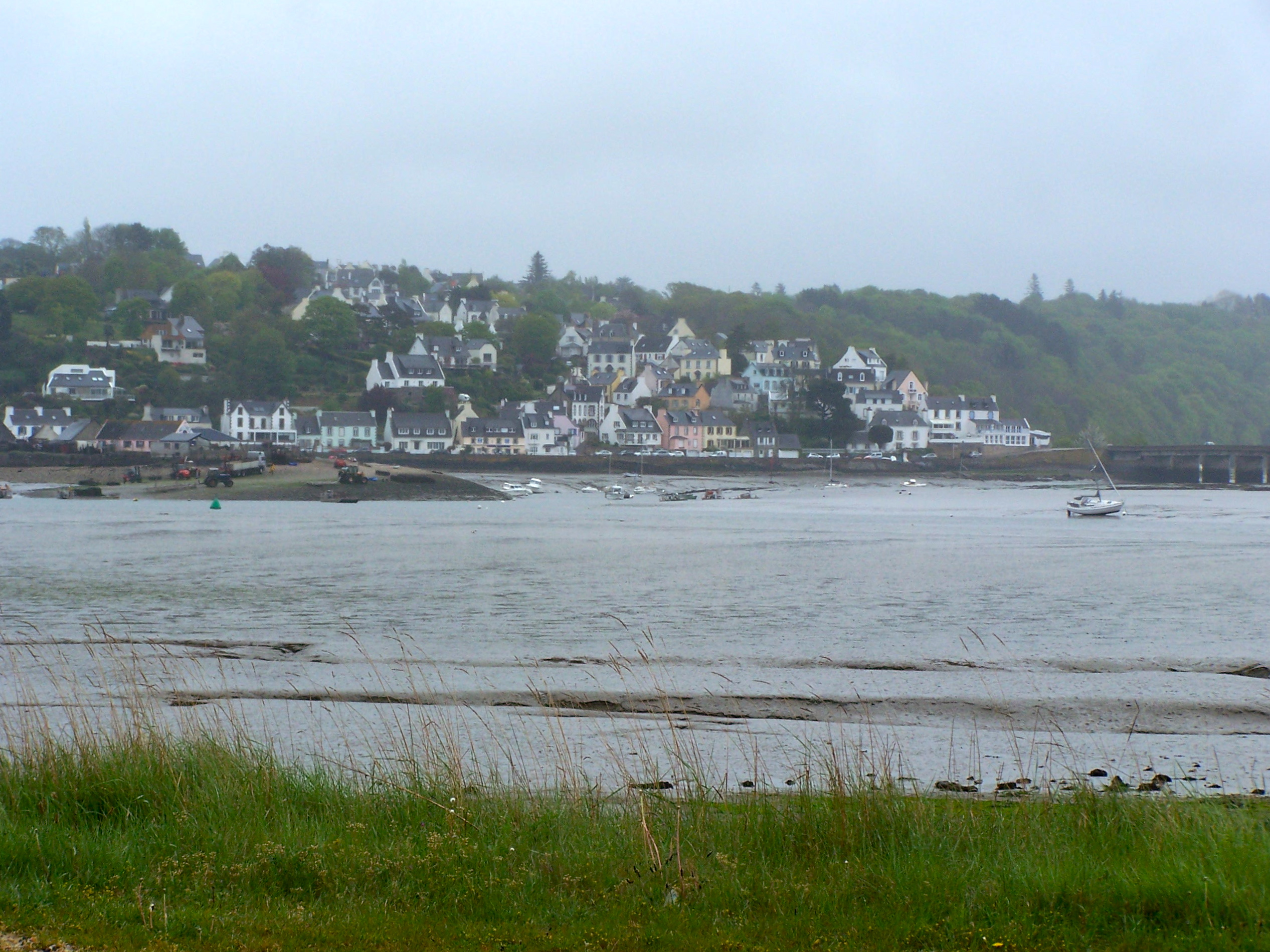
Le Dourduff-en-Mer vu depuis la rive gauche du Dossen.

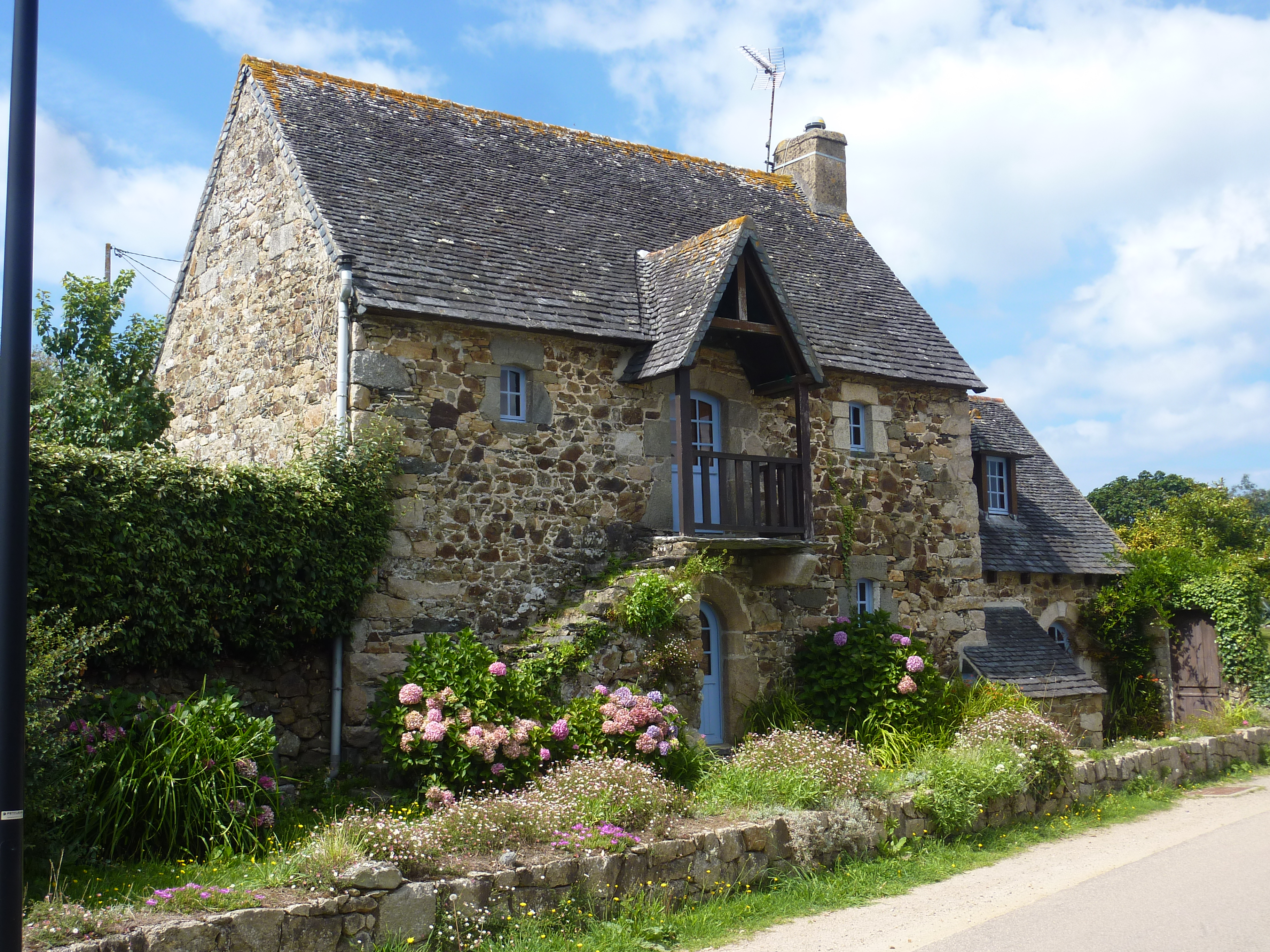
Maison près du hameau de Barnénez.

Parmi les hameaux de la commune, deux portent le nom du Dourduff : Le Dourduff-en-Terre et Le Dourduff-en-Mer situé à la confluence de la rivière de Morlaix (le Dossen) et du Dourduff.

### Climat
Pour des articles plus généraux, voir Climat de la Bretagne et Climat du Finistère.
En 2010, le climat de la commune est de type climat océanique franc, selon une étude du CNRS s'appuyant sur une série de données couvrant la période 1971-2000. En 2020, Météo-France publie une typologie des climats de la France métropolitaine dans laquelle la commune est exposée à un climat océanique et est dans la région climatique  Finistère nord, caractérisée par une pluviométrie élevée, des températures douces en hiver (6 °C), fraîches en été et des vents forts. Parallèlement l'observatoire de l'environnement en Bretagne publie en 2020 un zonage climatique de la région Bretagne, s'appuyant sur des données de Météo-France de 2009. La commune est, selon ce zonage, dans la zone « Littoral », exposée à un climat venté, avec des étés frais mais doux en hiver et des pluies moyennes.
Pour la période 1971-2000, la température annuelle moyenne est de 11,1 °C, avec  une amplitude thermique annuelle de 10 °C. Le cumul annuel moyen de précipitations est de 1 016 mm, avec 15,7 jours de précipitations en janvier et 8,2 jours en juillet. Pour la période 1991-2020, la température moyenne annuelle observée sur la station météorologique la plus proche, située sur la commune de Pleyber-Christ à 16 km à vol d'oiseau, est de 11,7 °C et le cumul annuel moyen de précipitations est de 1 101,6 mm,. Pour l'avenir, les paramètres climatiques de la commune estimés pour 2050 selon différents scénarios d'émission de gaz à effet de serre sont consultables sur un site dédié publié par Météo-France en novembre 2022.

### Transports
À l'écart des grands aves de circulation en raison de sa situation péninsulaire, Plouezoc'h est desservi par deux routes départementales, les D 46 et D 76  qui toutes les deux viennent de Morlaix et se dirigent vers Plougasnou, la première en ligne directe via Le Dourduff-en-Terre puis en passant à l'est du village de Saint-Antoine, la seconde, itinéraire touristique, en longeant la rive orientale de la Rivière de Morlaix jusqu'au Dourduff-en-Mer avant de traverser ensuite le bourg de Plouezoc'h et de continuer ensuite via Térénez et Le Diben jusqu'à Primel-Trégastel.
Un tronçon du GR34 longe le littoral de la commune depuis le fond de l'Anse de Térénez jusqu'au Dourduff-en-Mer en passant par la Pointe de Barnénez.

### Paysages et habitat
Le paysage agraire traditionnel est celui du bocage avec un habitat dispersé en écarts formés de hameaux et fermes isolées.
Le bourg est excentré dans la partie sud du territoire communal. Il a beaucoup grossi par périurbanisation depuis les Trente Glorieuses, plusieurs lotissements ayant été créés à sa périphérie et son expansion tend côté est à rejoindre le village de Saint-Antoine et même, vers le sud-ouest, à presque rejoindre Le Dourduff-en-Mer, hameau dont la croissance a été importante depuis la Seconde Guerre mondiale.
Par contre tout le reste du territoire communal, notamment dans sa partie nord. ainsi qu'à l'est et au sud-est de Saint-Antoine a conservé son caractère rural.

## Urbanisme

### Typologie
Au 1er janvier 2024, Plouezoc'h est catégorisée commune rurale à habitat dispersé, selon la nouvelle grille communale de densité à 7 niveaux définie par l'Insee en 2022.
Elle appartient à l'unité urbaine de Morlaix, une agglomération intra-départementale dont elle est une commune de la banlieue,. Par ailleurs la commune fait partie de l'aire d'attraction de Morlaix, dont elle est une commune de la couronne,. Cette aire, qui regroupe 24 communes, est catégorisée dans les aires de 50 000 à moins de 200 000 habitants,.
La commune, bordée par la Manche, est également une commune littorale au sens de la loi du 3 janvier 1986, dite loi littoral. Des dispositions spécifiques d'urbanisme s'y appliquent dès lors afin de préserver les espaces naturels, les sites, les paysages et l'équilibre écologique du littoral, tel le principe d'inconstructibilité, en dehors des espaces urbanisés, sur la bande littorale des 100 mètres, ou plus si le plan local d'urbanisme le prévoit.

### Occupation des sols
L'occupation des sols de la commune, telle qu'elle ressort de la base de données européenne d'occupation biophysique des sols Corine Land Cover (CLC), est marquée par l'importance des territoires agricoles (77,4 % en 2018), en diminution par rapport à 1990 (80,7 %). La répartition détaillée en 2018 est la suivante : 
zones agricoles hétérogènes (48,7 %), terres arables (28,7 %), forêts (15,4 %), zones urbanisées (6,5 %), zones humides côtières (0,7 %), mines, décharges et chantiers (0,1 %). L'évolution de l'occupation des sols de la commune et de ses infrastructures peut être observée sur les différentes représentations cartographiques du territoire : la carte de Cassini (XVIIIe siècle), la carte d'état-major (1820-1866) et les cartes ou photos aériennes de l'IGN pour la période actuelle (1950 à aujourd'hui).

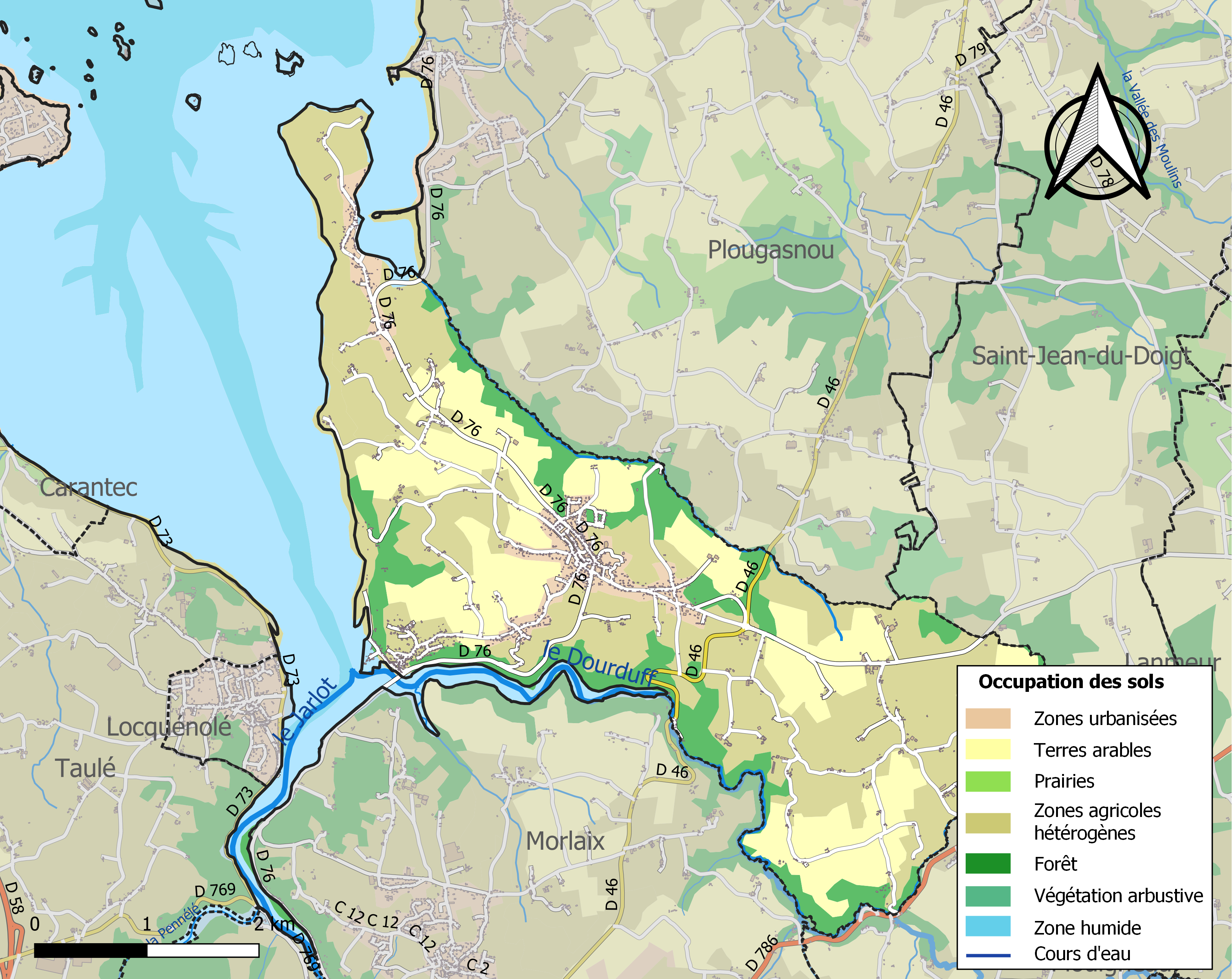
Carte des infrastructures et de l'occupation des sols de la commune en 2018 (CLC).

### Toponymie
Le nom "Plouezoc'h" proviendrait du breton plou- et de saint Toséoc, quasi inconnu, mais qui serait un des compagnons de Pol Aurélien.
Le nom de la localité est attesté sous les formes Plebehezac vers 1330, Ploezoch en 1442.
Avant 2002, le nom de la commune s'orthographiait « Plouézoch ». La nouvelle orthographe rétablit le trigramme breton « c'h », pouvant dans le cas présent se prononcer « [x] » ou « [k] » suivant les locuteurs.

## Histoire

### Préhistoire
Cairn de Barnenez, 5750 ± 150 BP, soit l'intervalle (à 95 % de confiance) entre 5010 et 4400 avant notre ère.

### Moyen Âge
Selon Jean-Baptiste Ogée en 1320 Hervé VI de Léon, seigneur de la paroisse, possédait la ville de Plouezoc'h, avec les moulins de Hinbez, de Blecrez, de Foulerez et l'étang aux Rochies, avec son moulin. Les ancêtres d'Hervé de Léon y avaient établi un marché. Le château de la Noë-Verte appartenait en 1220 à Auffray de Goësbriand, chevalier, capitaine de cinquante lances sous Pierre de Dreux.

#### La duchesse Anne et les Le Gac de Lansalut
En 1505, alors que la duchesse Anne revient du pèlerinage à Saint-Jean-du-Doigt où elle s'est rendue pour demander la guérison de son fils, il lui vient la fantaisie de revenir à Morlaix en longeant la côte. Alors que le cortège s'apprêtait à grimper la côte de Plouezoc'h, il fut attaqué par une bande de brigands. L'escorte malgré sa résistance allait succomber, lorsque des paysans occupés à défricher une lande accoururent. Devant ces renforts inattendus, les brigands jugèrent prudent de s'enfuir en laissant quelques blessés et morts sur le terrain. En interrogeant ses sauveurs la duchesse Anne apprit qu'ils s'appelaient Le Gac et étaient quoique pauvres, d'authentique noblesse, le duc Jean V ayant anobli leur aïeul en 1438. Pour les remercier elle ordonna qu'on leur bâtit, au lieu même de la rencontre, un manoir auquel elle imposa le nom de Lansalut (la lande du salut).
Lors de la réformation de 1668 les Le Gac de Lansalut obtinrent un arrêté de confirmation de leur noblesse.

### Le château du Taureau
Le château du Taureau est une île-forteresse, bien que plus proche de Carantec, qui dépend administrativement de la commune de Plouezoc'h. Elle fut bâtie par les bourgeois de Morlaix en 1542 afin de défendre l'entrée de la rivière de Morlaix des invasions anglaises.

« L'an 1541, les Nobles Bourgeois de la ville de Morlaix, qui depuis que leur ville eût esté brûlée par les Anglois l'an 1521, avoient de coustume en temps de guerre d'aller faire le guet au Bas de la Rivière, ceux de la ville close de Saint-Martin, assistez des paroisses de Taulé, Henvic et Karantez (Carantec) à Penallan en Trecarantec (Trégarantec); et les habitans des faux-bourgs de saint Mathieu et saint Melaine, assistez des paroisses de Plou-Jean (Ploujean), Plouezockh (Plouezoch) et Plougaznou (Plougasnou) à Bar-ar-Menez ; ennuyez de ces guets furent conseillez par un Religieux du Convent de saint Dominique dans leur ville nommé Frère Nicolas Le Trocler, de bastir un fort sur un rocher qui est à l'entrée du havre dudit Morlaix nommé le Toreau vis-à-vis de la pointe de Karantec. Cet avis fut trouvé bon et fut présenté requeste au Roy pour en avoir la permission. »

Construite par Jean-Siméon Garangeau et casematée par Vauban en 1689, cette forteresse servit de prison d'état pendant la Révolution française (Romme, Soubrany et Bourbotte s'y poignardèrent en 1795 afin d'éviter l'échafaud) et après la Commune de Paris : Auguste Blanqui y fut emprisonné.
Après avoir été une prison, le château du Taureau devint une résidence secondaire propriété de Mélanie Levêque de Vilmorin qui y donna des réceptions fastueuses dans la décennie 1930, puis une école de voile (dans la décennie 1960), avant d'être un temps abandonné et de fermer ses portes en 1980, faute d'entretien. Restauré par la Chambre de commerce et d'industrie de Morlaix et neuf communes avoisinantes, ce « Fort Boyard » breton, se visite à nouveau aisément en bateau depuis Carantec.
En accostant, un escalier baigné par les vagues et un pont-levis permettent d'y accéder ; on peut voir les anciennes chambres où la troupe était logée, des cachots et des caveaux voûtés. De la plate-forme supérieure, le panorama s'étend sur toute la Baie de Morlaix.
Le site est désormais aménagé et sécurisé afin de recevoir les touristes. On peut y accéder en bateau au départ de la plage du Kelenn à Carantec ou du port du Diben à Plougasnou, mais également dans le cadre d'une croisière d'une journée organisée par l'association À fer et à flot au départ de Morlaix ou de Roscoff, selon le programme de la journée).

### Temp modernes
La caraque La Cordelière, de Nicolas Coatanlem, fut construite au Dourduff-en-Mer entre 1487 et 1503.
Un frère capucin, Louis Polart, en religion Frère Louis de Morlaix, né à la Villeneuve, mort en 1631 en soignant les malades lors d'une épidémie de peste, dont le corps se trouvait dans une chapelle de l'église Saint-Mathieu de Morlaix, aurait, selon Jean-Baptiste Ogée, opéré plusieurs miracles.

#### Construction de l'église Saint-Étienne

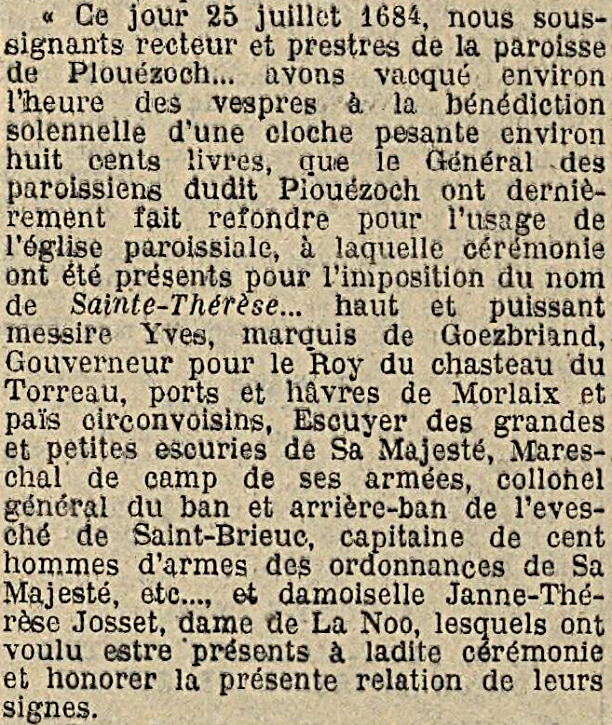
La bénédiction de deux cloches de l'église Saint-Étienne de Plouezoc'h en 1684 (article de Louis Le Guennec publié dans La Dépêche de Brest et de l'Ouest).

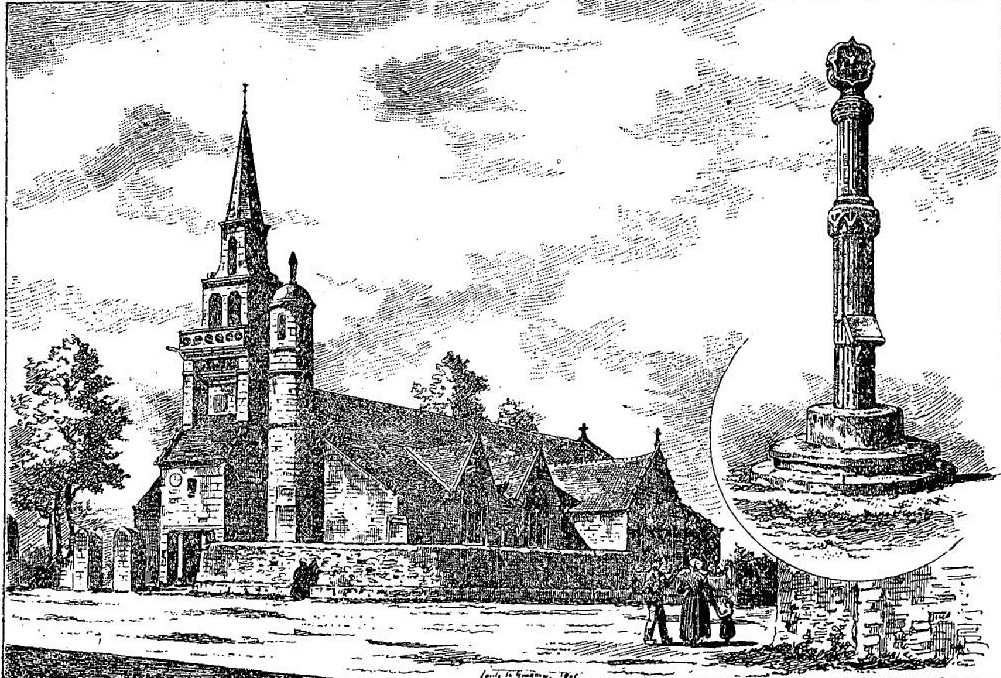
L'église Saint-Étienne et la croix hosannière du cimetière (dessin de Louis Le Guennec)

L'église Saint-Étienne a été construite en 1642, comme en témoigne cette inscription :

« L'an de grâce 1642, le 12 novembre, moi, Vincent Le Guernigou, prêtre, licencié en droit, recteur de Plouezoc'h, en vertu des pouvoirs à moi accordés par illustrissime et révérendissisme Noël Deslandes, par la grâce divine et la faveur du Saint-Siège apostolique évêque et comte de Tréguier, j'ai béni et posé la première pierre de l'église de Plouezoc'h dans les fondations côté est de la façade, en observant les rites prescrits par le rituel romain. »

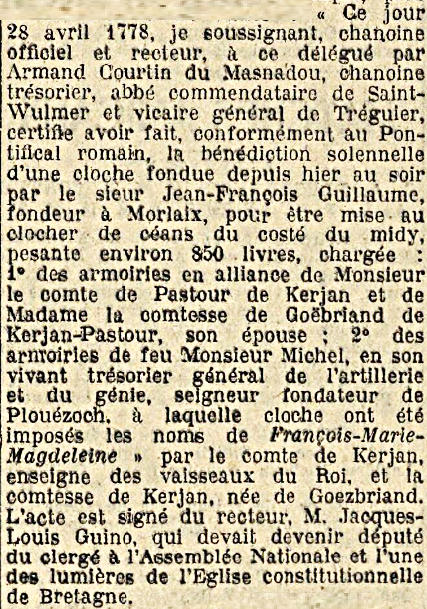
La bénédiction d'une cloche de l'église Saint-Étienne de Plouezoc'h en 1778 (article de Louis Le Guennec publié dans La Dépêche de Brest et de l'Ouest).

Curieusement, la tour du clocher semble avoir été construite avant :

« La première pierre du clocher, naguère élevé dans la partie occidentale de la dite église, a été bénie et posée par moi le 13 juillet 1627, en foi de quoi j'ai signé les présentes. V. Guernigou. »

Deux cloches destinées à la nouvelle église furent bénies le 25 juillet 1684, l'une baptisée Sainte-Thérèse, l'autre Marie, en présence d'Yves de Goësbriand, gouverneur du château du Taureau. Une autre cloche fut bénie le 27 avril 1778, un de ses parrains fut Gabriel Michel de Tharon, alors propriétaire du château de Lanoëverte.
Des parties d'une église plus ancienne ont été conservées, en particulier les piliers et les arceaux du chœur dont les clefs de voûte portent encore les armes des Goësbriand.

#### Les Goësbriand à Plouezoch
Établis au château de Lanoëverte [Lanoverte] depuis la fin du XVIe siècle, la famille de Goësbriand était riche et puissante depuis les Guerres de la Ligue : François de Goësbriand fut capitaine de bandes, servant tour à tour la cause royale d'Henri IV et celle du duc de Mercœur, laissant une grosse fortune dont hérita son petit-fils Yves de Goësbriand « gentilhomme arrogant et impérieux qui fit assez longtemps son petit tyranneau dans le pays ». Il fut capitaine de Morlaix , puis nommé gouverneur du château du Taureau par Louis XIV, exploita au mieux ses privilèges seigneuriaux et confisqua à son profit les droits du passage de Saint-Julien entre Le Dourduff et Taulé. « On n'a pas oublié à Plouezoc'h ce marquis de Goësbriand, si riche, dit la légende, qu'il pouvait aller de Lanoëverte à Guingamp sans sortir de ses domaines » ; la légende dit également qu'« il avait fait creuser un souterrain conduisant de son manoir au château du Taureau, de façon à pouvoir s'y rendre sans affronter la mer » ; la fine fleur de l'aristocratie bretonne fréquenta le château où Yves de Goësbriand servait de plantureux festins. L'un de ses 15 enfants (tous baptisés à Plouezoch), Louis-Vincent, inquiet des prodigalités de son père, finit par obtenir une lettre de cachet et fit interner son père au château de Pierre-Encise, près de Lyon (il mourut en 1718). Louis-Vincent de Goësbriand ne vint que rarement à Plouezoch. À la fin du XVIIIe siècle, Lanoëverte fut vendu par le 
marquis de Saint-Tropez, héritier de la branche aînée des Goësbriand, à Gabriel Michel de Tharon, directeur de la Compagnie des Indes, trésorier général de l'artillerie et du génie.

#### LeXVIIIesiècle

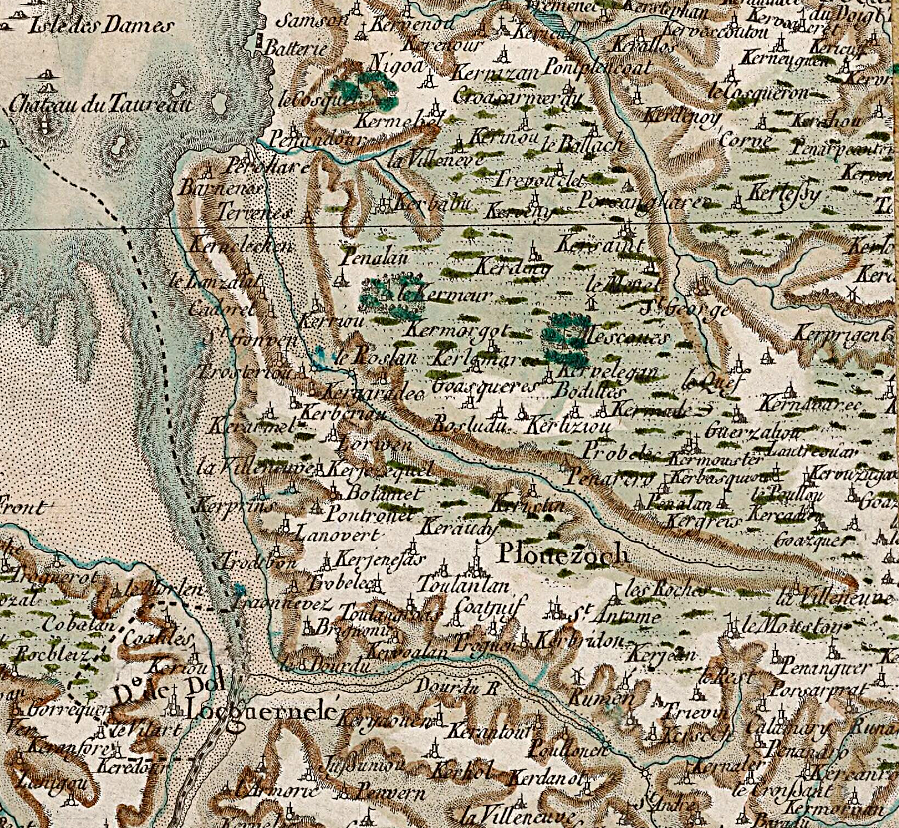
Carte de Cassini de la paroisse de Plouezoc'h et de ses environs (1783).

En 1759, une ordonnance de Louis XV ordonne à la paroisse de Plouejok [Plouezoc'h] de fournir 18 hommes et de payer 118 livres pour « la dépense annuelle de la garde-côte de Bretagne ».
René Odio (1701-1748), recteur de Ploézoc'h, fut jugé pour sodomie et peut-être zoophilie, fut retenu prisonnier pendant trois mois au séminaire de Tréguier et suspendu un temps ; il demanda un certificat de bonne conduite à ses paroissiens et l'obtint ; il reprit ensuite son poste et ses habitudes pendant encore 18 ans jusqu'à sa mort.
Jean-Baptiste Ogée décrit ainsi Plouezoc'h en 1778 :

« Plouezoc'h : à 9 lieues et demie à l'Ouest-Sud-Ouest de Tréguier, son évêché ; à 36 lieues de Rennes ; et à 2 lieues de Morlaix, sa subdélégation. Cette paroisse, qui relève du Roi, ressortit à Saint-Brieuc et compte 1 200 communiants ; la cure est à l'alternative. La haute justice de l'endroit appartient à  Madame la princesse de Ghuistelles. Ce territoire offre à la vie des terres bien cultivées, et des landes qui pourraient être mieux employées. »

### Révolution française
Un décret du 11 septembre 1791 de l'Assemblée constituante érige Plouezoc'h en paroisse et lui donne comme succursales les églises de Garlan et de Ploujean.
La commune devient chef-lieu de canton en 1793 avant d'être rattachée au canton de Lanmeur en 1801, puis au canton de Plouigneau à la suite de la réforme administrative de 2014.

### LeXIXesiècle
En 1832 le drapeau blanc, qui était celui de la Restauration, fut arboré à Plouezoc'h, alors que depuis la Révolution de Juillet le drapeau tricolore était le drapeau officiel de la France de la Monarchie de Juillet ; des inscriptions sur ce drapeau formulaient des menaces contre le nouveau maire, et on y lisait également : « Vive Charles X ! ».
A. Marteville et P. Varin, continuateurs d'Ogée, décrivent ainsi Plouezoc'h en 1853 :

« Plouezoc'h (sous l'invocation de saint Étienne, martyr) ; La commune formée de l'ancienne paroisse de ce nom ; aujourd'hui succursale ; chef-lieu de perception. (..) Principaux villages : Restaroué, Keriliau, le Rest, Kerbridon, Tylosquer, Toulangroas, Dalar, Kernéléhen. Superficie totale 1 582 hectares, dont (..) terres labourables 852 ha, prés et pâturages 73 ha, bois 81 ha, landes et incultes 451 ha (..). Moulins : 7 ( de Bien, de Lannovert, de Trévien ; à eau). L'église de Plouezoc'h est un monument du XVIIe siècle, la nef est de 1642, la tour est de 1627. Les armes des Goësbriand sont sculptées tout autour de la première. Il y a, outre cette église, les chapelles Saint-Gouven, du Mouster et de Saint-Antoine ; cette dernière date de 1574. Le bourg de Plouezoc'h est pittoresquement situé, et de ce point l'œil découvre une vue admirable : toute la rade de Morlaix et le château du Taureau, qui en garantit la principale passe, Saint-Pol-de-Léon, Roscoff, l'île de Batz, forment un splendide panorama (..) La côte de Plouezoc'h, notamment aux environs du Dourduff, fournit de nombreux marins et de hardis pêcheurs. Géologie : schiste argileux, granite amphibolite. On parle le breton »

Ces mêmes auteurs indiquent que vers le milieu du XIXe siècle le château de Lanoëverte était en ruine, mais qu'on y voyait encore deux tours à meurtrières et machicoulis, réunies par une courtine au centre de laquelle étaient deux portes, jadis desservies par deux pont-levis. La grande porte est surmontée aux armes des Goësbriand, entourées par un collier de Saint-Michel ; mais cette forteresse ne devait pas remonter au-delà du XVIIe siècle (remplaçant donc un château antérieur).

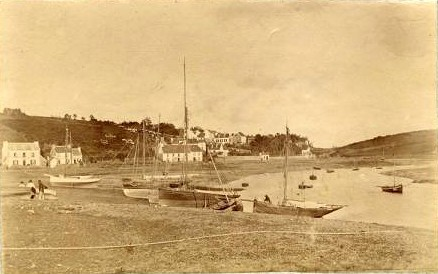
L'embouchure du Dourdu à la fin du XIXe siècle (Le Dourduff-en-Mer).

En septembre 1854 une épidémie de choléra fit 29 morts à Plouezoc'h.
Le 29 mai 1877, Ludovic de Kersauson du Vieux-Châtel, conseiller général, parti du château de Trobidon en Plouezoc'h dans une voiture dite charrette américaine fut tué dans un accident survenu dans une descente de la route menant à Plougasnou et son domestique fut grièvement blessé à la tête.
En 1880 est achevée la construction du chemin de grande communication no 46 allant de Morlaix à Plougasnou dont le tracé avait été adopté en octobre 1866 ; ce tracé passe par Le Dourduff-en-Terre, tout près de Melin Vor (Moulin à mer), commune de Plouezoc'h, où s'arrête la navigation sur le petit fleuve côtier le Dourduff et où 6 000 tonnes d'engrais marins (destinés aux communes de Ploujean, Garlan, Plouezoc'h, Plougasnou et Saint-Jean-du-Doigt) étaient alors débarqués chaque année. La construction d'un débarcadère pour le déchargement des engrais marins à cet endroit fut entreprise en 1879.
En 1886 Hyacinthe Coquin créa le premier bassin d'élevage d'huîtres au Dourduff-en-Mer. Les parcs se développèrent pendant la première moitié du XXe siècle sur les deux rives de la Rivière de Morlaix, mais principalement sur la rive de Plouezoc'h de l'Île Stérec au Dourduff-en-Mer.
En 1887 la commune de Plouezoc'h, qui refusait de construire une nouvelle école publique des filles bien que celle existante ait été « dans un état de délabrement et d'insalubrité fâcheux », fut dans l'obligation de construire une école publique afin de respecter la loi du 30 octobre 1886 sur les constructions d'office qui oblige les communes dépourvues d'école publique à en construire une. En effet l'école laïque des filles était « dans des conditions hygiéniques déplorables, comptant 35 élèves qui, évidemment, n'auraient pas été admises à la très belle école congréganiste » déclare Jean-Marie Clech, conseiller général républicain du canton de Lanmeur, qui ajoute que ces enfants sont traitées en parias qui ajoute que, par exemple « le refus de médicaments fait dernièrement par une Sœur à une petite fille de l'école laïque ».
En 1830 la station de Plouezoc'h avait 3 pilotes et un aspirant. En 1887 les pilotes de Locquénolé et Plouezoc'h (en fait du Dourduff-en-Mer) avaient le droit exclusif de conduire les bateaux depuis la Rade de Morlaix jusqu'au port de Morlaix et vice-versa, mais avaient aussi le droit de les piloter jusqu'au Bas de la rivière de Penzé, l'anse de Pempoul, Roscoff et l'Île de Batz.
Douze cadavres de marins du vapeur anglais Aboukir Bay qui fit naufrage dans la nuit du 18 au 19 novembre 1893 au large de la Baie de Morlaix furent trouvés au Franzic en Carantec et deux à la Pointe de Plouezoc'h, le naufrage faisant en tout 19 victimes ; leur inhumation à Carantec suscita des polémiques.

### LeXXesiècle

#### La Belle Époque
Le 29 avril 1900 la création d'un bureau télégraphique est autorisée à Plouezoc'h.

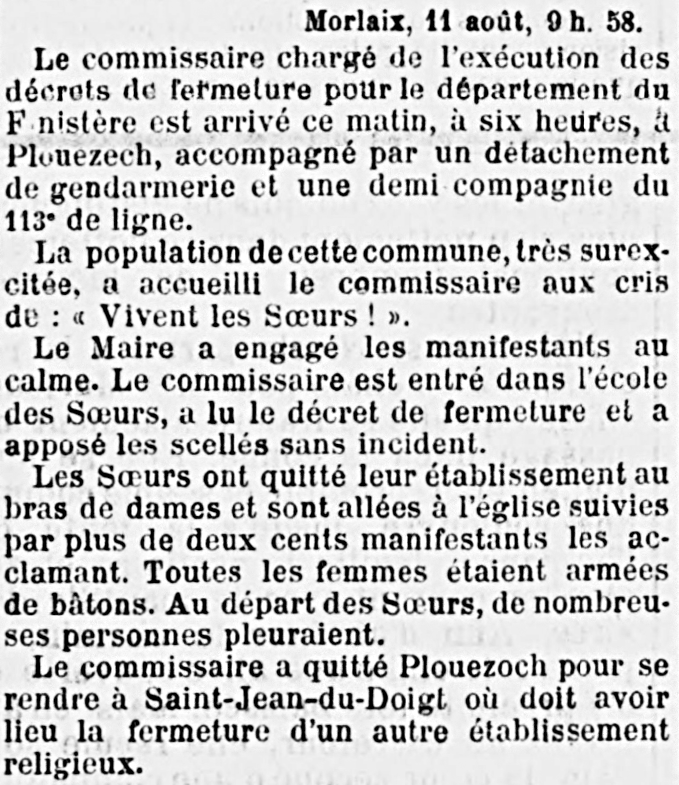
Article de presse relatant la manifestation du 11 août 1902 à Plouezoc'h (La Gazette de Château-Gontier).

La fermeture de l'école privée congréganiste des Sœurs (Filles du Saint-Esprit) en vertu de la loi du 1er juillet 1901, engendra le 11 août 1902 (déjà lors d'une première tentative le 26 juillet 1902 les gendarmes venus de Landerneau avaient été contraints de rebrousser chemin face à 300 manifestants qui leur barraient la route)  une forte manifestation à Plouezoc'h : « À Plouezoc'h la porte fut enfoncée sur ordre du commissaire Lomont, de Brest, qui, devant l'attitude des paysans, ordonnance à la gendarmerie de charger, Les chevaux, saisis par la bride et frappés aux naseaux, reculent ; la foule est calmée par le maire. On a dû protéger le serrurier que les manifestants voulaient écharper ». Le maire Louis Joseph de Kersauson fut suspendu de ses fonctions en octobre 1902 pour avoir participé à cette manifestation.
Un marin originaire de Plouezoch, Ch. Jegou, ainsi qu'un autre originaire de Plougasnou, J. Bourdiec, et deux autres marins, furent faits prisonniers par des pillards, alors qu'ils participaient à une expédition organisée en 1903 par Jacques Lebaudy, qui s'était lui-même proclamé Empereur du Sahara, dans la région du Rio de Oro.

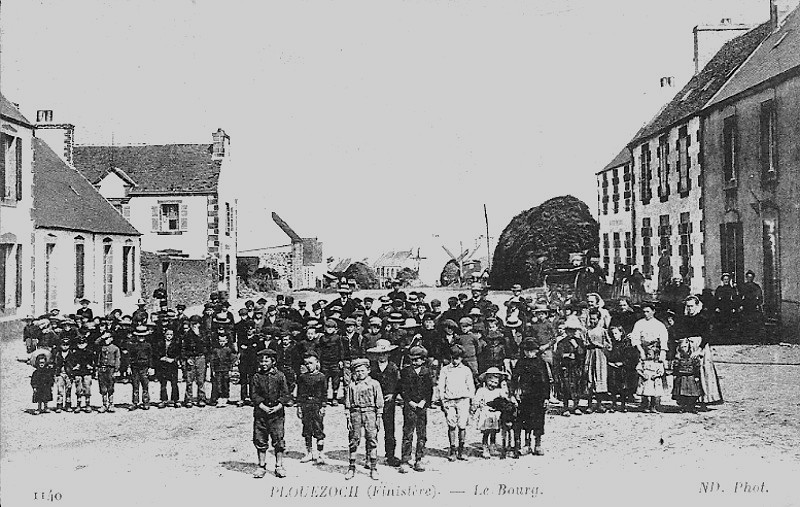
Le bourg et un groupe d'habitants au début du XXe siècle (carte postale).
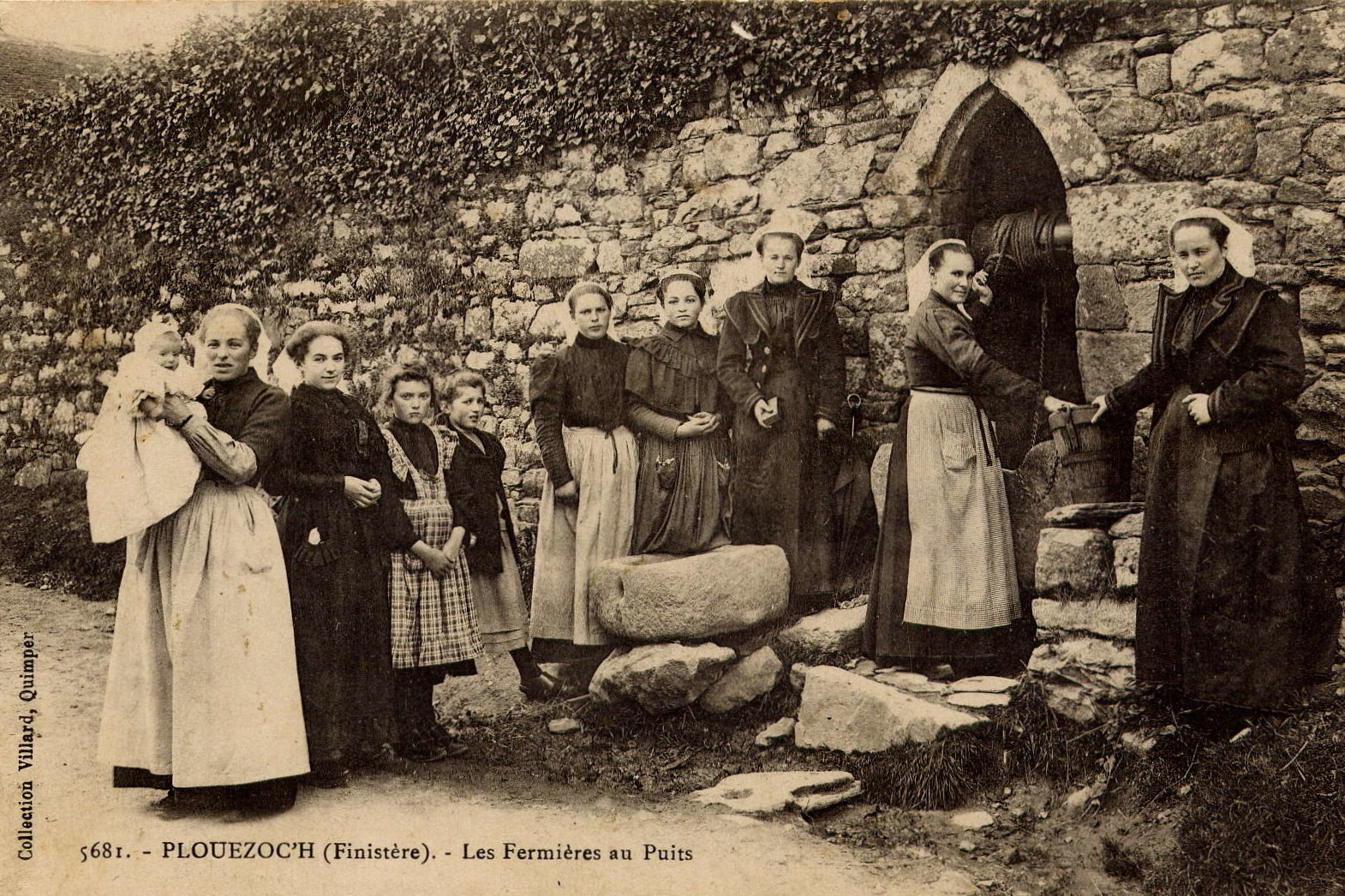
Fermières au puits au début du XXe siècle (carte postale Villard).

En 1905 le naufrage du Hilda fit deux victimes originaires de Plouezoch : Joseph Quéméneur (en demi-solde) et le maître au cabotage François Kerbrat.
En août 1909 le futur maire Robert Costa de Beauregard remporta avec son yacht de 6 mètres Dourduff la coupe du Grand Léjon lors des régates de Morlaix.

#### Ligne et gare des Chemins de fer armoricains

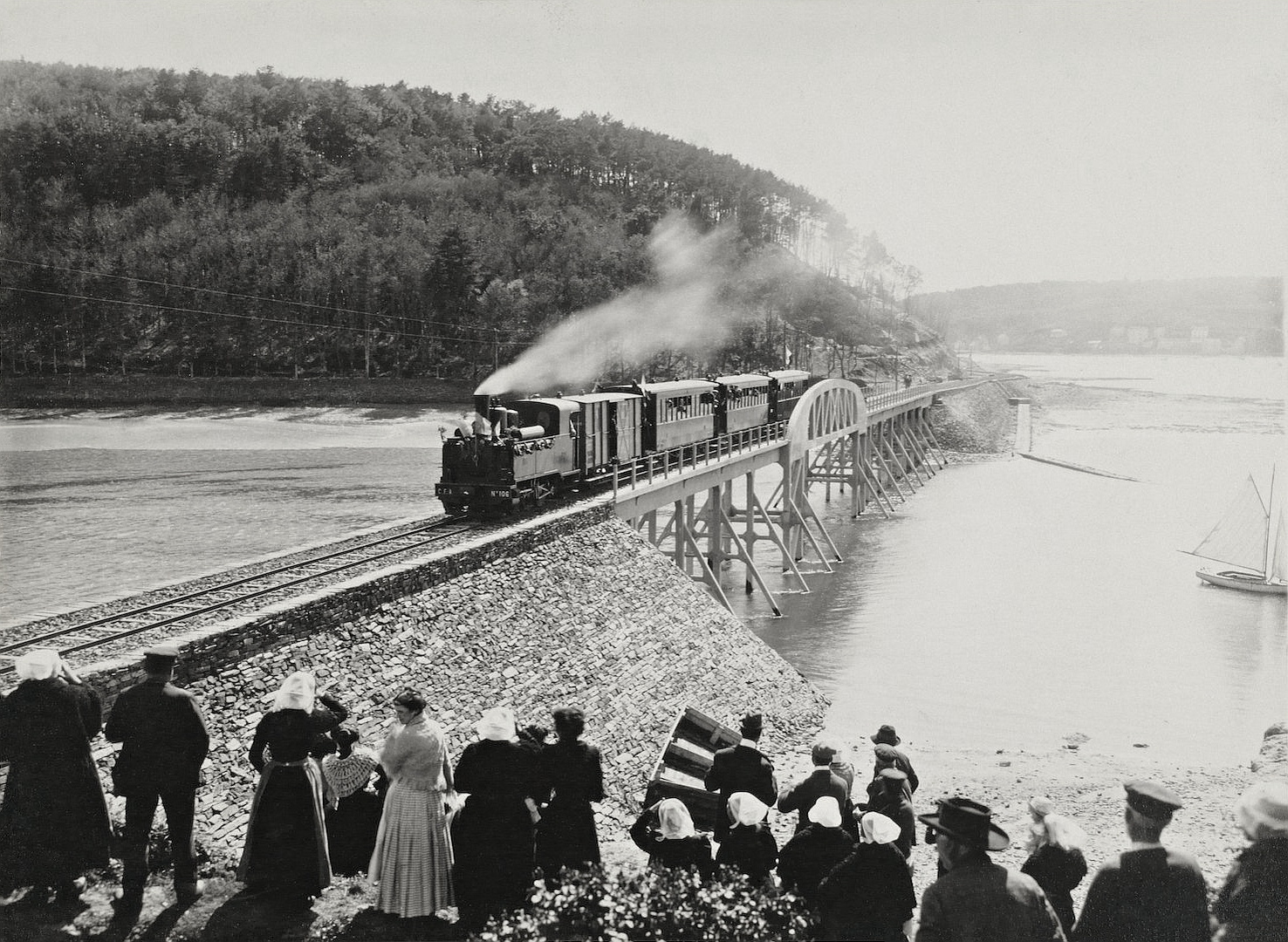
Inauguration de la ligne de chemin de fer Morlaix-Primel au Dourduff-en-Mer le 30 avril 1912 (photographie dont l'auteur est anonyme, Musée de Bretagne).

Le bourg fut desservi au début du XXe siècle par un chemin de fer secondaire à voie métrique, la ligne Morlaix - Plestin-les-Grèves des Chemins de fer armoricains allant de Morlaix à Primel-Trégastel. Cette ligne ouvrit en 1912, mais ferma dès 1934.

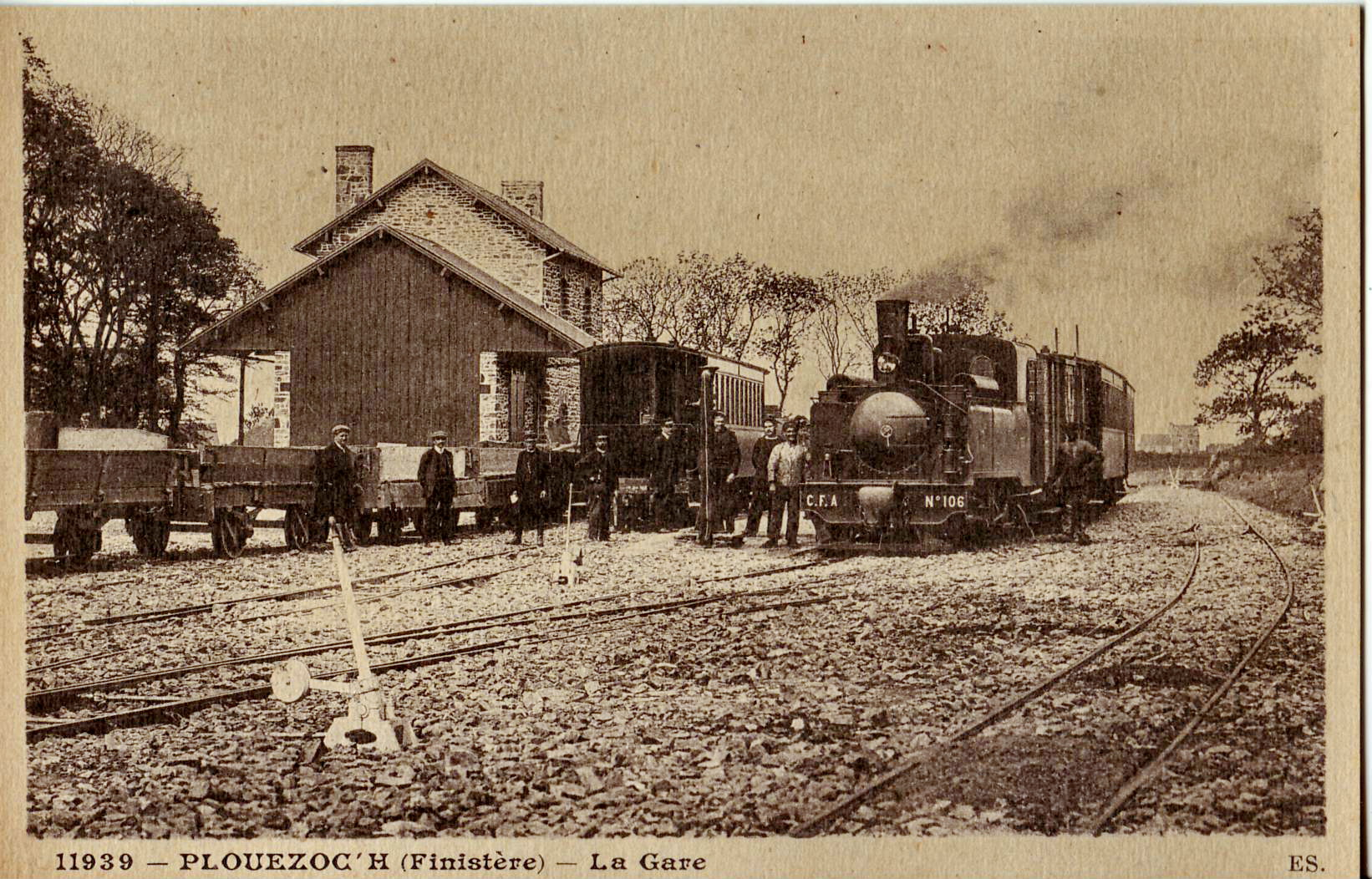
La gare des Chemins de fer armoricains.

#### La Première Guerre mondiale

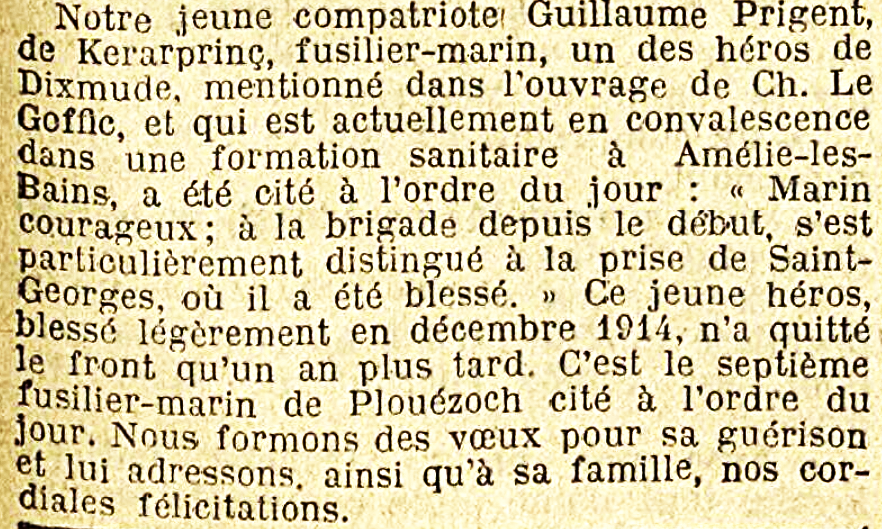
L'exemple d'un fusilier marin de Plouezoch : Guillaume Prigent (La Dépêche de Brest et de l'Ouest du 14 février 1916).

Le monument aux morts de Plouezoc'h porte les noms de 63 soldats et marins morts pour la France pendant la Première Guerre mondiale ; parmi eux 5 sont morts en Belgique dont 2 (Jean François Coz à Maissin et François Péron à Jemeppe-sur-Sambre) dès le 22 août 1914 ; 9 sont morts en mer (par exemple Louis Kervellec, quartier-maître, disparu en mer le 15 mai 1917) lors du naufrage du contre-torpilleur Boutefeu ; François Rognant est mort en captivité en Allemagne ; Joseph Menut est mort à Gorizia (Italie) et Vincent Loussaut ä Port-Saïd (Égypte) ; la plupart des autres sont morts sur le sol français ; parmi eux par exemple Rolland Povie, soldat du 48e régiment d'infanterie, disparu au combat le 8 septembre 1915 à Vienne-le-Château (Marne) ; l'abbé René Lancien, professeur, né en 1883 à Plouezoc'h, tué le 26 juin 1917 à Esnes (Meuse), François Hameury, soldat du 12e régiment d'infanterie, mort le 4 avril 1918. Les deux frères Guillaume et François Troadec ont été victimes de cette guerre, le premier, quartier-maître à bord du torpilleur 317 le 28 décembre 1916, le second , soldat du 25e régiment d'infanterie le 8 septembre 1918 à Saint-Simon (Aisne).

#### L'Entre-deux-guerres
Le monument aux morts de Plouezoc'h, inauguré le 21 août 1921 lors d'une cérémonie sous la présidence du maréchal Foch, est édifié au milieu de l'allée principale du cimetière ; il est constitué d'un socle en granite, qui repose sur trois marches et qui est surmonté d'une croix portant une statue du Christ ; à sa base sont sculptés des drapeaux entrecroisés et une couronne de lauriers avec un nœud à sa base à l'intérieur de laquelle est placé une Croix de guerre ; il porte l'inscription « À LA MÉMOIRE DES ENFANTS DE PLOUEZOC'H MORTS POUR LA FRANCE 1914 - 1918 » et la liste des morts de la Première Guerre mondiale ; des plaques supplémentaires ont été apposées portant les noms des morts des autres guerres du XXe siècle.
En décembre 1922 un jeune prêtre de Plouezoc'h déclara du haut de la chaire que l'école laïque était responsable du fait que les gars de la commune préféraient l'auberge à la messe, ajoutant : « C'est elle aussi qui peuple les bals, les lieux de débauche et qui crée les criminels et les voleurs. Aux examens, elle fait pâle figure auprès de l'école libre ! ».

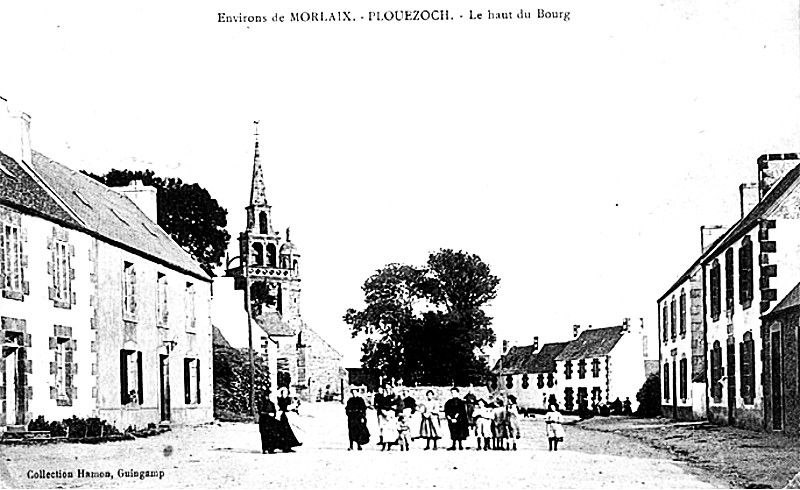
Le Haut du Bourg vers 1925 (carte postale).
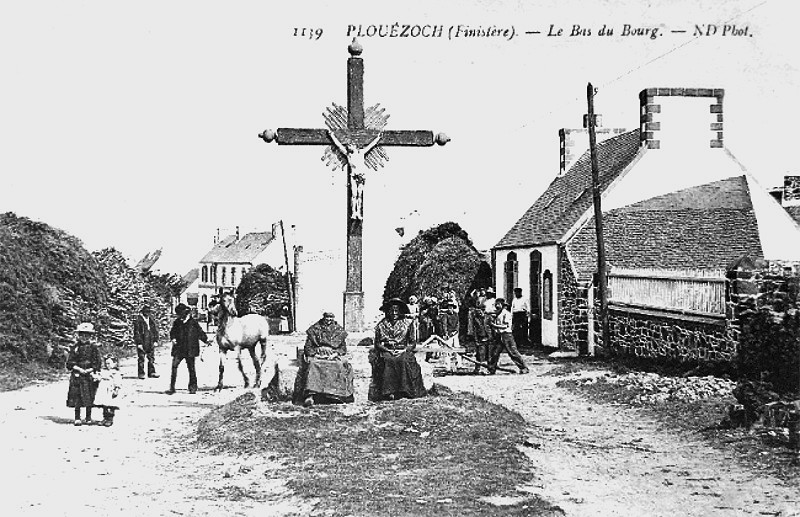
Le Bas du Bourg vers 1925 (carte postale).
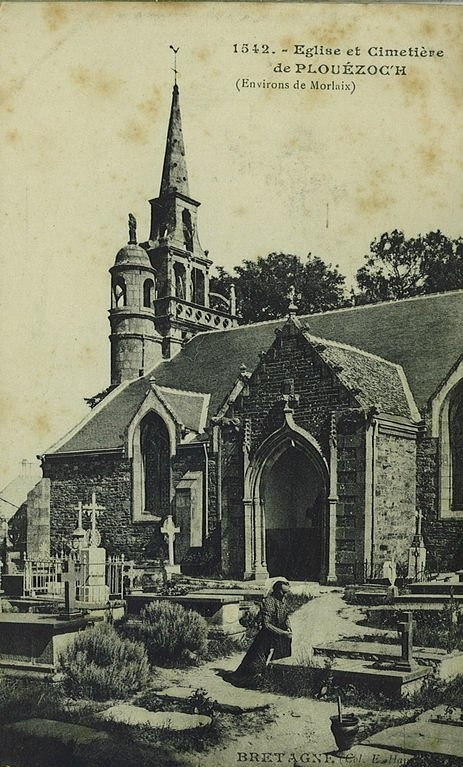
Plouezoc'h ː église et cimetière vers 1925 (carte postale).

Louis Le Guennec décrit ainsi Le Dourduff-en-Mer vers 1925 : « Au pied du hameau une palue caillouteuse, veloutée par places d'un gazon ras, s'allonge en formant une sorte de port d'échouage naturel où s'abrite toute une série de yachts élancés, hauts sur quille, bariolés d'éclatantes couleurs, de rustiques gabares luisant  dans leur carcasse de goudron, d'humbles barques dansant sur les lames courtes du chenal ».
Le club de football "Étoile Saint-Étienne de Plouezoc'h" existait déjà en 1928.

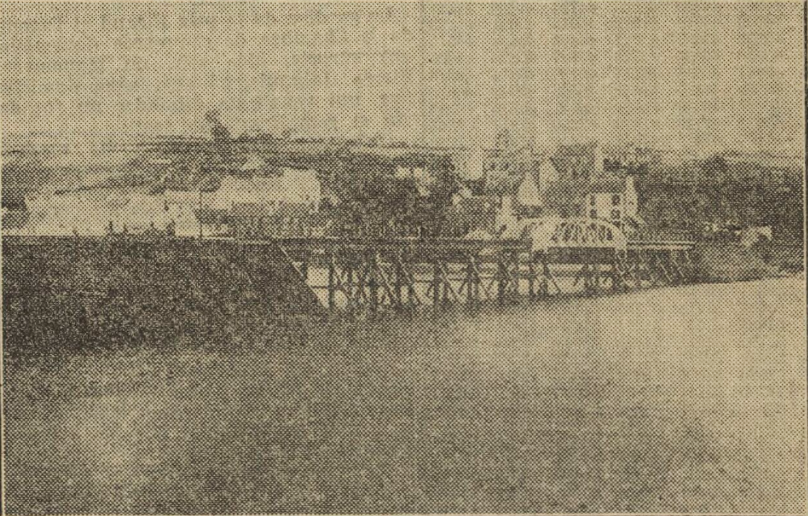
Le pont ferroviaire du Dourduff-en-Mer (ligne de Morlaix à Primel-Trégastel).

En 1938 est construite la nouvelle route  entre Le Dourduff-en-Mer et le bourg de Plouezoc'h, prolongeant celle construite quelques années avant entre le Bas de la Rivière et Le Dourduff-en-Mer (laquelle avait été inaugurée en juin 1936), ce qui va faciliter grandement les liaisons entre Plousganou et Plouezoc'h d'une part et Morlaix d'autre part, ainsi que le Boulevard de la Mer, au Dourduff, long de 304 mètres et ayant 7,50 m de large. « Actuellement, à marée haute, il est impossible de circuler en voiture entre le pont du Dourduff et La Palud. (..) Ce boulevard constituera en outre une agréable promenade ». Jusque-là la route longeant la Rivière de Morlaix s'interrompait au niveau du Bas de la Rivière, ne laissant la place qu'à la voie ferrée des Chemins de fer armoricains allant de Morlaix à Primel-Trégastel, et « les pêcheurs du Dourduff et les cultivateurs de Plouezoch qui, chaque jour, viennent livrer leurs produits à Morlaix, se voient contraints, pour gagner le Bas de la Rivière, d'utiliser l'étroite bordure de la voie [ferrée] ». Jadis un passeur permettait la traversée du Dourduff, mais depuis la construction de la voie ferrée, les voyageurs empruntaient le pont en bois ferroviaire à leurs risques et périls et plusieurs accidents étaient survenus ; il fallut la fermeture de la ligne ferroviaire décidée en 1934 pour permettre enfin la construction de la route demandée depuis longtemps.

#### La Seconde Guerre mondiale
Le monument aux morts de Plouezoc'h porte les noms de 26 personnes mortes pour la France pendant la Seconde Guerre mondiale ; parmi elles François Féat, Auguste Gloaguen, Claude Gall, soldats morts au printemps 1940 lors de la Bataille de France ; Alexandre Troadec, capitaine, est mort le 3 juin 1940 dans le naufrage du caboteur Purfina ; Laurent Lazou, marin, est mort le 11 juin 1940 lors du naufrage du cargo Niobé ; Marcel Troadec est mort le 14 juin 1940 lors du naufrage de l'aviso Vauquois ; Jean Boga, marin sur le cuirassé Bretagne et Raymond Quentel, ingénieur à bord du cuirassé Dunkerque, victimes tous les deux de l'attaque anglaise de Mers el-Kébir le 3 juillet 1940 ; Joseph Guyader est mort de maladie le 11 mai 1942 à Alexandrie (Égypte) alors qu'il était marin sur le cuirassé Lorraine ; Jean Boulven, mort en captivité en Allemagne le 13 avril 1945 ; Jean Maurice, militant du Parti communiste français, est mort en déportation au camp de concentration de Birkenau (Pologne) le 15 février 1943.

#### L'après Seconde Guerre mondiale
Le journal France-Soir du 2 septembre 1949 a publié un reportage sur l'architecte et ostréiculteur Walbin qui, depuis déjà une vingtaine d'années, élevait des huîtres à l'Île Stérec, les exportant principalement vers Paris.
Deux soldats originaires de Plouezoc'h (Lucien Brigand et Joseph Le Moigne) sont morts pour la France pendant la Guerre d'Indochine et un (François Cras) pendant la Guerre d'Algérie.
Le patronage catholique Saint-Étienne proposait dans la décennie 1950 diverses activités à des adhérents : Chant, football, théâtre, etc..

## Politique et administration

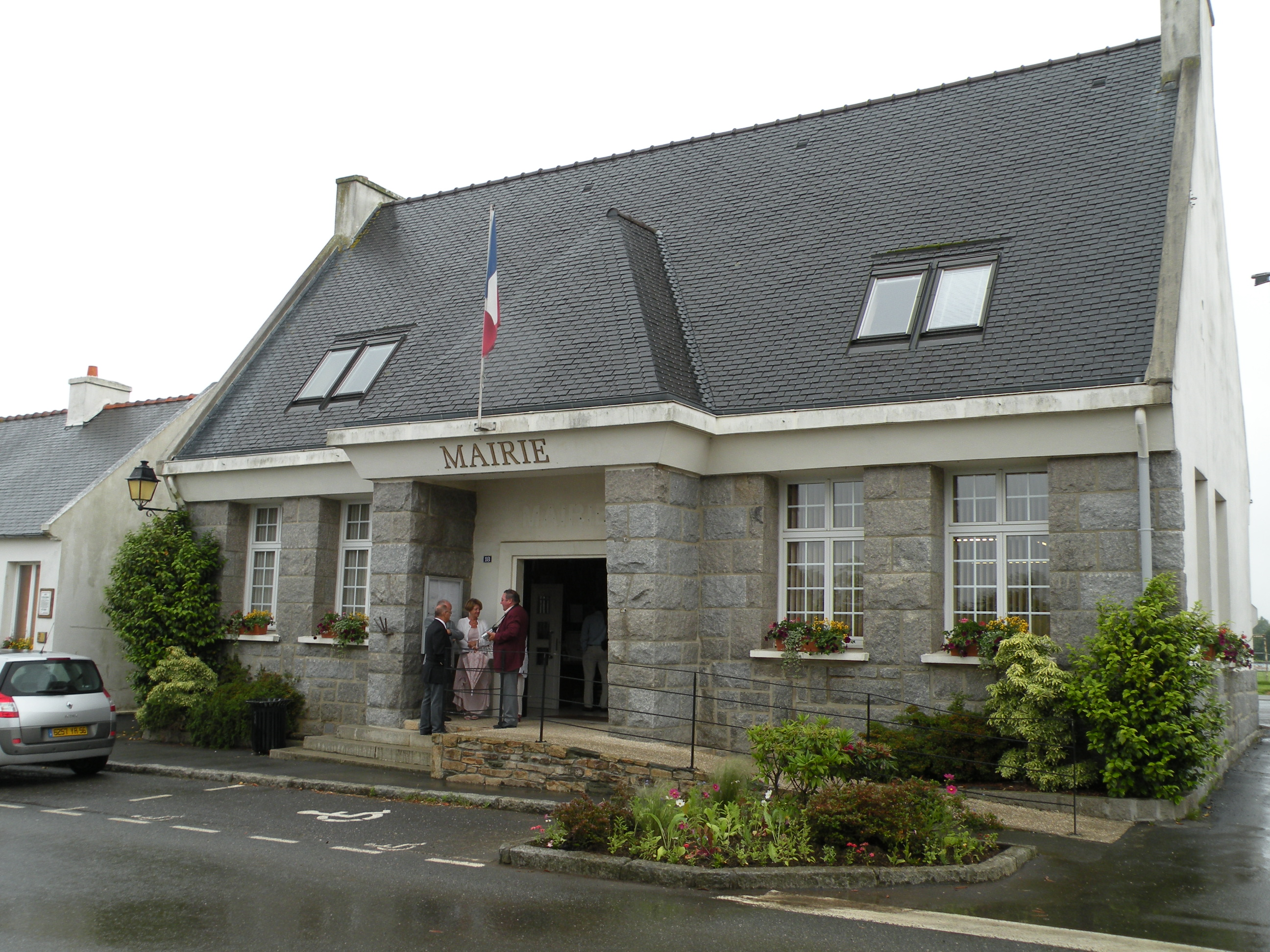
La mairie

## Population et société

### Évolution démographique
L'évolution du nombre d'habitants est connue à travers les recensements de la population effectués dans la commune depuis 1793. Pour les communes de moins de 10 000 habitants, une enquête de recensement portant sur toute la population est réalisée tous les cinq ans, les populations de référence des années intermédiaires étant quant à elles estimées par interpolation ou extrapolation. Pour la commune, le premier recensement exhaustif entrant dans le cadre du nouveau dispositif a été réalisé en 2006.

En 2022, la commune comptait 1 640 habitants, en évolution de +3,02 % par rapport à 2016 (Finistère : +2,16 %, France hors Mayotte : +2,11 %).
| 1793  | 1800  | 1806  | 1821  | 1831  | 1836  | 1841  | 1846  | 1851  |
| ----- | ----- | ----- | ----- | ----- | ----- | ----- | ----- | ----- |
| 1 448 | 1 532 | 1 377 | 1 654 | 1 709 | 1 651 | 1 711 | 1 754 | 1 665 |

| 1856  | 1861  | 1866  | 1872  | 1876  | 1881  | 1886  | 1891  | 1896  |
| ----- | ----- | ----- | ----- | ----- | ----- | ----- | ----- | ----- |
| 1 684 | 1 666 | 1 702 | 1 695 | 1 720 | 1 682 | 1 798 | 1 756 | 1 796 |

| 1901  | 1906  | 1911  | 1921  | 1926  | 1931  | 1936  | 1946  | 1954  |
| ----- | ----- | ----- | ----- | ----- | ----- | ----- | ----- | ----- |
| 1 682 | 1 817 | 1 893 | 1 670 | 1 667 | 1 542 | 1 446 | 1 325 | 1 287 |

| 1962  | 1968  | 1975  | 1982  | 1990  | 1999  | 2006  | 2011  | 2016  |
| ----- | ----- | ----- | ----- | ----- | ----- | ----- | ----- | ----- |
| 1 303 | 1 249 | 1 262 | 1 480 | 1 625 | 1 567 | 1 587 | 1 573 | 1 592 |

| 2021  | 2022  | - | - | - | - | - | - | - |
| ----- | ----- | - | - | - | - | - | - | - |
| 1 630 | 1 640 | - | - | - | - | - | - | - |

### Évolution du rang démographique
| selon la population municipale des années : | 1968 | 1975 | 1982 | 1990 | 1999 | 2006 | 2009 | 2013 |
| Rang de la commune dans le département      | 130  | 142  | 129  | 123  | 130  | 136  | 140  | 141  |
| Nombre de communes du département           | 286  | 283  | 283  | 283  | 283  | 283  | 283  | 283  |

En 2016, Plouezoc'h était la 142e commune du département en population avec ses 1 592 habitants (territoire en vigueur au 1er janvier 2019), derrière Bodilis (141e avec 1 603 habitants) et devant Cast (143e avec 1 588 habitants).

### Santé
L'hôpital le plus proche est le centre hospitalier du pays de Morlaix, situé à Morlaix.

### Lieux de cultes
Église Saint-Étienne de Plouezoc'h

## Économie

### Emploi
En 2015, la population âgée de 15 à 64 ans s'élevait à 900 personnes, parmi lesquelles on comptait 72,7 % d'actifs dont 65,6 % ayant un emploi et 7,1 % de chômeurs.

## Sites et monuments

### Monuments civils
- Le cairn de Barnenez, un grand tumulus qui date de 4500 à 4700 ans av. J.-C, classé en 1956 au titre des monuments historiques[77]. Il comporte plusieurs chambres funéraires. C'est un cairn car il est constitué de pierres sèches. Un bâtiment avec exposition explicative a été construit pour l'accueil des visiteurs.

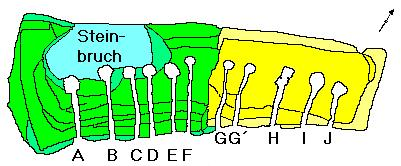
Plan du cairn de Barnenez.
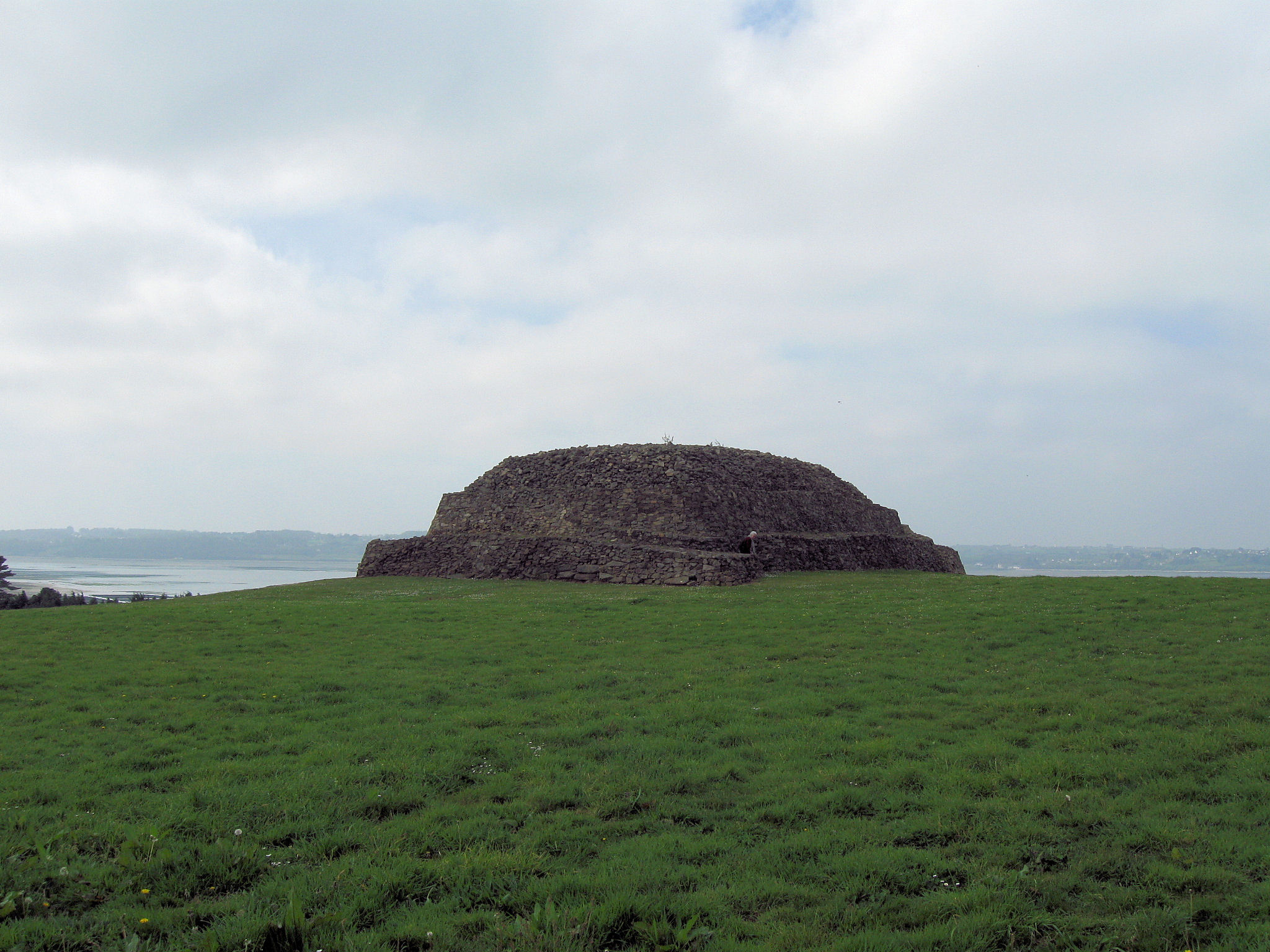
Le cairn de Barnenez.
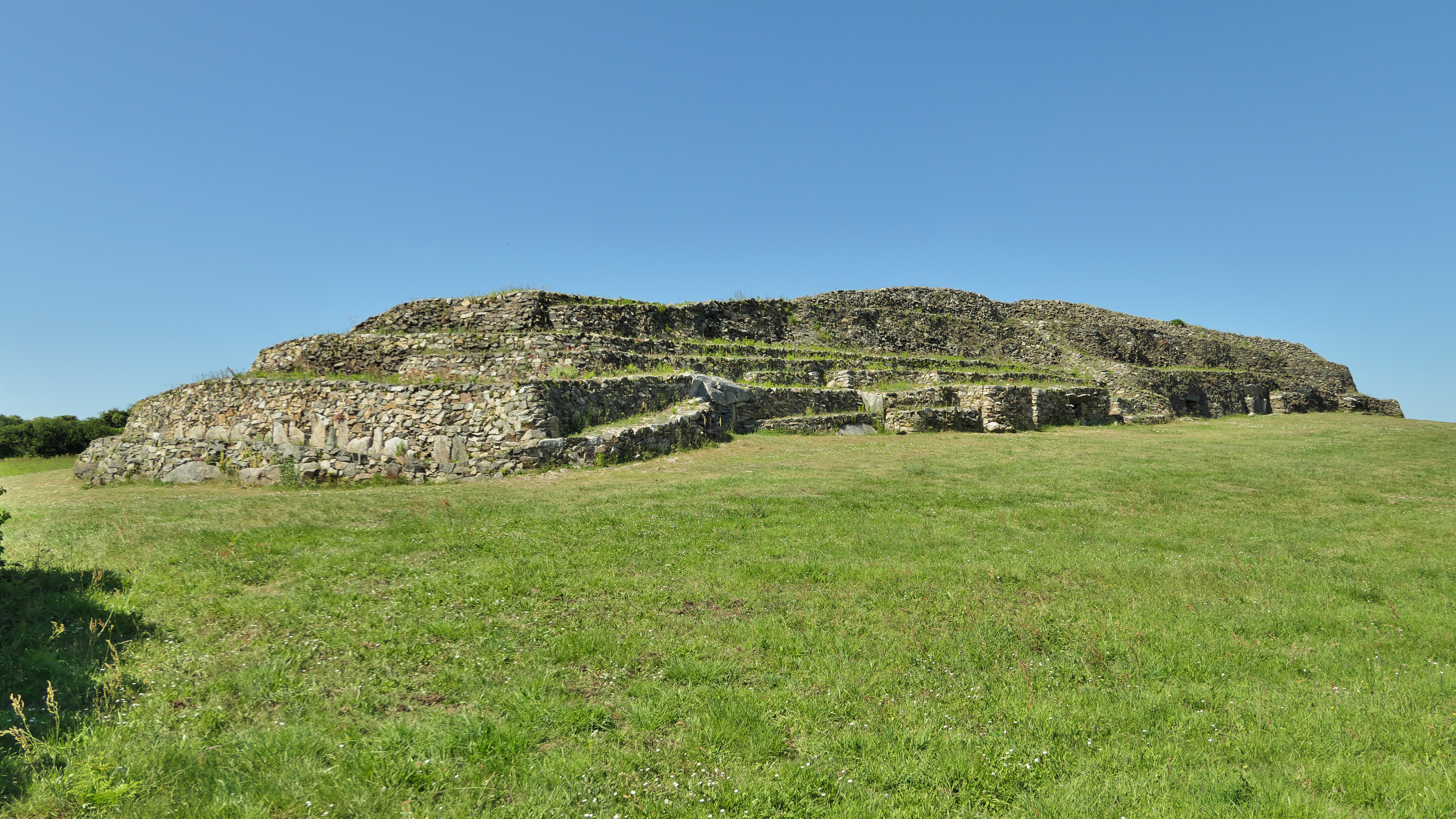
Cairn de Barnenez : vue d'ensemble.
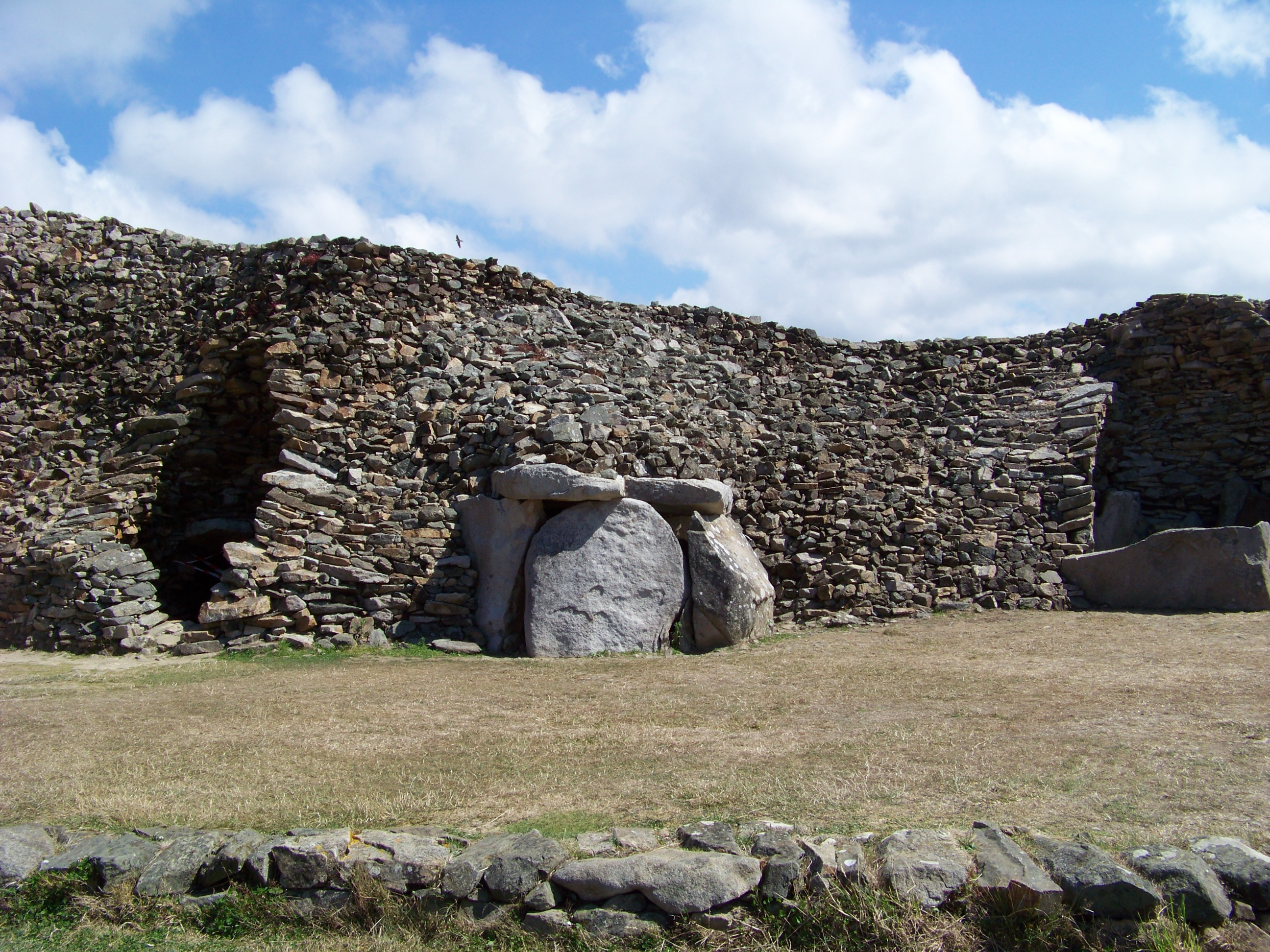
Cairn de Barnenez : chambres C; B et A.
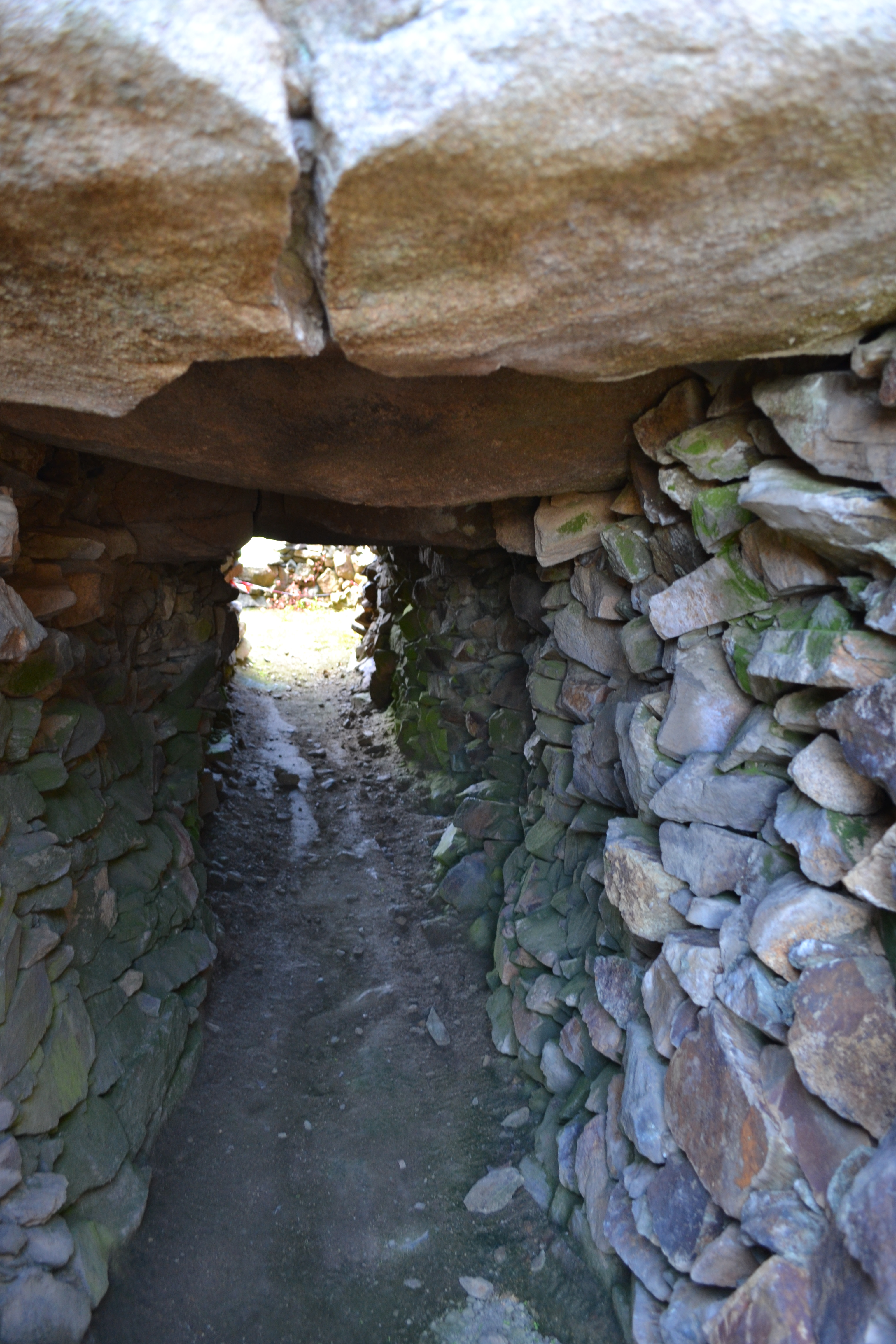
Entrée d'une des chambres.

- Le château du Taureau, dans la baie, classé en 1914 au titre des monuments historiques[78].

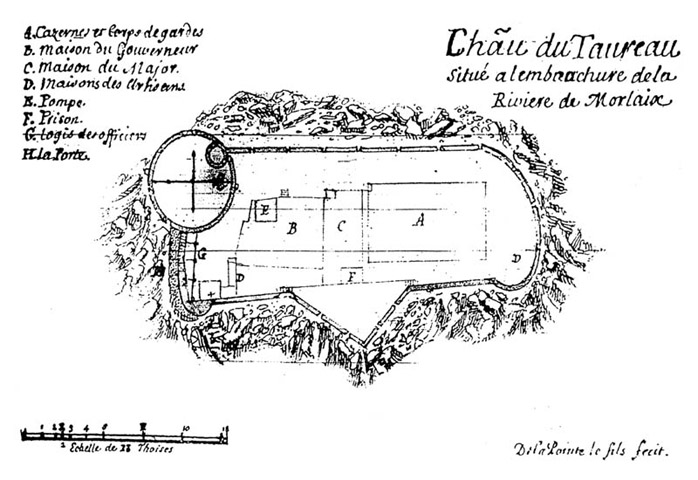
Plan du château du Taureau avant 1689.
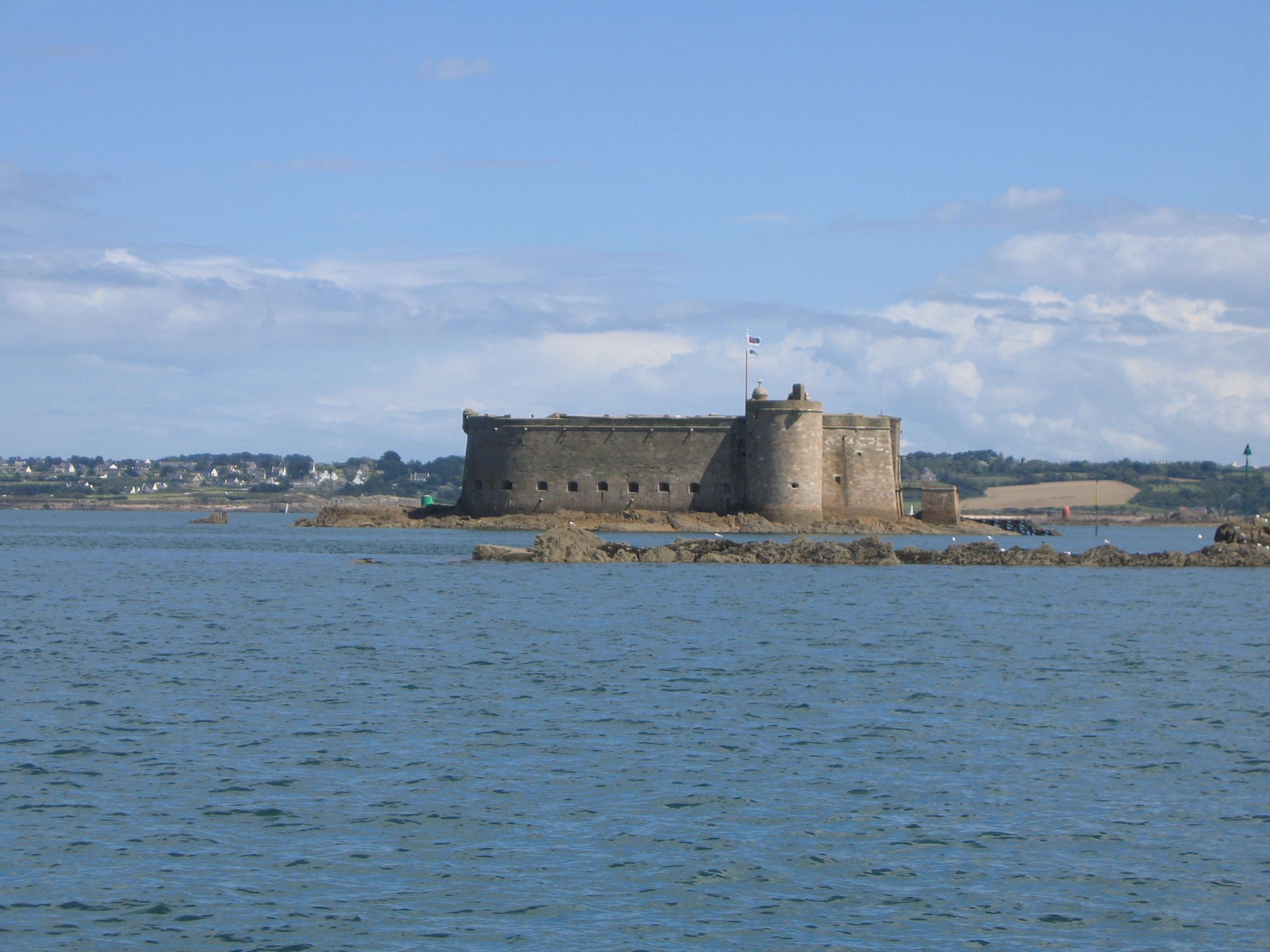
Château du Taureau : vue extérieure d'ensemble.
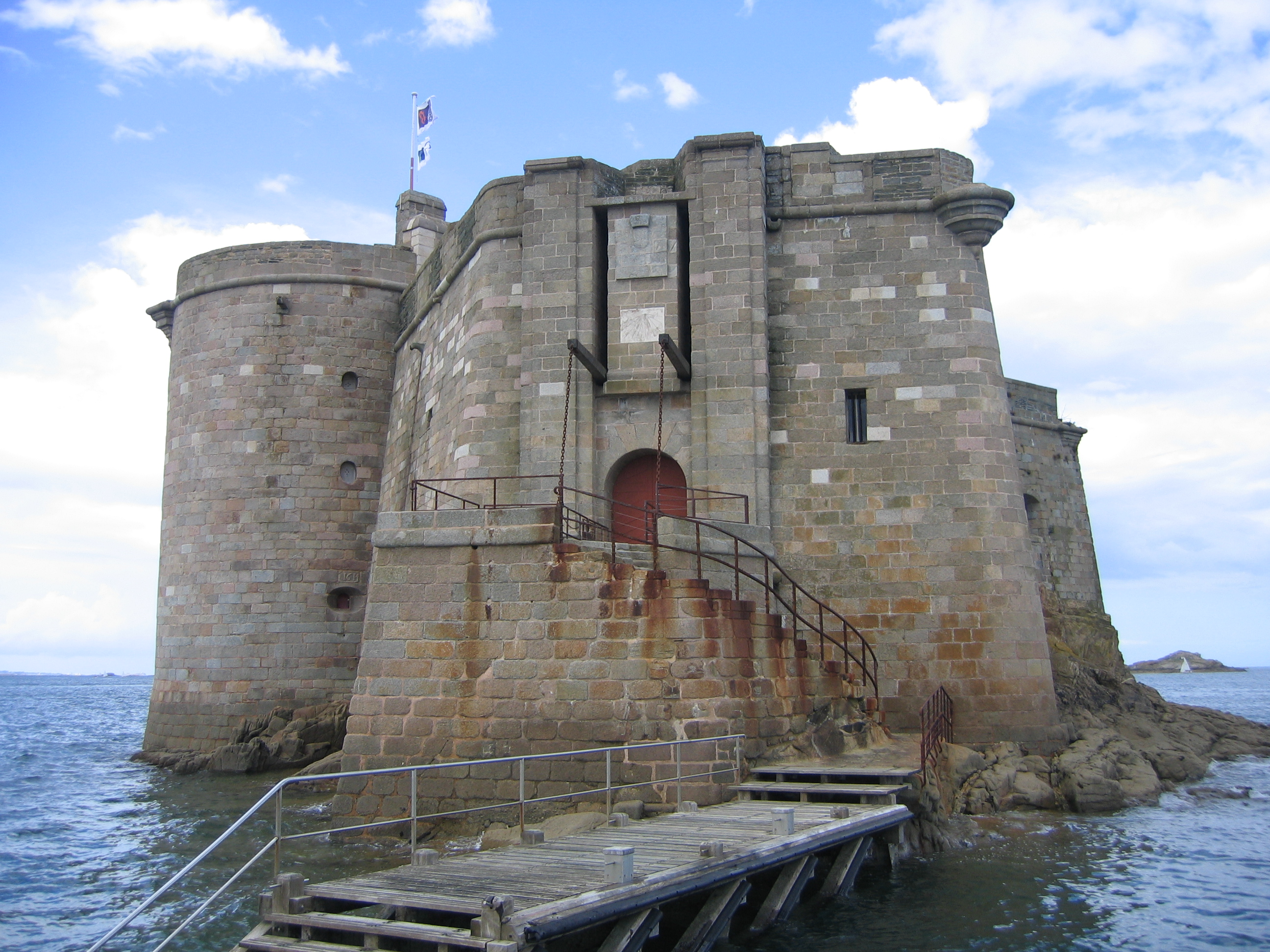
Le château du Taureau.
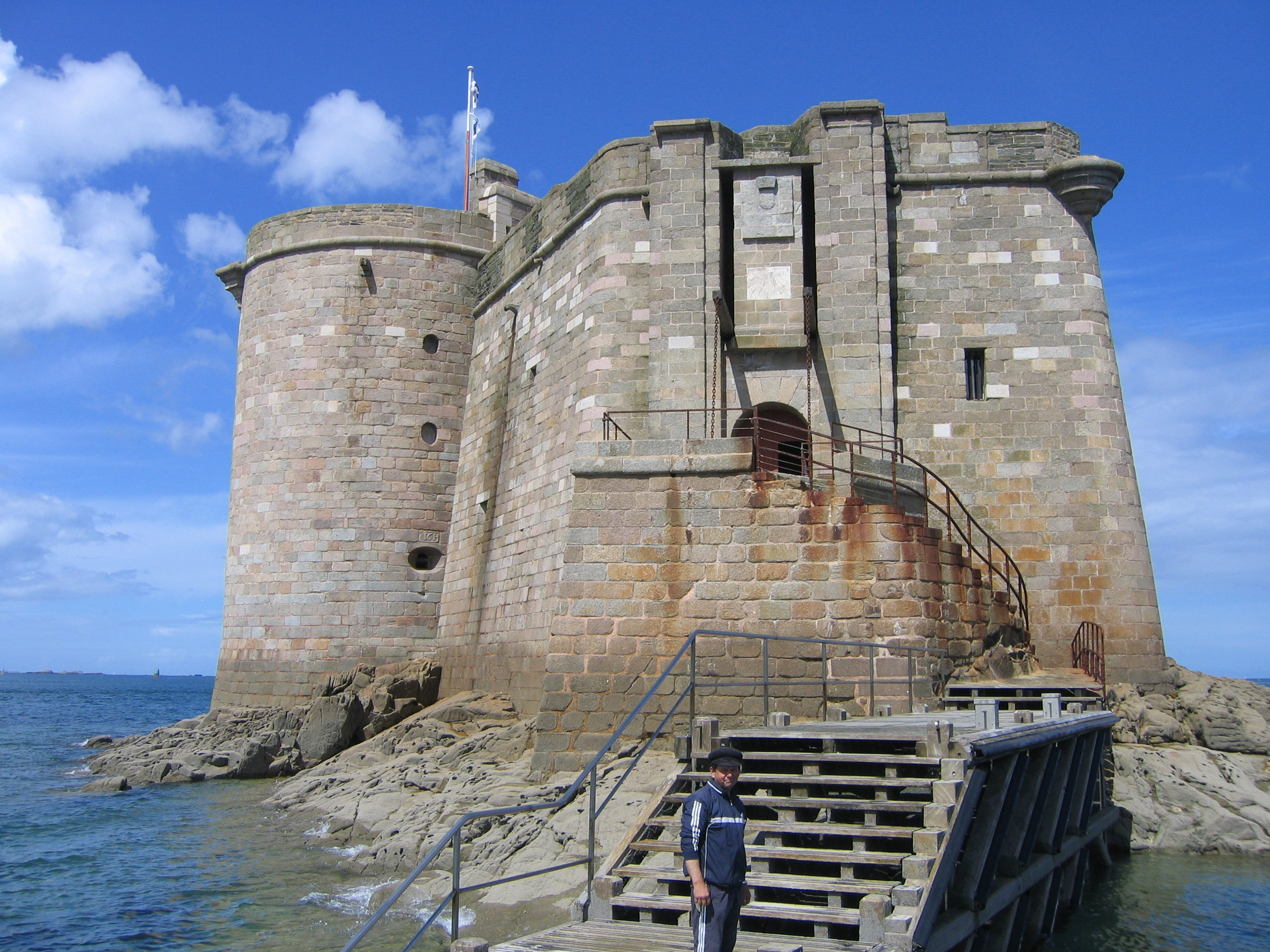
Château du Taureau vu de près.
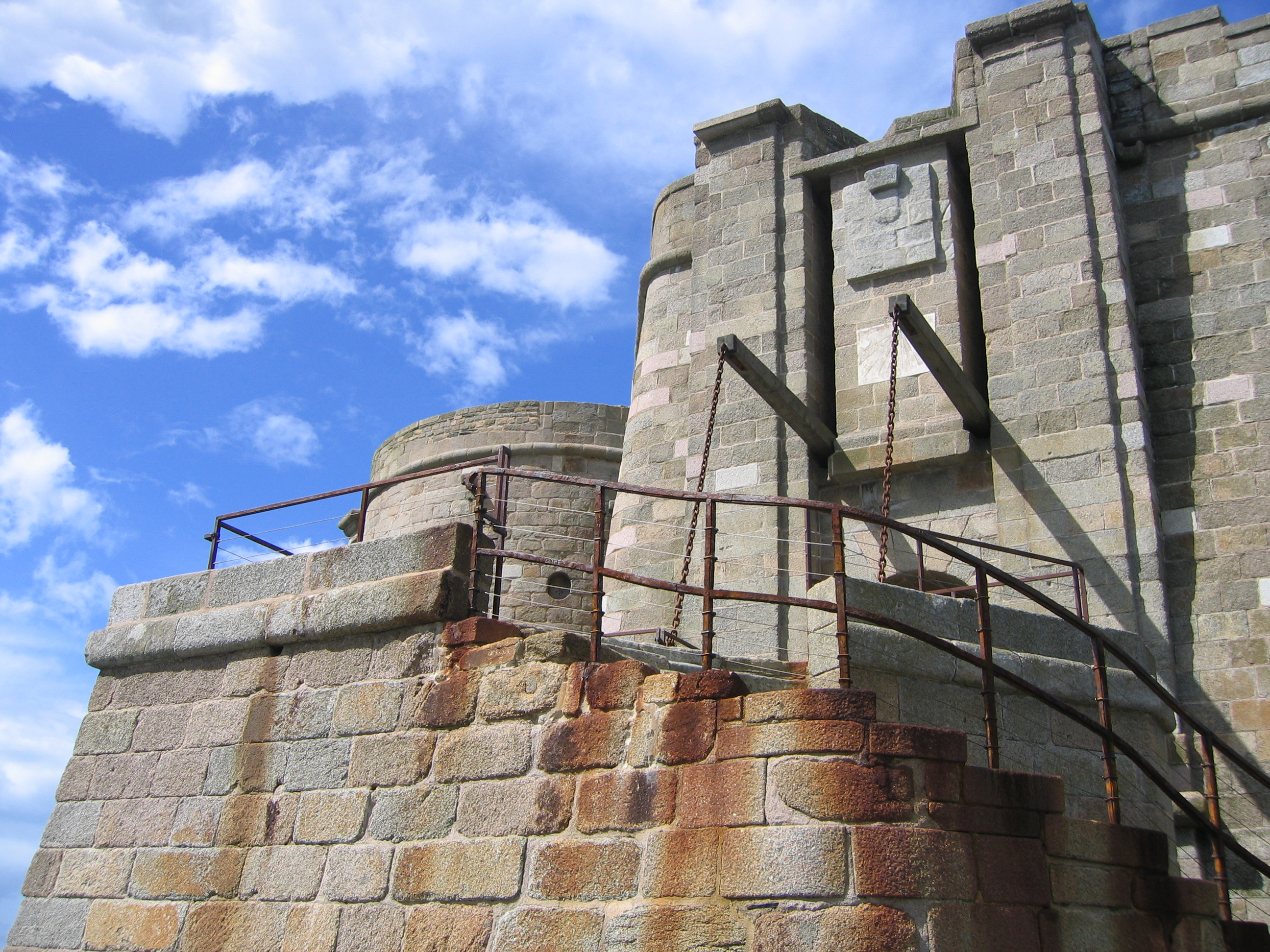
Château du Taureau : l'entrée du fort.
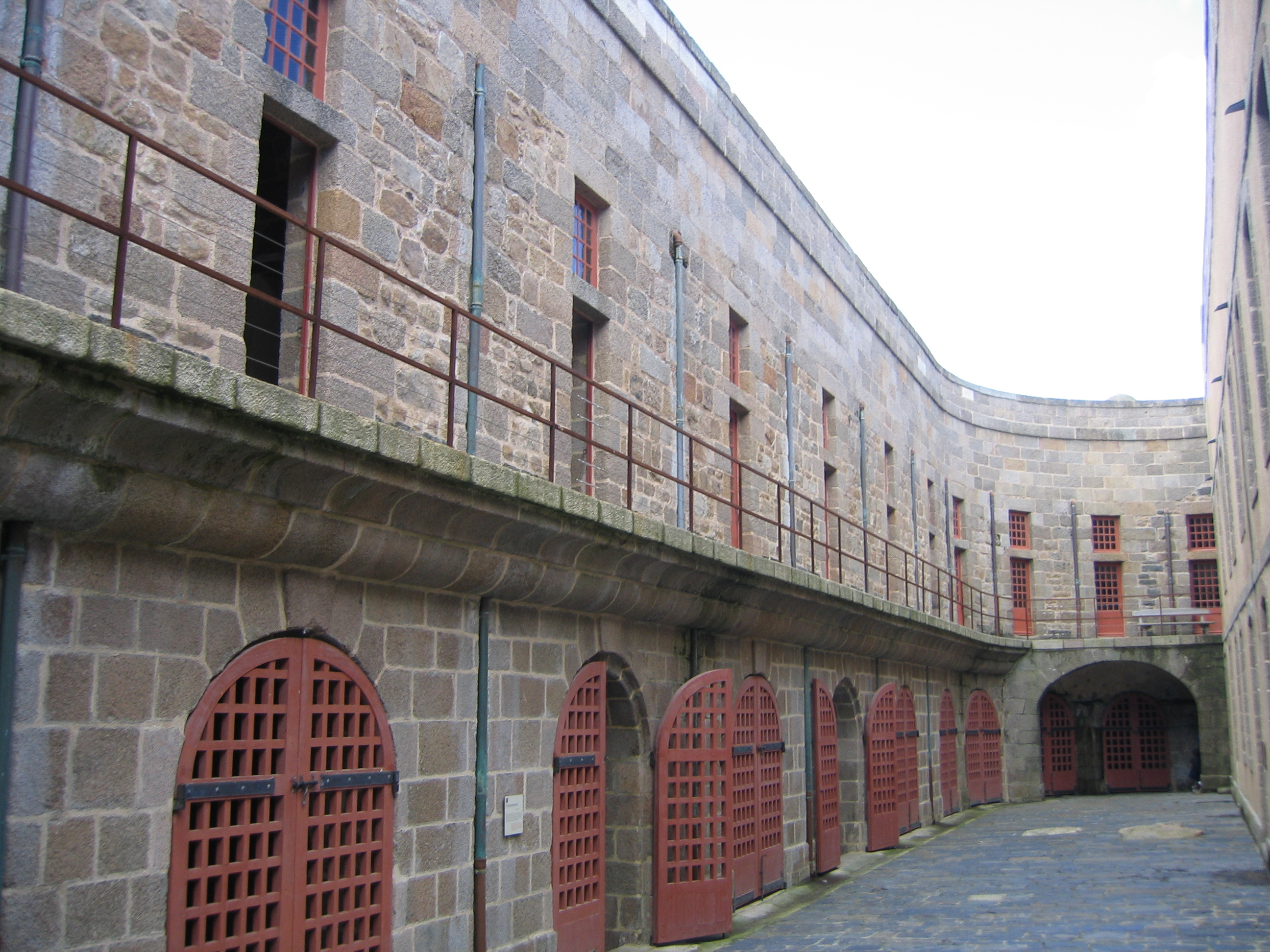
Château du Taureau : vue intérieure, la cour.

- L'Île Noire et son phare.

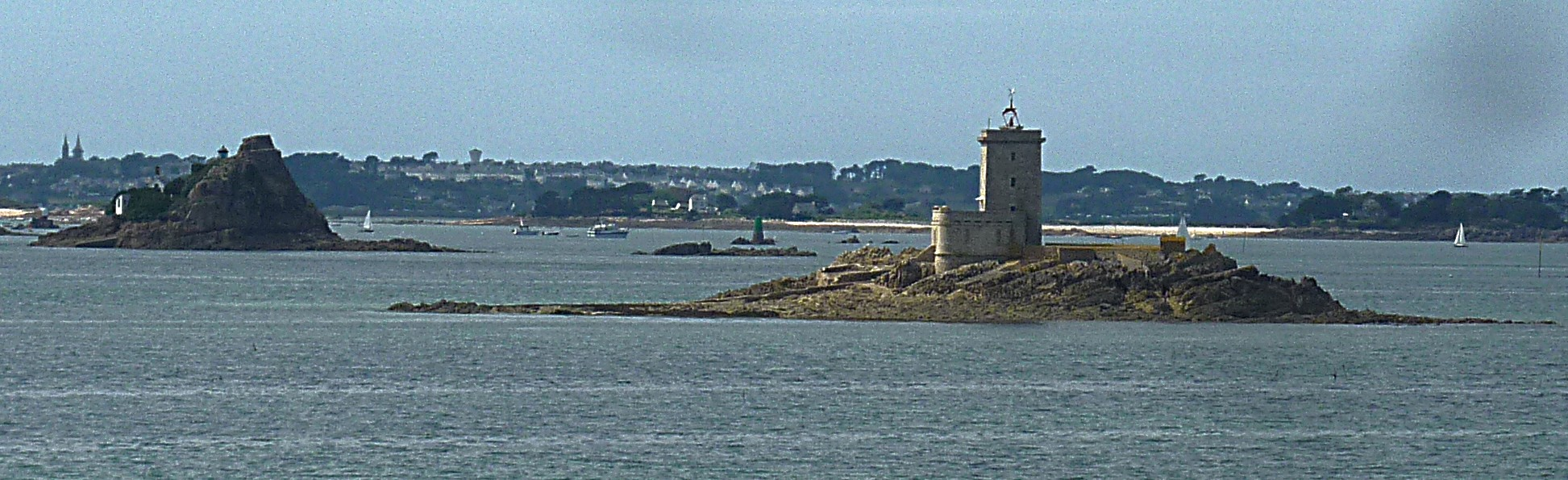
L'Île Noire en Baie de Morlaix vue depuis le littoral de Plouezoc'h.
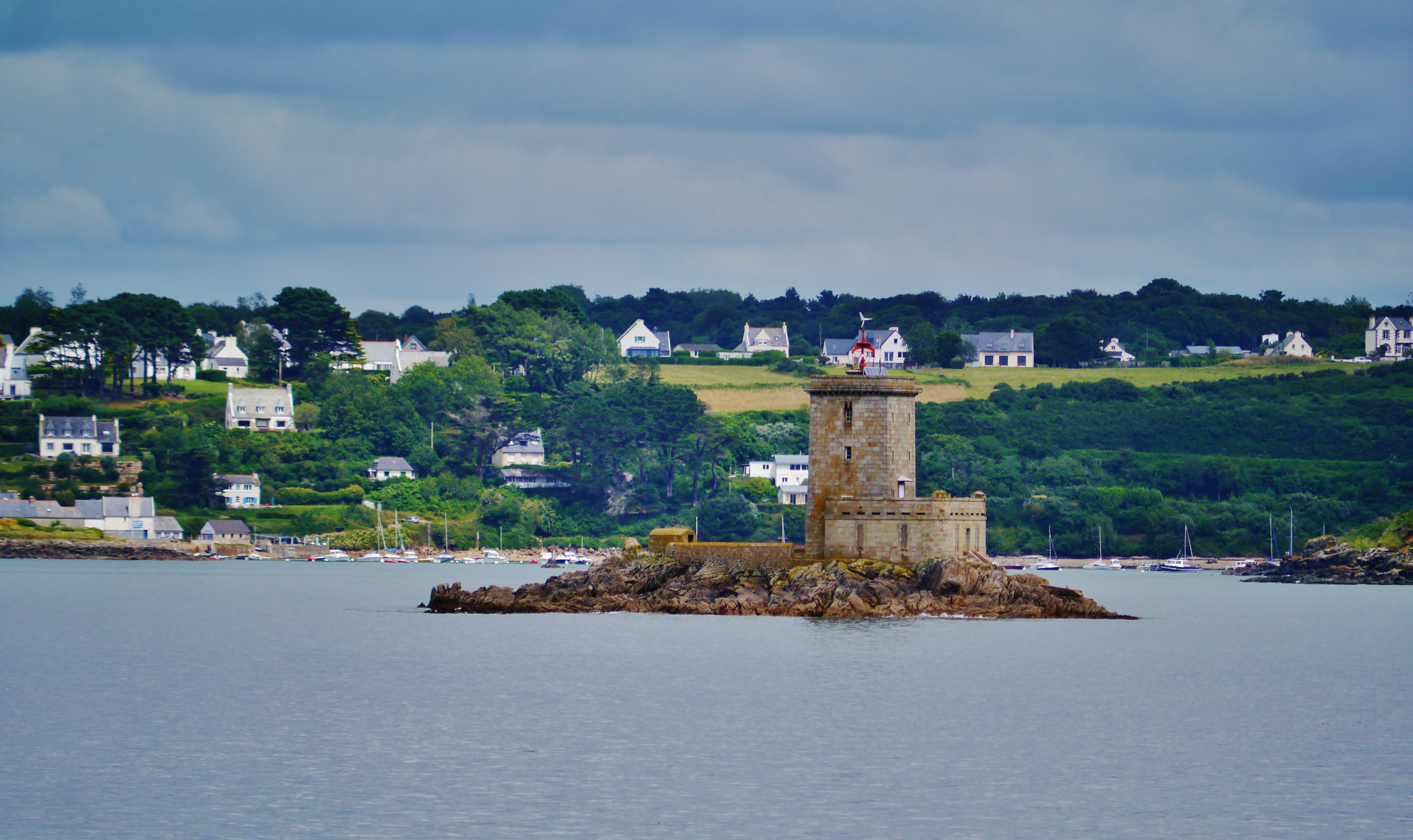
L'Île Noire vue depuis le littoral de Carantec.
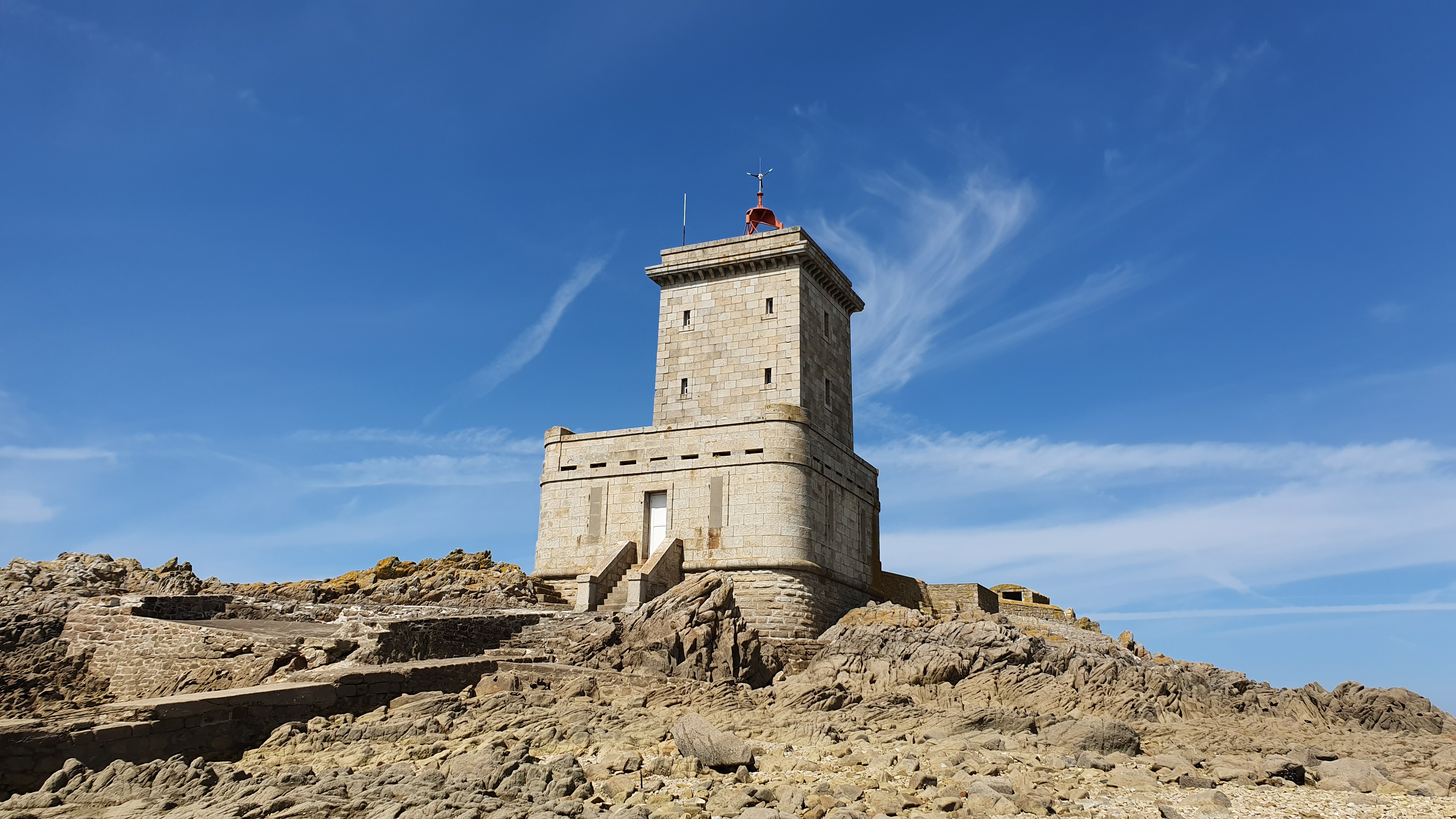
Le phare de l'Île Noire vu de près.

- Le manoir du Roc'hou, habité à son origine (XVIe siècle) par des membres de la famille de la Haye, puis du Dresnay, ensuite Mazurié de Pennaneach, Pastour de Kerjean et depuis le XIXe siècle par la famille Huon de Kermadec[79].

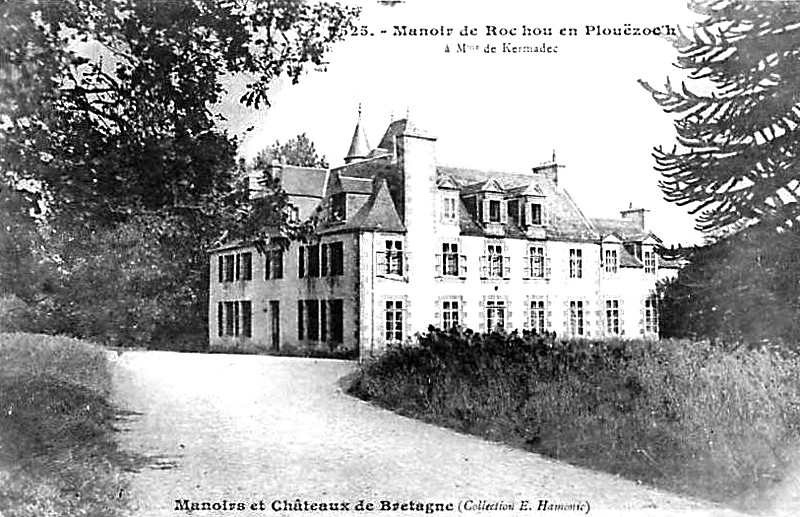
Le manoir du Roc'hou au début du XXe siècle (carte postale).

- Le château de Kergadoret.
- Les ruines du manoir de Lansalut (manoir primitif des Le Gac de lansalut).
- Le manoir de la Lanoëverte [Lanoverte][80] : les restes de ce château sont ainsi décrits en 1928 : « On le connaît surtout dans la commune sous le nom breton de Goasglas, qu'on prononce Wallas (..). Ce château, affreusement délabré aujourd'hui, consiste en un long et sombre bâtiment à un unique étage, sans aucune décoration architecturale. Il parait dater de la fin du XVIe siècle ou du début du siècle suivant. Sa cour est fermée par une haute muraille dans laquelle s'ouvre un double portail surmonté par les coulisses d'un pont-levis. Jadis deux tourelles reliées par une galerie à machicoulis flanquaient ce portail (..). Lanoeverte, dépourvu de toute importance féodale, n'acquit quelque lustre que lorsque la Goësbriand) , abandonnant le château de ce nom, situé en Plouigneau, et qui tombait en ruines, y eut, au temps d'Henri IV; fixé sa résidence habituelle (..) »[29].
- Le manoir de Kerjean (manoir primitif des Pastour-Kerjean).
- Le château de Trodibon[81].

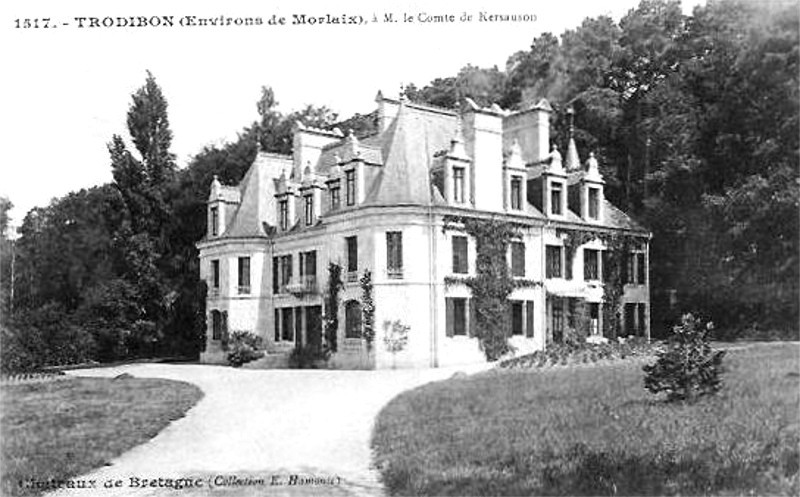
Le château de Trodibon au début du XXe siècle (carte postale).
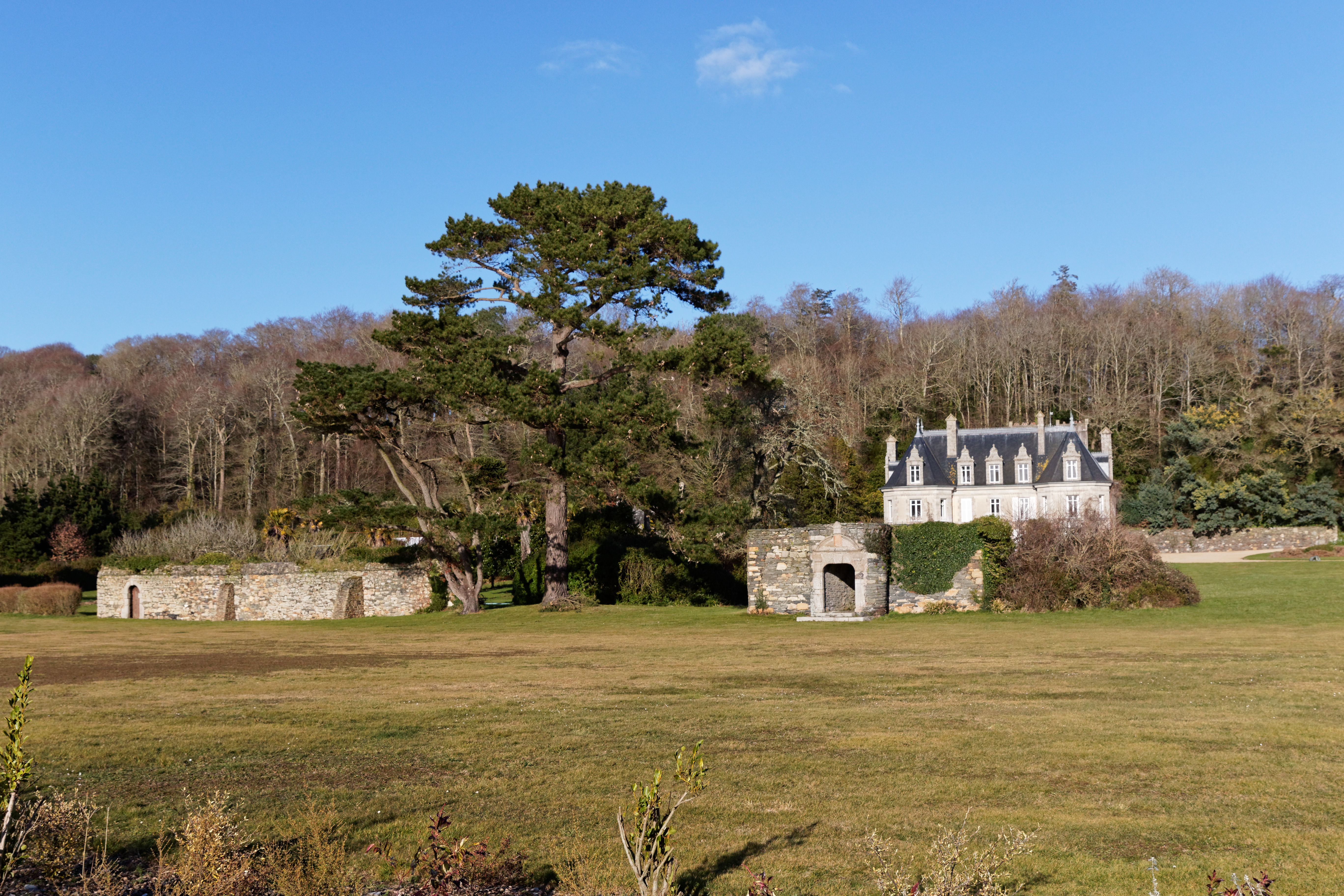
Le château de Trodibon : vue générale.
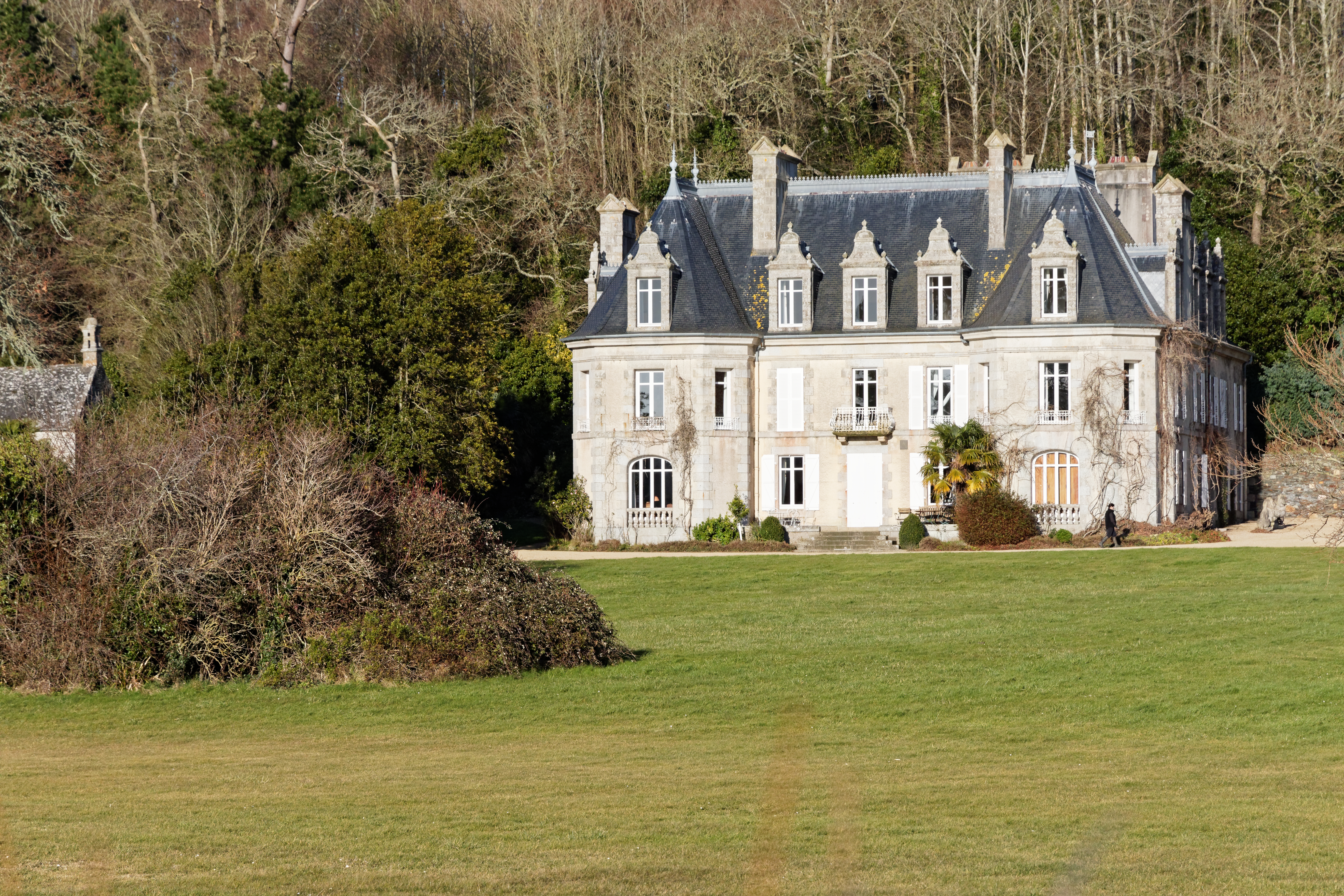
Le château de Trodibon : vue extérieure d'ensemble.

- Le manoir de Kerfenefas.
- Le moulin à marée de Melin Vor, au Dourduff-en-Terre, inscrit en 1988 au titre des monuments historiques[82].

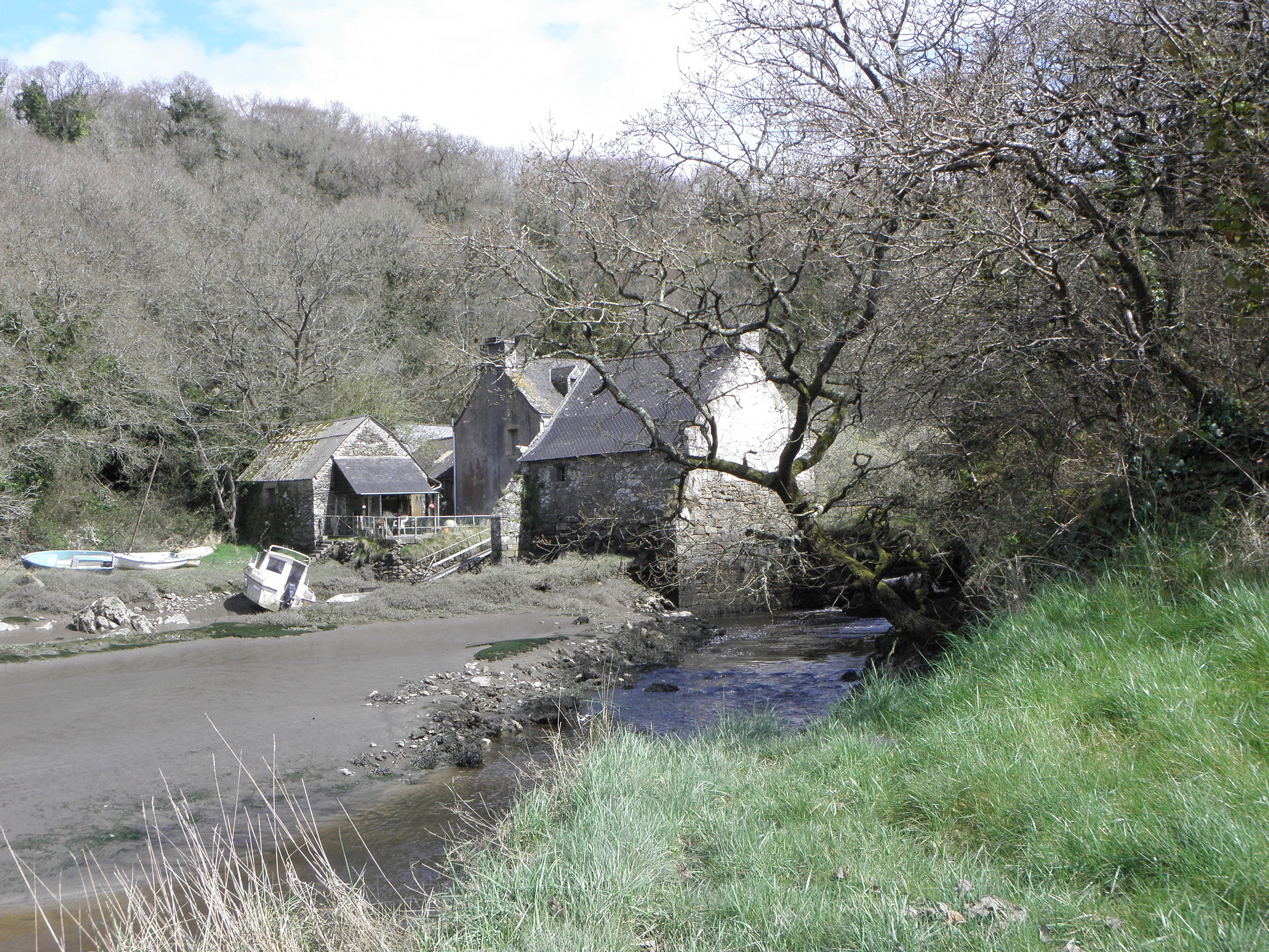
Le moulin à marée de Melin Mor : vue d'ensemble du site.
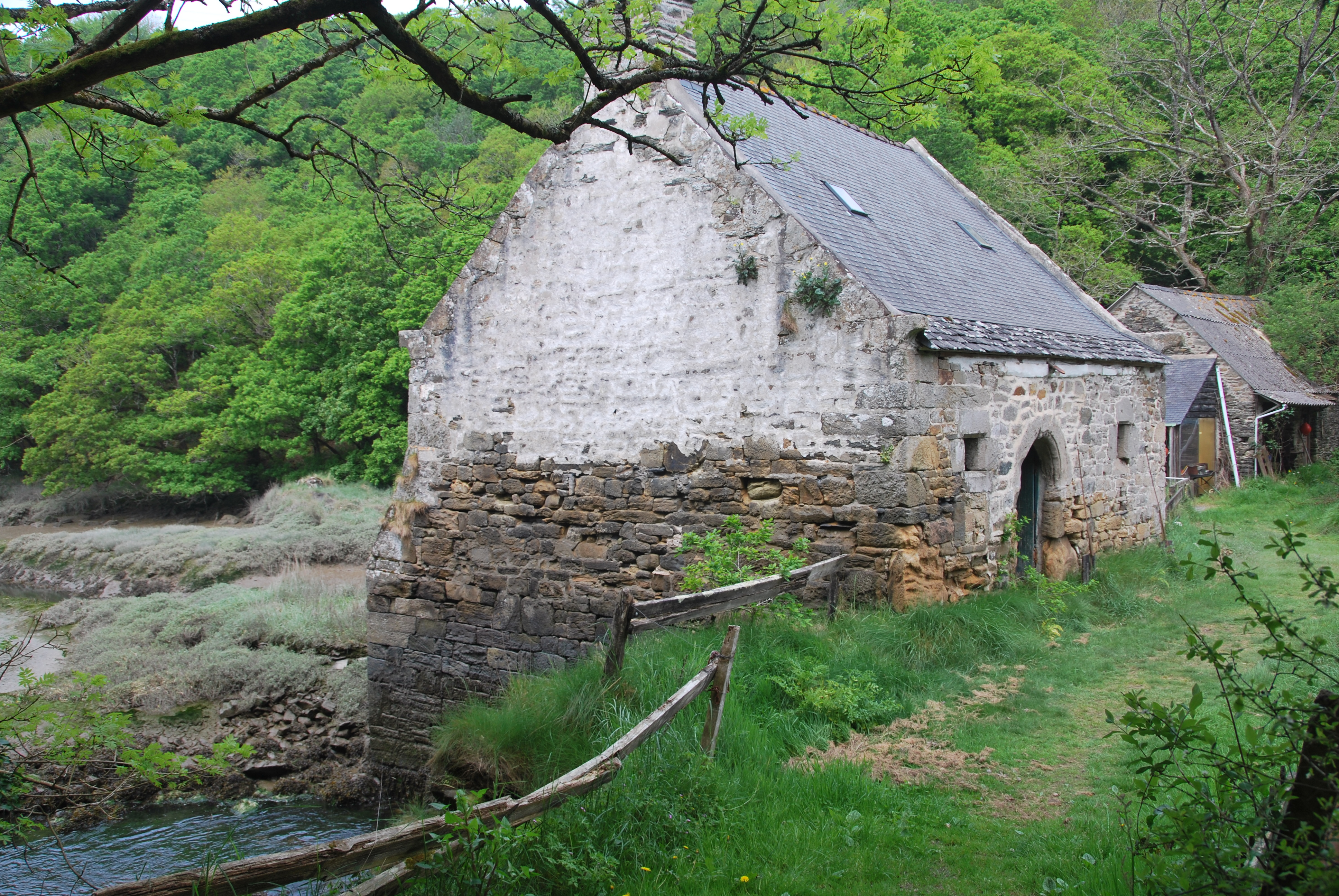
Le moulin à marée de Melin Mor vu de près.

- Le port du Dourduff-en-Mer, port naturel protégé par un cordon de galets, ancien port de pêche et activités ostréicoles[83].
- La batterie de Perrohen, construite au milieu du XVIIIe siècle, était destinée à protéger l'anse de Térénez[84]. Le site de Perrohen est d'ailleurs probablement un ancien éperon barré[85].
- Un corps de garde datant du XVIIIe siècle se trouve à La Palud près du Dourduff-en-Mer[86].
- Les ruines d'un ensemble fortifié[87]. et d'un corps de garde construits par l'organisation Todt pendant la Seconde Guerre mondiale subsistent sur l'île Stérec[88]. Un blockhaus se trouve aussi à la Pointe de Barnénez[89].

### Monuments religieux
- La chapelle Saint-Antoine, inscrite en 1933 au titre des monuments historiques[90]. En forme de croix latine, elle date de 1574 et comprend une nef séparée par un arc diaphragme d'un faux transept de deux travées et un chœur au chevet arrondi.Tombée en ruine dans la décennie 1970, la chapelle a été restaurée par les bénévoles de l’association « Les Amis de Saint-Antoine ».

La chapelle Saint-Antoine
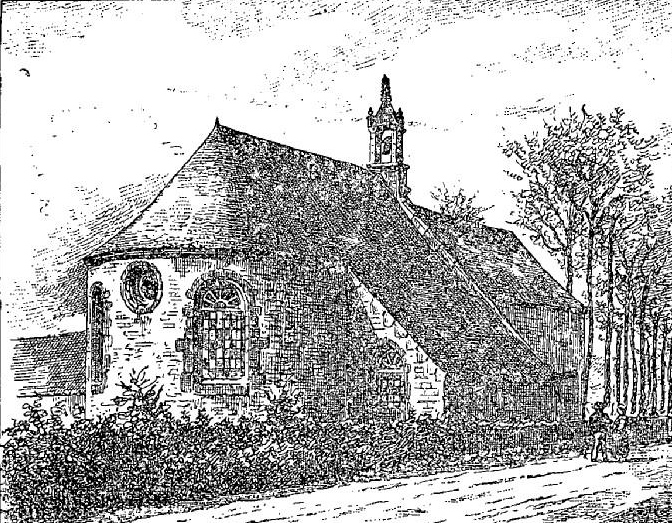
La chapelle vers 1906 (dessin de Louis Le Guennec).
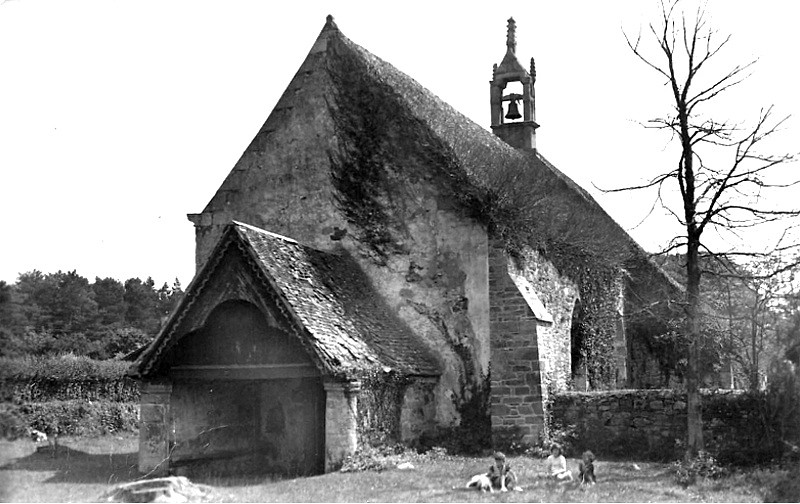
La chapelle Saint-Antoine vers 1925.
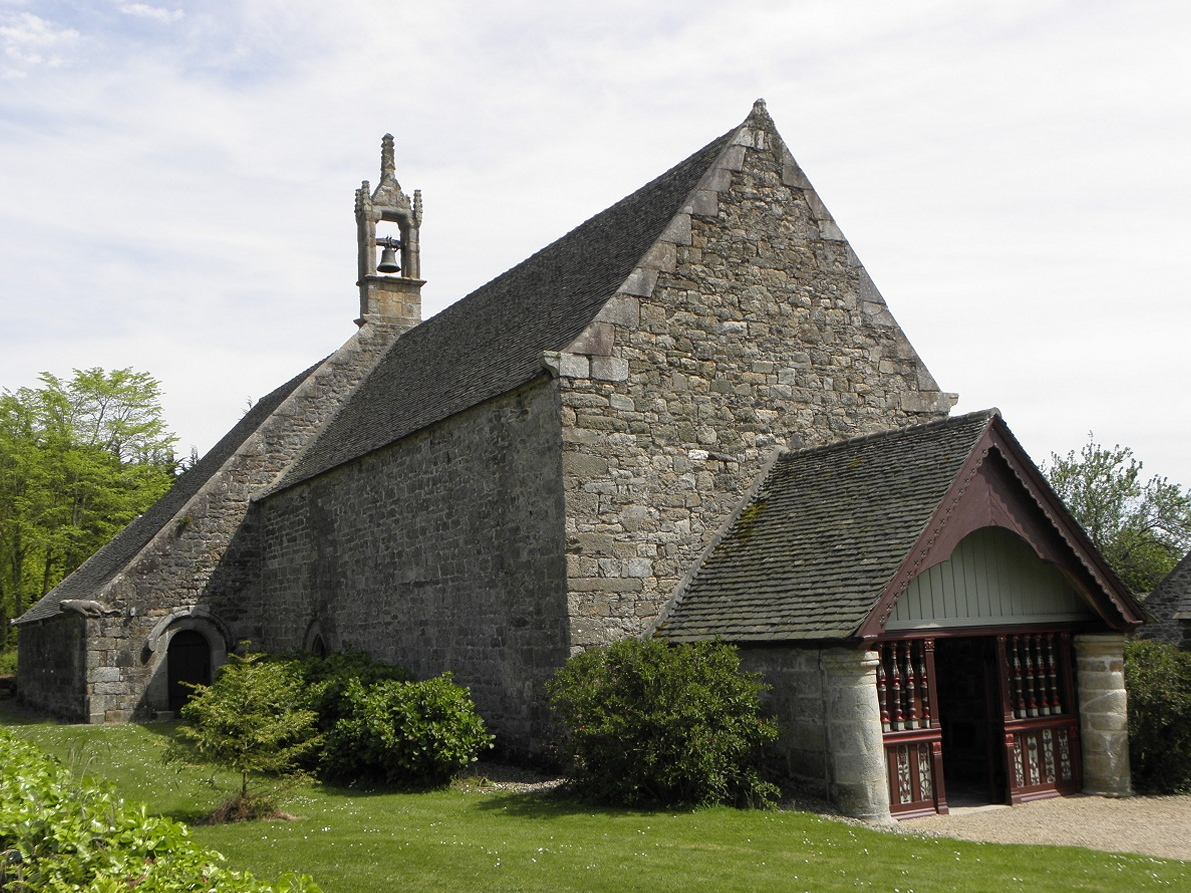
Chapelle Saint-Antoine : vue extérieure d'ensemble.
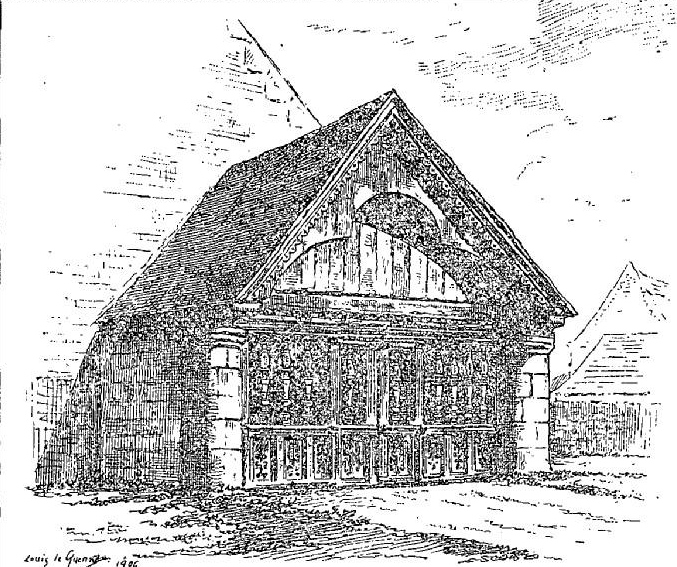
Le porche de la chapelle vers 1906 (dessin de Louis Le Guennec).
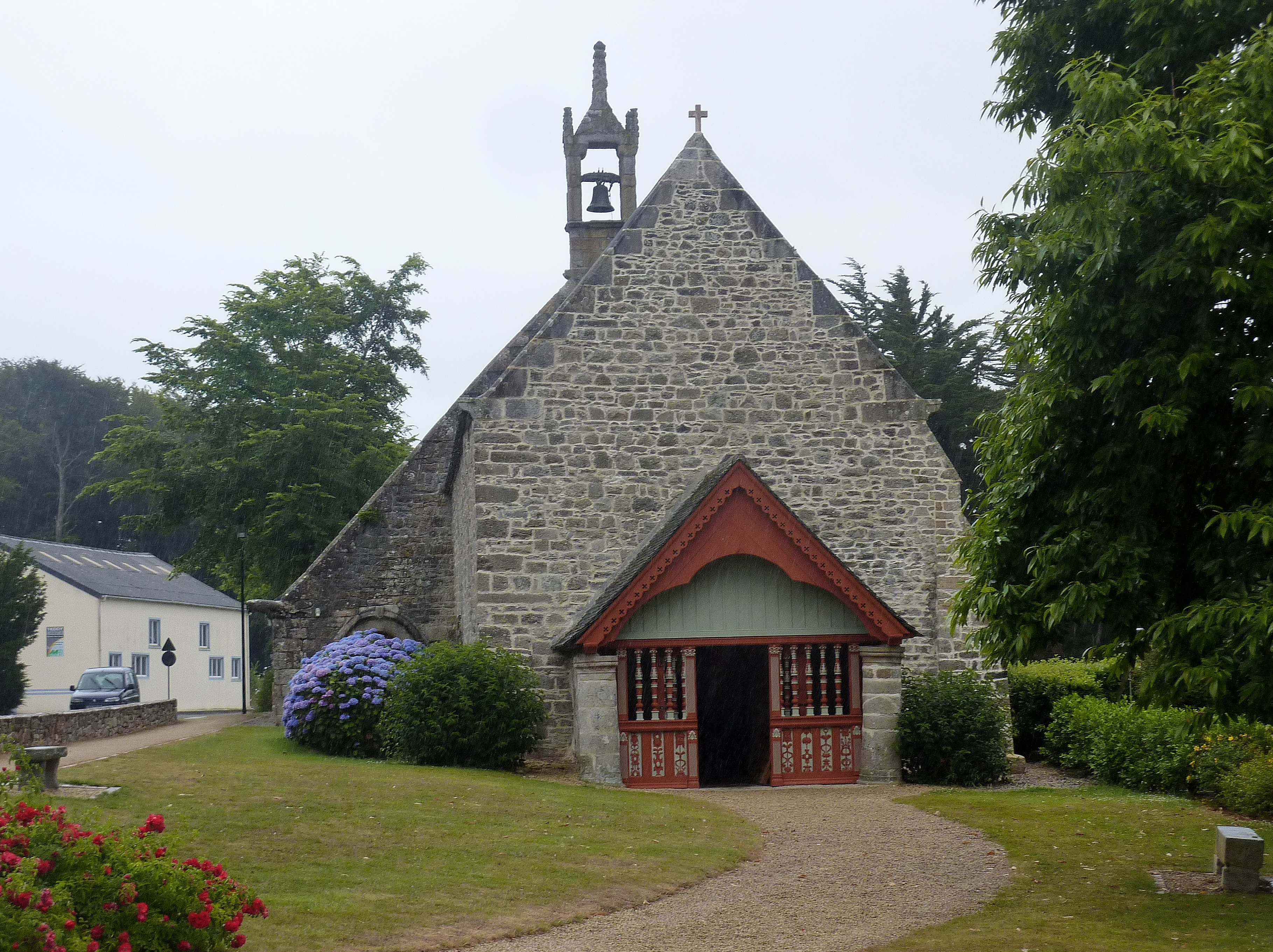
La chapelle de nos jours.

- L'église Saint-Étienne, classée en 1914 au titre des monuments historiques[91], de style Beaumanoir (architecte Jean de Beaumanoir) ; elle possède une nef de six travées avec bas-côtés, y compris la travée du clocher encastré et une chapelle en aile ouvrant par une double arcade sur le bas-côté nord[92].

« Sa partie la plus ancienne est le chevet, percé d'une fenêtre ogivale au tympan formé d'une petite rose flamboyante. Le chœur et les bas-côtés, restaurés en 1859, dataient de 1641-1642. »

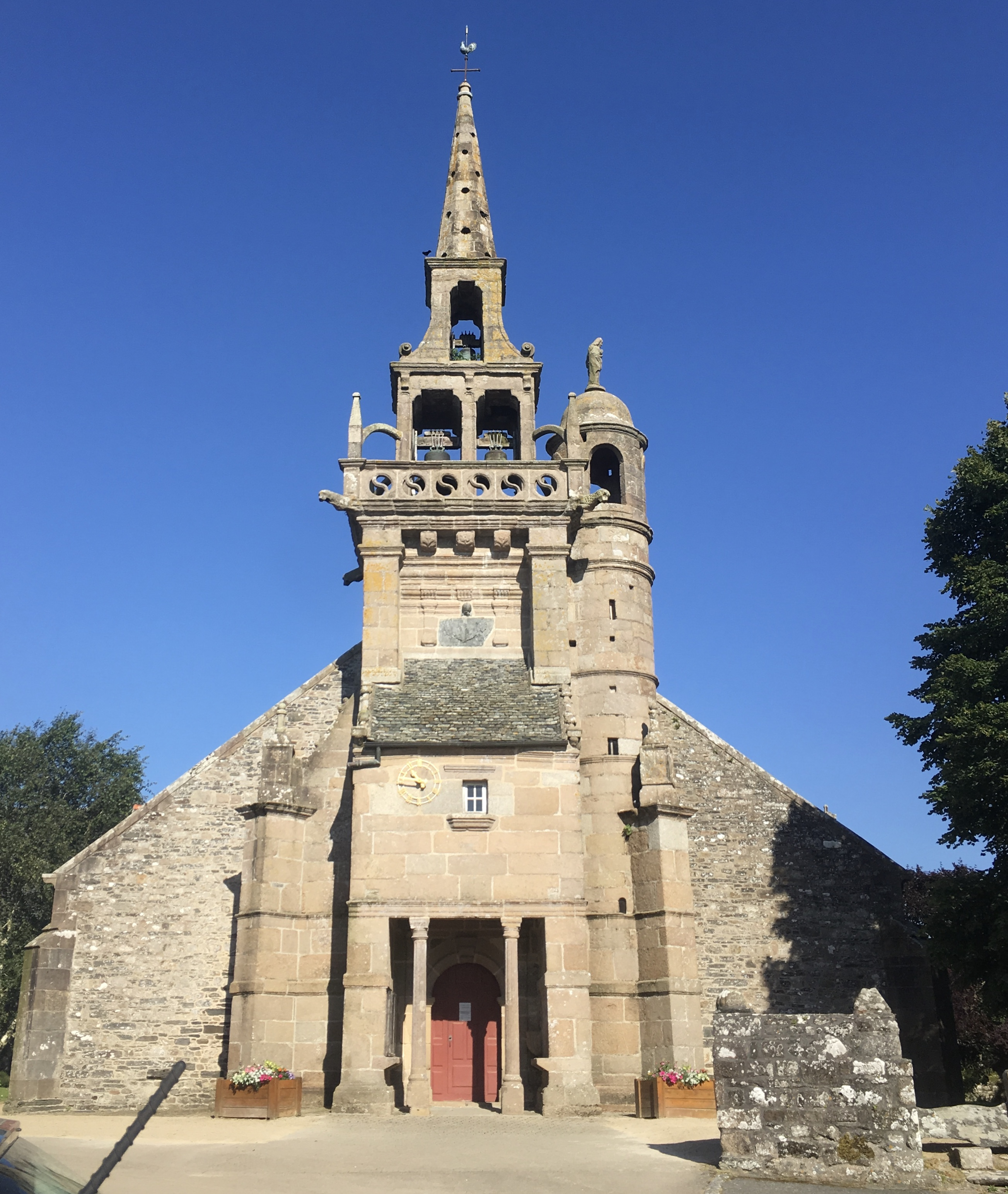
La façade et le clocher.
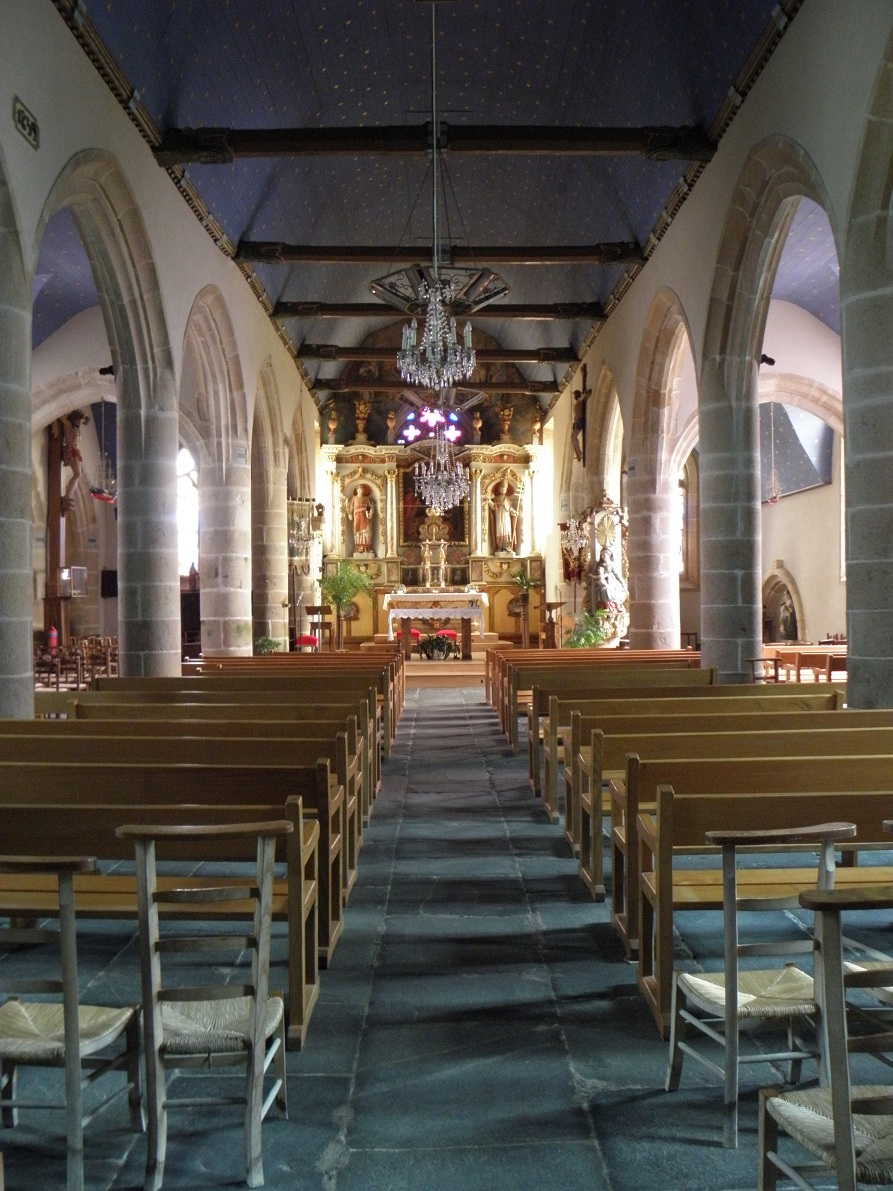
Vue intérieure d'ensemble.
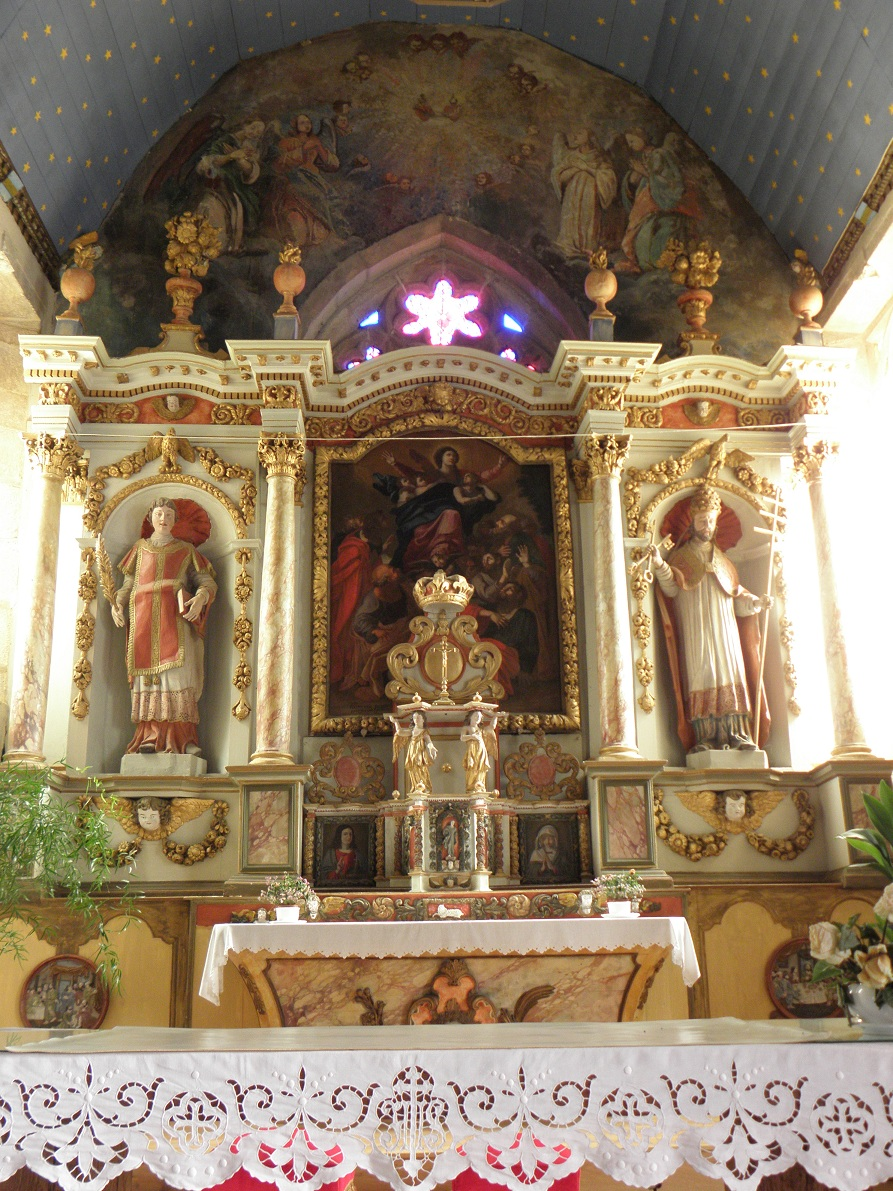
Le maître-autel et son retable.
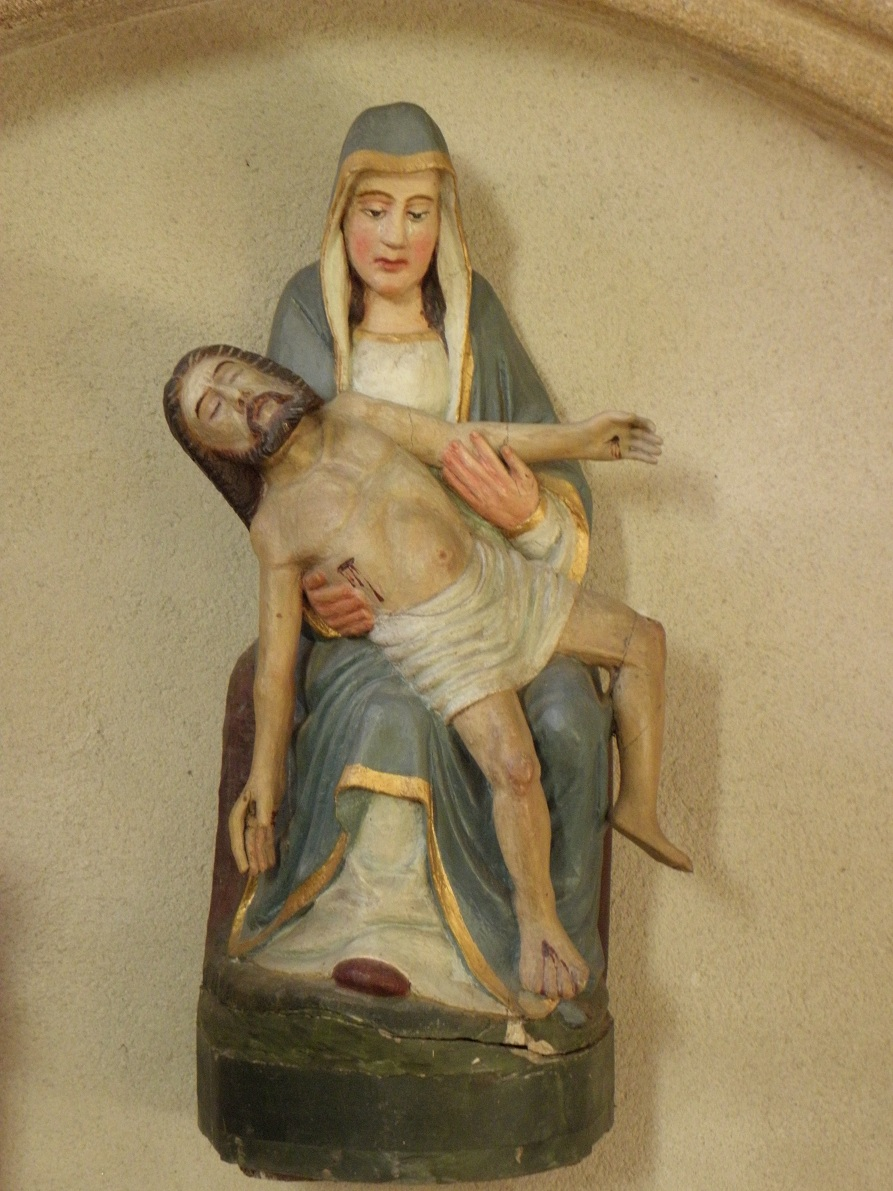
Piétà.
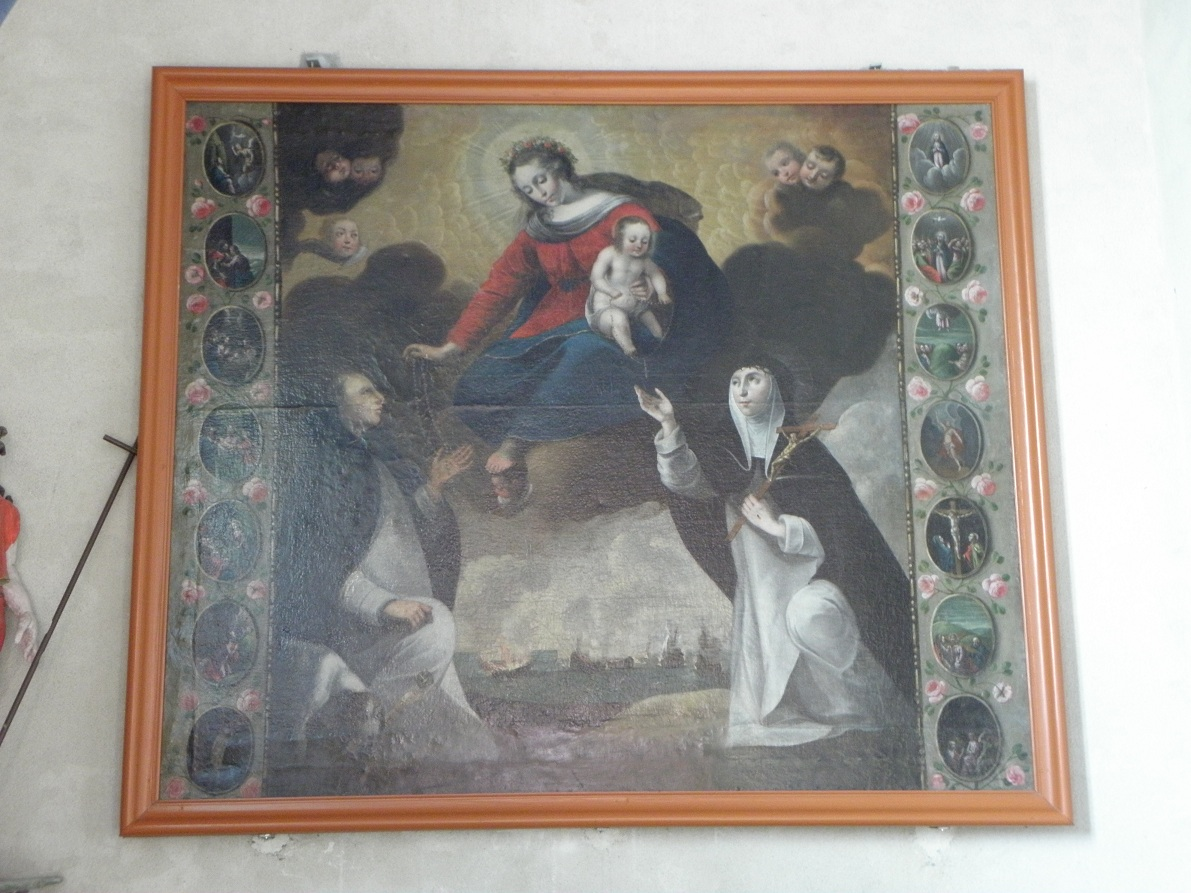
Tableau de la donation du Rosaire à sainte Catherine de Sienne avec une représentation de la bataille de Lépante (XVIIe siècle).
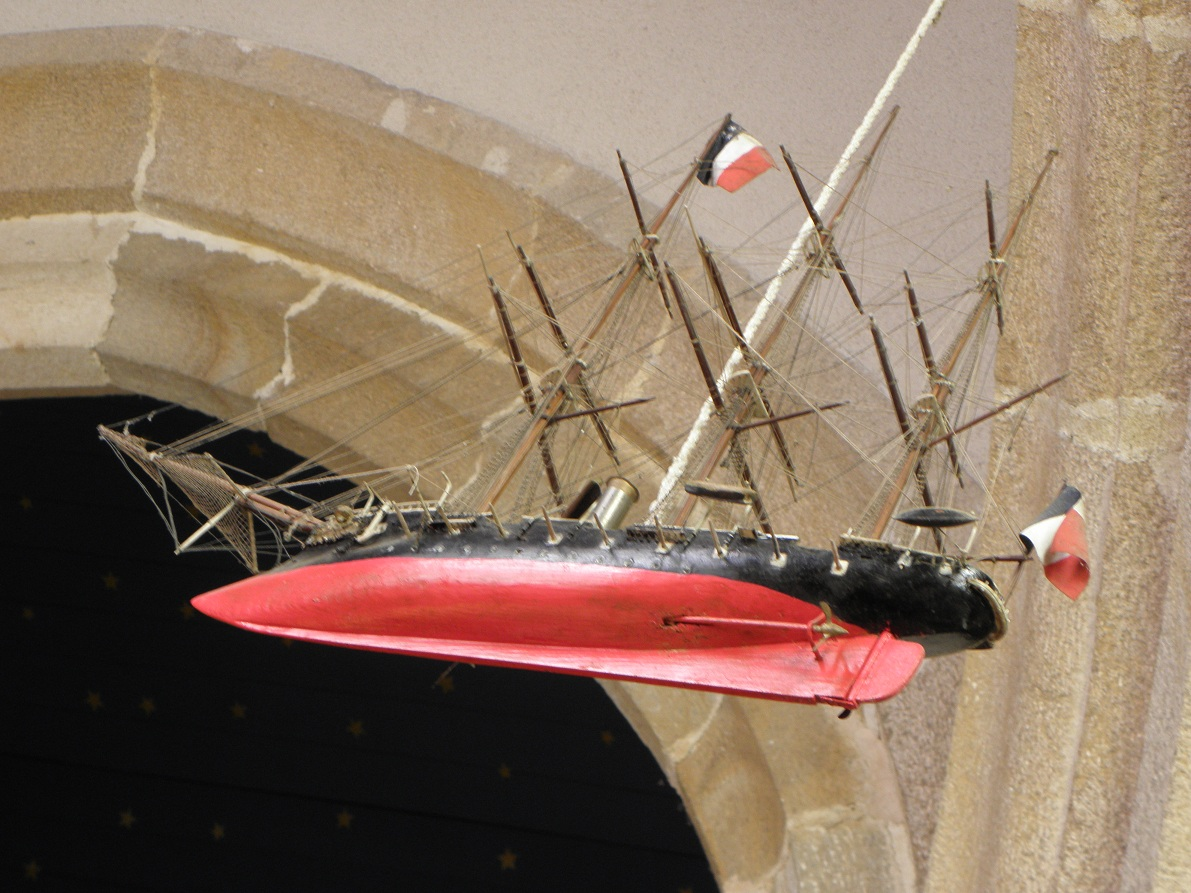
Bateau ex-voto.

- La chapelle de Saint-Gonven (1680), située jadis près du hameau de Lansalut. Cette chapelle est édifiée à l'endroit où débarqua saint Gonven, fondateur de la paroisse de Plougonven. Saint Gonven y est figuré tête nue, face rasée, vêtu de la robe des cénobites, tenant à la main un livre et un bâton courbé. Il s'agit d'un édifice rectangulaire de la fin du XVIIe siècle, restauré en 1954. La chapelle abrite les statues de saint Gonven, la Trinité, la Vierge-Mère, saint Mélar, saint Pierre, saint Paul, sainte Claire et une Pietà[93].
- La chapelle du Mouster.

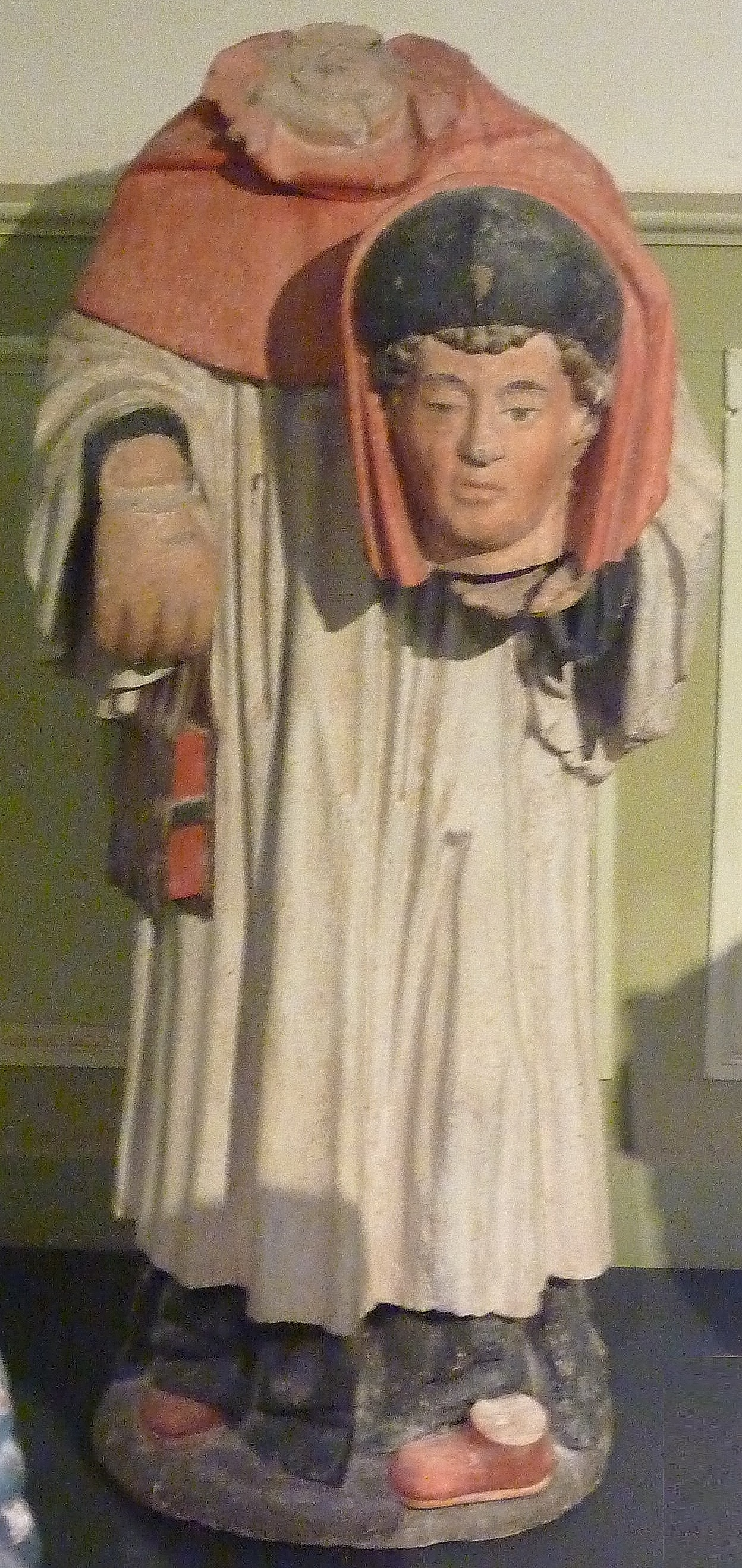
Chapelle du Mouster ; statue de saint Mélar.

- La croix hosannière, présente dans le cimetière, inscrite en 1928 au titre des monuments historiques[94].

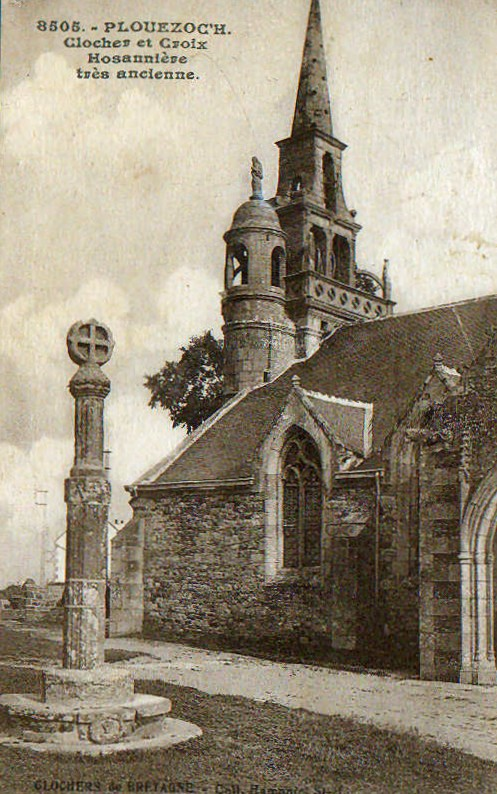
Plouezoc'h ː église paroissiale et croix hozannière vers 1925 (carte postale).

- Le moulin à marée de Melin Vor, au Dourduff-en-Terre, inscrit en 1988 au titre des monuments historiques[82].

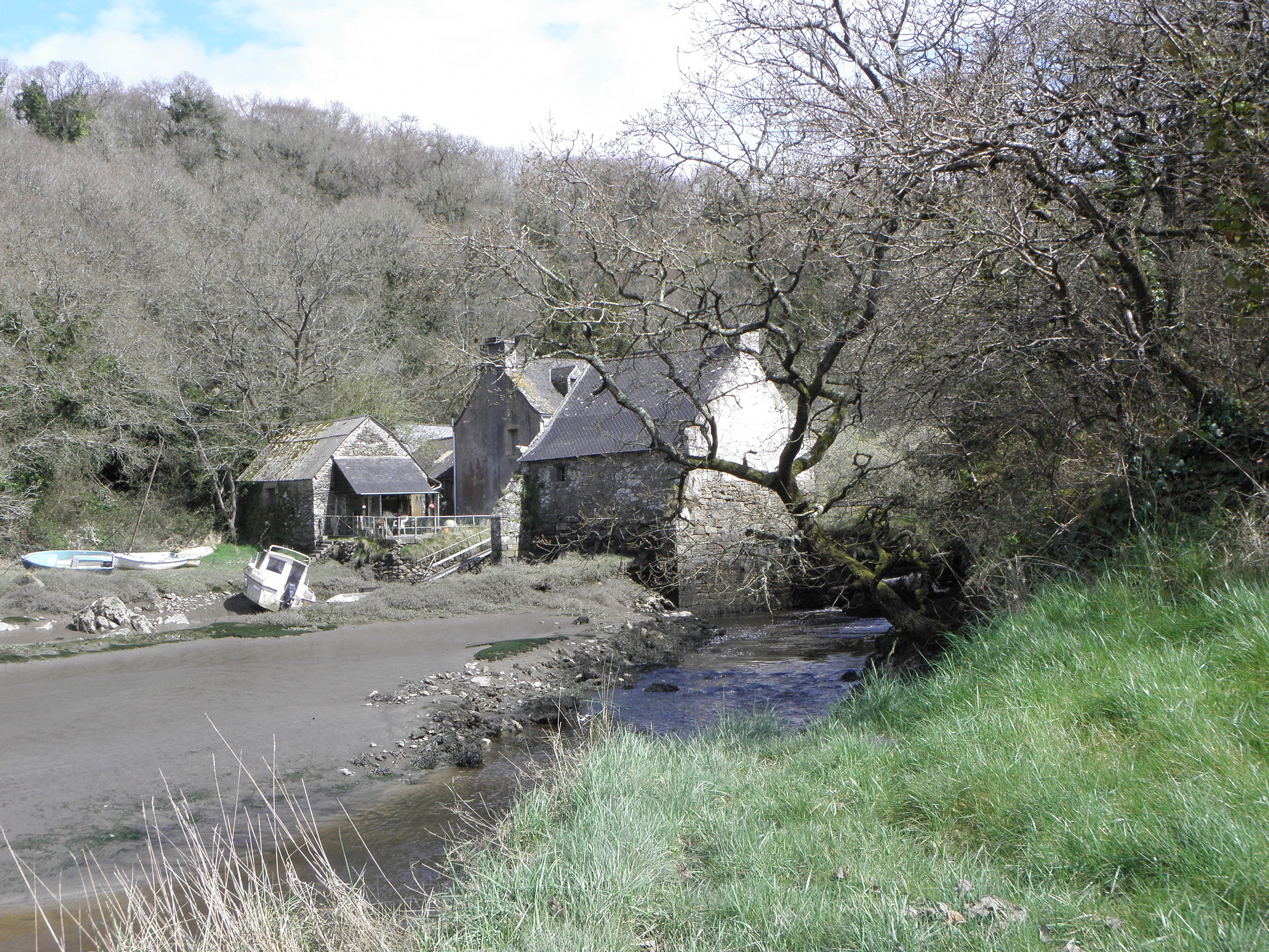
Le moulin à marée de Melin Mor : vue d'ensemble du site.
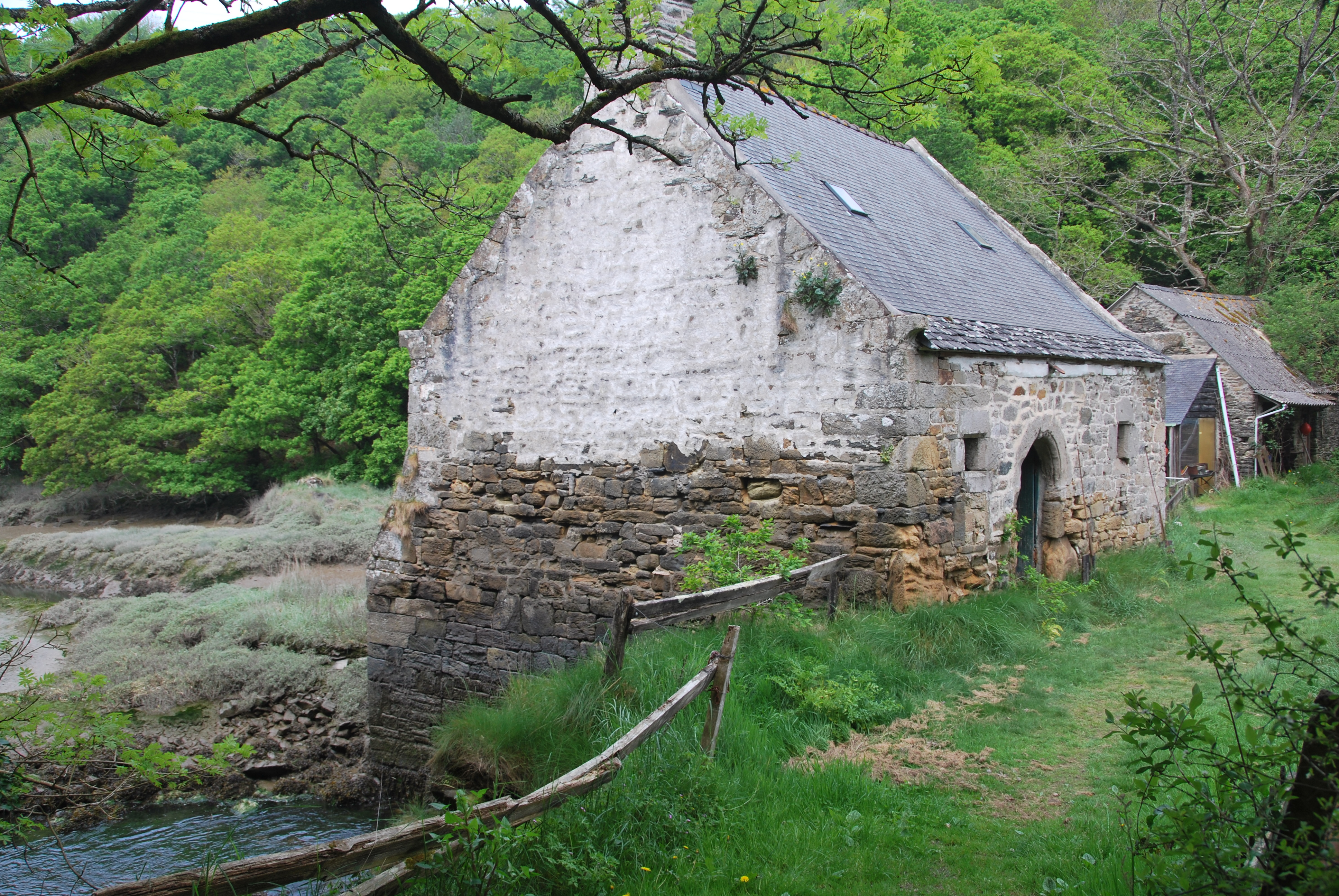
Le moulin à marée de Melin Mor vu de près.

- Le port du Dourduff-en-Mer, port naturel protégé par un cordon de galets, ancien port de pêche et activités ostréicoles[83].
- La croix de la route du Corniou à Saint-Antoine en pierre de Kersanton. Elle rappelle le décès accidentel du vicomte Ludovic de Kersauson, conseiller général, le 23 mai 1877. Il quitta son château de Trodibon vers 4 h du soir en calèche américaine quand ses chevaux s'emballèrent à Saint-Antoine causant sa chute mortelle.

## Événements
- Festival Celtytud, tous les ans depuis 2000, le dernier weekend de juin (Fest Noz, concerts, soirée Irlandaise).

## Personnalités liées à la commune
- Jean Coatanlem, amiral de la flotte portugaise, sieur de Kéraudy en Plouezoc'h.
- François L'Archiver, né au manoir du Rest, baptisé à Plouezoc'h le 2 septembre 1566. Confesseur breton à Rome pour le Jubilé de 1600. Nommé archevêque de Rennes en 1602. Mort après une vie d'une grande dignité vis-à-vis de Dieu en 1619. Sur son tombeau, dans la cathédrale de Rennes, on a inscrit ces paroles : « Né en Bretagne, j'ai passé ma jeunesse à l'ombre du Capitole. La Grande Rome a été témoin de mes actes. De la Ville aux sept collines, je suis monté sur le siège épiscopal de Rennes. De ce tombeau je veux monter au ciel sans aspirer plus haut ! ».
- Louis Joseph de Kersauson-Vieux-Chatel, né le 7 août 1850 à Morlaix, décédé le 18 avril 1928 à Paris. Grand propriétaire foncier et propriétaire du château de Trodibon. Conseiller général du Finistère. Officier de mobiles pendant la guerre franco-allemande de 1870, chevalier de la légion d'honneur. Maire de Plouézoc'h pendant 38 ans, il fut élu député du Finistère au scrutin de liste (d'opinion monarchiste, il fut le premier élu de la liste conservatrice) et siégea entre le 4 octobre 1885 et le 11 novembre 1889, membre de l'Union des droites. Il fut battu en 1889 dans le cadre d'un scrutin par circonscription dans celle de Morlaix et abandonna alors la vie politique. Ses obsèques eurent lieu à Plouézoc'h en présence du Maréchal Foch, propriétaire du manoir de Traonfeunteniou en Ploujean-Morlaix[95].
- Jean-Jacques Morvan, peintre et écrivain né à Plouezoc'h.
- Jean Costa de Beauregard, né le 10 décembre 1906 au château de Trodibon à Plouezoc'h et décédé à Paris le 10 novembre 1975, général de division, chevalier puis officier de la Légion d'honneur, ancien élève de l'ESM de Saint-Cyr (1923-1925). Sous le nom de Carol, il fonde en novembre 1942 un bataillon issu du 17e bataillon de chasseurs à pied de la brigade Charles Martel et participe activement à la Libération de la France[réf. nécessaire].
- Robert Costa de Beauregard, né à Versailles le 25 mai 1874 et décédé Plouezoc'h le 8 février 1943. Maire de Plouezoc'h de 1925 à 1943. Chevalier de la Légion d'Honneur, Croix de guerre 14-18, D.S.C. américaine, Blessé mortellement le 29 janvier 1943, au bombardement de Morlaix. Citation de la DSC : "The President of the United States of America, authorized by Act of Congress, July 9, 1918, takes pleasure in presenting the Distinguished Service Cross to Captain Robert Costa De Beauregard, Army of France, for extraordinary heroism in action while serving with 23d Regiment of Infantry, 306th U.S. Infantry (Attached), 77th Division, A.E.F., at St. Juvin, France, 14 October 1918. When communication with the forward observation post was broken and no runners were available, Captain Costa De Beauregard voluntarily carried a message to the observation post through intense shellfire, displaying great bravery and coolness, and succeeded in reestablishing communication with the regimental post of command".